# 英国
大不列顛暨北愛爾蘭聯合王國（英語：United Kingdom of Great Britain and Northern Ireland），通稱英国，亦簡稱联合王国（缩写作）或不列颠，是位於西歐並具有海外領地的主權國家，由英格蘭、威爾斯、蘇格蘭及北愛爾蘭所組成。英國位于歐洲大陸西北面，地理範圍包括大不列颠岛、爱尔兰岛东北部分及一系列较小岛屿。英国本土和另一国家唯一的陆上国境线位于北爱尔兰，和爱尔兰共和国相邻。英国由大西洋所环绕，东为北海，南为英吉利海峡，西南偏南为凱爾特海，與爱尔兰隔愛爾蘭海相望。该国总面积达244,376平方（94,354平方英里），为世界面积第80大的主权国家及欧洲面积第11大的主权国家，2022年人口約6,760万，为全球第21名及歐洲第3名。
英国为君主立宪制国家，實行議會制的民主政體。其首都伦敦为全球城市A++级别城市和国际金融中心，大都会区人口达1,380万，为欧洲第三大。现任英国君主为國王查爾斯三世，於2022年9月8日即位。英国由四个构成国组成，分别为英格兰、苏格兰、威尔士和北爱尔兰，其中后三者在权力下放体系之下，各自拥有一定的权力。三地首府分别为爱丁堡、卡迪夫和贝尔法斯特。附近的马恩岛、根西行政区及泽西行政区并非联合王国的一部分，而为皇家屬地，英国政府负责其国防及外交事务。
英國的構成國之间的国际关系复杂，在历史上经历了一系列的发展。英格兰王国通过1535年和1542年的联合法令将威尔士纳入领土。1707年联合法令使英格兰王国和苏格兰王国共组大不列顛王國，1801年大不列颠王国和爱尔兰王国共组大不列颠及爱尔兰联合王国。1922年爱尔兰中南部26个郡（面积占整个爱尔兰的约六分之五）脱离英国组成爱尔兰自由邦（当今爱尔兰的前身），最终造就了当今的大不列颠及北爱尔兰联合王国。大不列颠及北爱尔兰联合王国亦有14块海外领地，为往日帝国的遗留部分。大英帝国在1921年达到其巅峰，拥有全球26.5%的领土，是有史以来面积最大的帝国。戰後英国列強地位快速沒落，但憑藉著平衡、妥協和懷柔政策，在语言、文化和法律体系上对其前殖民地保留了一定的積極影响，因而吸引許多以前英联邦的殖民地移民前來居住，也是少數作為外來統治者卻大受歡迎的國家。然而，英國的殖民歷史及其後續政策仍在全球範圍內引發爭議，既有對文化和法律傳承的認可，也有對殖民統治及其遺留問題的批評。
英国为发达国家，以名义GDP为量度是世界第六大经济体，以购买力平价为量度是世界第十大经济体。英国是世界首个完成工业化的国家，同时也曾是世界上最大的殖民帝国，工業革命使英國的生產力大大提高，商業與財富極大的增長，海軍实力一度称霸全球，殖民地则为帝国提供巨量的原材料、廉价劳动力与倾销市场，这些都造就了英国19世纪鼎盛的不列颠治世，当今英国国力虽已远不如19世纪，但仍是世界强国之一，在经济、文化、军事、科技、教育和政治上均有全球性的显著影响力。英国为国际公认的有核国家，其军事开支位列全球第四。1945年以来英国即为联合国安全理事会常任理事国。英国还是英联邦、七国财长峰会、七国集团、二十国集团、北大西洋公约组织、经济合作与发展组织和世界贸易组织成员国。

## 詞源
不列颠（英语：Britain）这个名称是源于不列颠尼亚（Britannia，或可译成大不列颠，早期拼写为Brittannia）这个拉丁文名称，经由古法语的Britain（现代法语中的Bretagne，即布列塔尼）以及中古英语的Bretayne, Breteyne这些词发展而来。该法文词来自被取代的古英语词Breoton, Breoten, Bryten, Breten（也可能包括了Breoton-lond, Breten-lond）。而该拉丁文词则是从希腊词组Prettanike或Brettaniai而来，原本意指一群有着各自名字的岛屿。到了公元前一世纪，不列颠尼亚常常特别被用来指大不列颠岛，罗马帝国征服英伦之后，由于建立的行省名为不列颠尼亚，大不列颠岛的名称从此固定下来。《1707联合法令》后，由英格兰和苏格兰王国合并而成的王国便称“大不列颠联合王国”。
英格兰（英语：England）这个名字源自Angles（盎格鲁人，大迁徙时期从日德兰半岛和北德平原渡海入侵不列颠的三大日耳曼部落之一），其原名“Engla-lond”意为“盎格鲁人之地”。公元927年英格兰七国时代结束，始称英格兰王国。

### 人种称呼
英伦三岛最早的居民为凯尔特布立吞人，其语出古希腊历史学家米利都的赫卡塔埃乌斯。他在前517年写作关于马西利亚人时将凯尔特人称作Κελτοί，其拉丁转写为Celtus（复数为Celti或Celtae），希腊名为Κέλτης（复数Κέλται）或Κελτός（复数Κελτοί）。老普林尼说在琉息太尼亚这些词是部落的姓氏。
拉丁语Gallus（复数Galli）也可能是直接来自凯尔特的民族或部落名，前5世纪早期在高卢人扩张到意大利半岛时被转化成了拉丁语。其词根可能是原始凯尔特语*galno，意即“力量”。
盎格鲁-撒克逊一词最初在8世纪被使用，是一个拉丁语词汇，出自阿佛列大帝时代的纸本文件。文件中，他频繁使用“rex Anglorum Saxonum”或“rex Angul-Saxonum”，以区分“不列颠岛上的日耳曼人”和“欧洲的萨克森日耳曼人、盎格利亚日耳曼人”。凯瑟琳·希尔斯在她的观察中总结了许多现代学者的观点，认为“盎格鲁-撒克逊”这个词汇更多的是人为创造的，用以表达不列颠岛上特殊的政治、宗教和建筑风格，这个词在一开始并没有现在的“人种”含义。
诺曼人（诺曼语：Normaunds），本意为“北方人”，是一支定居在法国诺曼底地区的混種民族，為法蘭克人、高盧人和維京人混血，很大程度上受到了法國文化影响 。诺曼征服完成之后，威廉一世迅速进行中央集权，同时他罢免盎克鲁-撒克逊血统的领主，改采诺曼贵族进行地方管理。诺曼贵族与本土女性通婚，因此英格兰人也普遍拥有诺曼血统，他们大量学习的法国文化与英国本土文化交融，形成了盎格鲁-诺曼文化。

## 歷史

### 早期历史

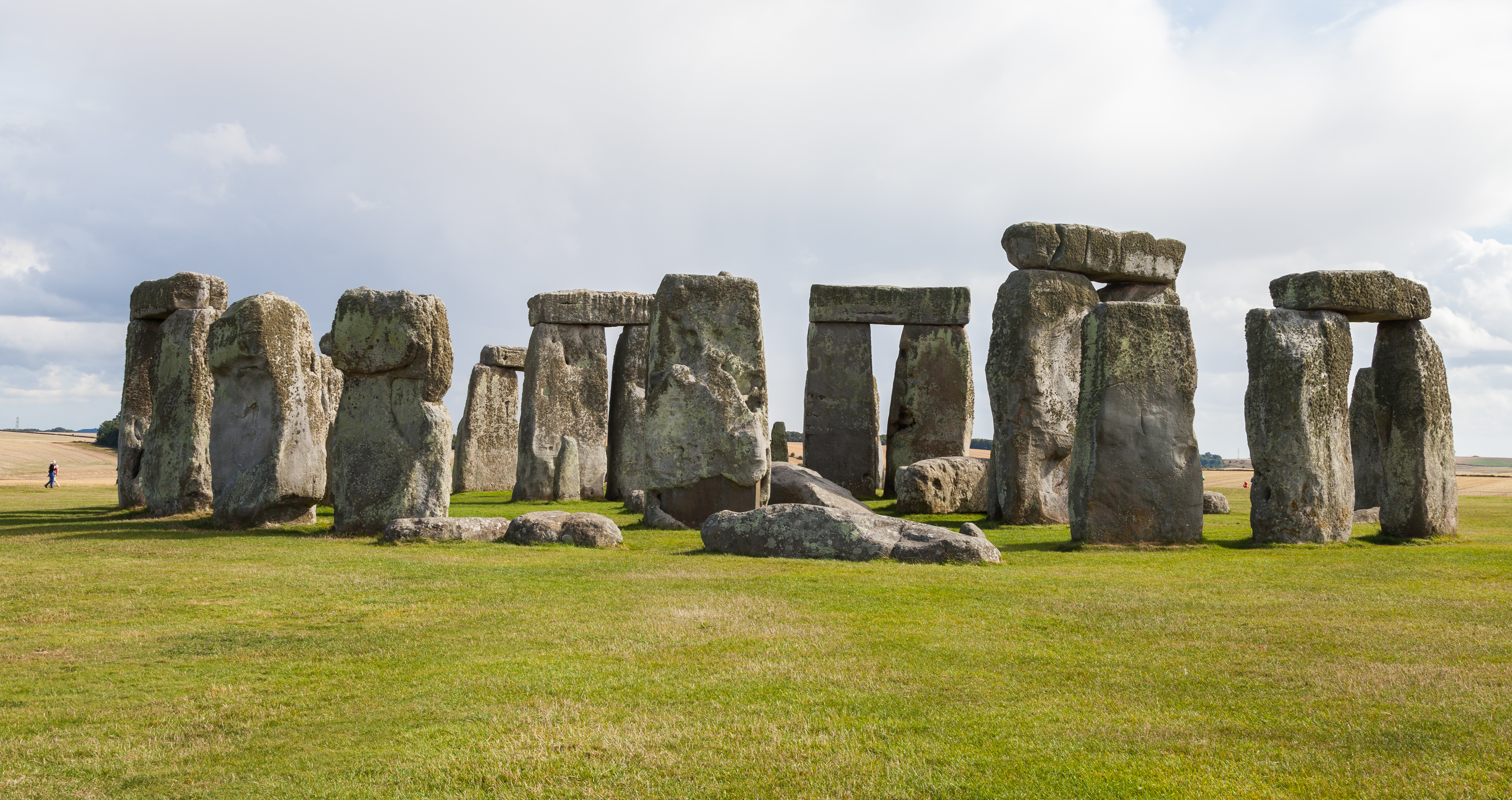
位于英格兰威尔特郡的巨石阵，其中石柱均高约13 ft，宽7 ft，重达25吨，建于公元前2400–2200年之间

克羅馬儂人在不列颠岛上的定居点约在距今30000年左右建立，11500年前的末次冰期结束后，开始有居民永久定居。英国史前时代后期，凯尔特布立吞人与盖尔爱尔兰被认为同属岛屿凯尔特文化。

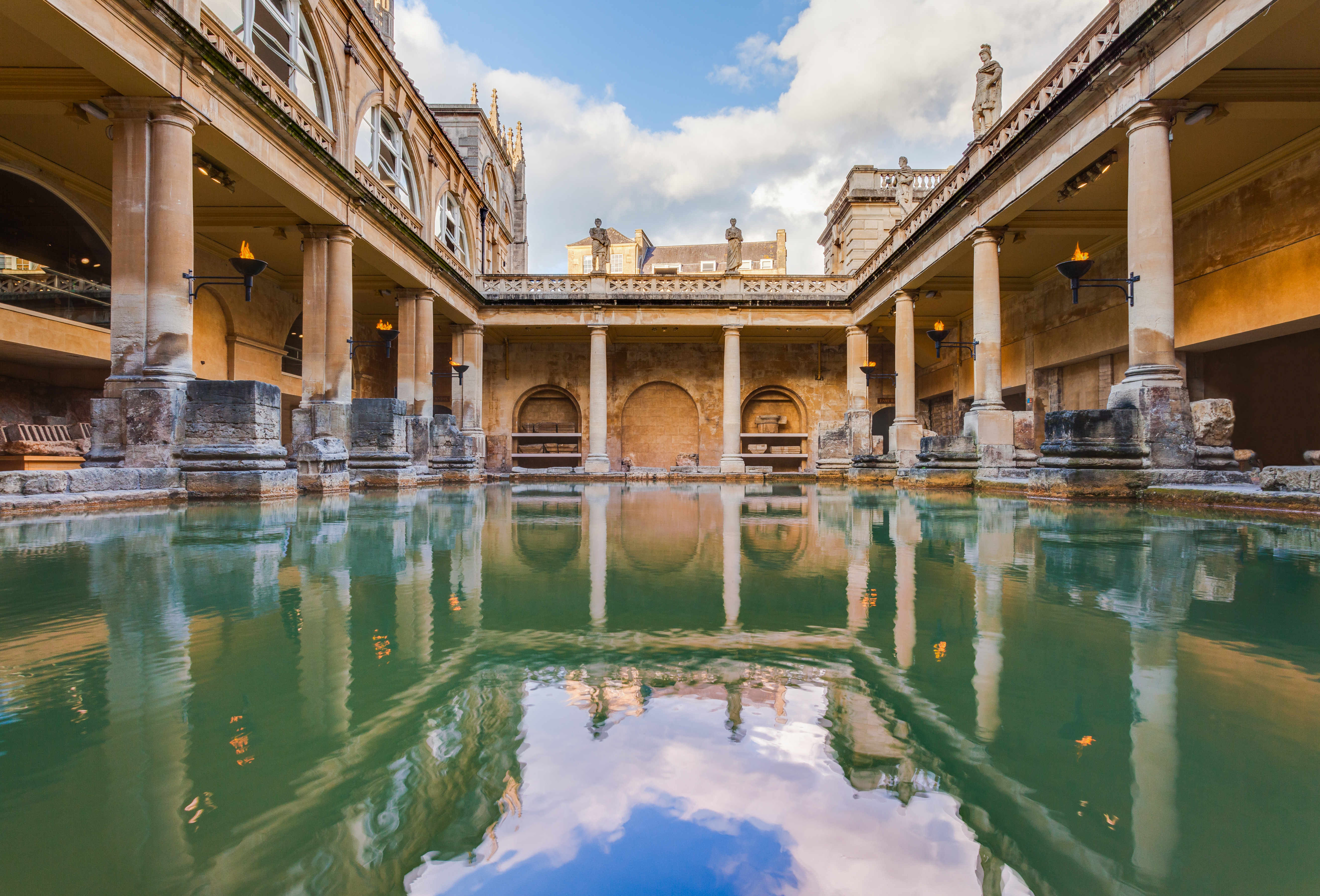
巴斯浴场是英国一个保存完好的不列颠尼亚时期古罗马浴场

公元43年，罗马帝国皇帝克劳狄一世进攻不列颠，英格兰地区逐渐被征服为帝国的一个行省。122年，为抵御皮克特人的袭扰，罗马皇帝哈德良下令修建哈德良长城，之后安敦宁·毕尤又在长城以北建安东尼边墙。四世纪末，盎克鲁-撒克逊等日耳曼部落开始迁入不列颠群岛，由于动荡的局势，西罗马帝国被迫放弃不列颠行省，英格兰进入盎格鲁-撒克逊时期，英格兰地区分裂成七个国家，基督教在这一时期开始传入英国。八世纪末，维京海盗不断登岛劫掠，在878年被威塞克斯国王阿尔弗雷德大帝击败后同意议和，丹麦法区设立。927年，阿尔弗雷德的继承者埃塞尔斯坦征服诺森布里亚王国，统一英格兰地区，威塞克斯王国自此转变为英格兰王国。1066年，威塞克斯伯爵忏悔者爱德华病逝，法国诺曼底公爵威廉入侵英格兰，并陆续征服不列颠群岛各地，史称“諾曼征服”，欧陆文化逐渐传入英国。
5世纪开始，不列颠北部便分裂为数个小王国，随着维京海盗的入侵皮克特人逐步吸收盖尔文化，苏格兰地区与南部的英格兰几乎在同时期走向统一。亚尔宾王朝的唐纳德二世于公元9世纪成为了第一个阿尔巴国王，标志着苏格兰王国的建立。

### 王国的合并

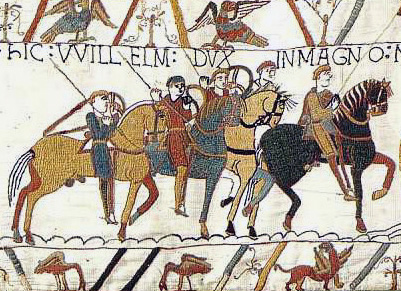
贝叶挂毯描绘的1066年黑斯廷斯战役经过

現在的英國領土是過去的幾百年中多次合併的結果。在10世紀時，蘇格蘭王國和英格蘭王國各自是獨立的國家。1155年，英王亨利二世获得教宗赐予的爱尔兰作为自己的封建领地，并于1171年正式出兵，1177年控制了爱尔兰大部分地区。1284年，威爾斯公國被英格蘭国王爱德华一世征服，而后实际被英格兰王国控制，直至1535年成為英格蘭的一部分。1296年，爱德华一世又趁苏格兰王位继承危机占领苏格兰王国。然而以威廉·華萊士和罗伯特·布鲁斯为首的苏格兰贵族不断发起叛乱，英格兰始终无法有效控制新征服的土地。1307年爱德华骤逝后战局很快恶化，他的继任者爱德华二世在班诺克本战役中遭到惨败，于1323年被迫承认苏格兰独立。14世纪中叶的第二次苏格兰独立战争后，尽管英格兰仍尝试武力吞并北方邻国，但从未成功过。

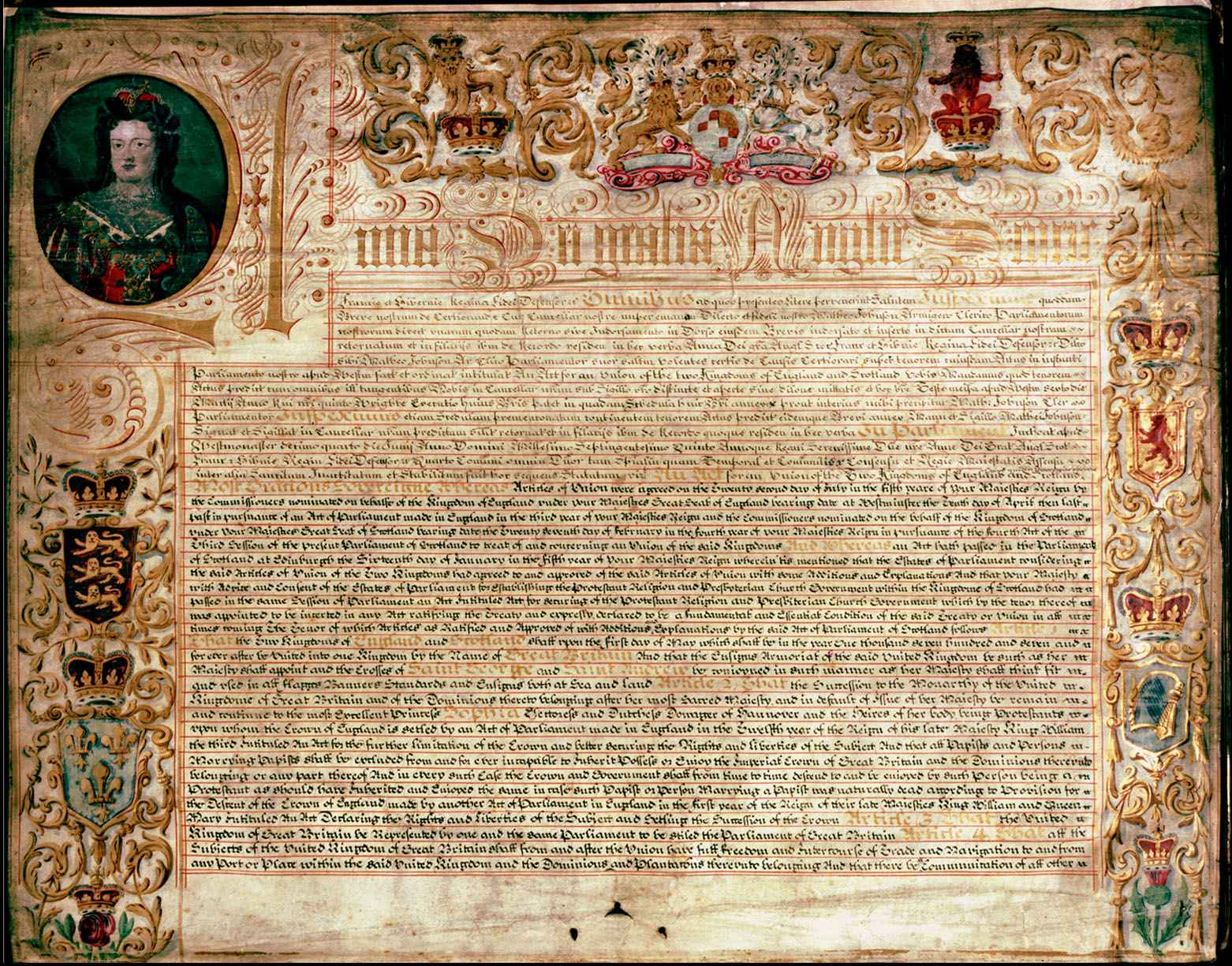
《1707年联合法令》使整个大不列颠岛统合为一个国家

1542年，因亨利八世与罗马教廷决裂，之前的教皇封地不再有效，亨利八世加冕为爱尔兰国王，爱尔兰王国建立。1603年，英格蘭王國和蘇格蘭王國兩國在詹姆斯六世及一世的治下成為共主邦聯，1707年通过《1707年聯合法令》正式合併為大不列顛王國。1801年，已成为共主联邦的大不列顛王國和爱尔兰王国合併，组成大不列顛與愛爾蘭聯合王國。1922年，愛爾蘭自由邦成立，而北愛爾蘭則仍由英国政府控制，英国国名也在1927年改为大不列颠及北爱尔兰联合王国。

### 英格兰内战与光荣革命

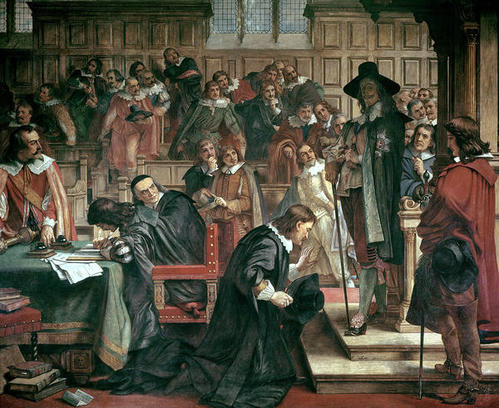
查理一世武装闯入下院试图逮捕五名议员 (Note: 1642年查理一世要求议会以叛国罪交出五名议员，遭到拒绝后于1月4日带兵强行闯入下院，当国王问到被通缉的议员逃到了哪里时，议长威廉·伦索尔跪下说到：“请尊敬的陛下原谅，作为下院的公仆，我仅为下院服务，对于您所问的问题我只能说，我没看到，即使看到了也不会说的”，查理无奈只好恶毒地回答“我的鸟儿都飞走了”，随后双手空空地离开了国会。)

红白玫瑰战争结束后都铎王朝建立，英格兰贵族势力遭到削弱，为英国专制王权的发展提供了土壤。亨利八世继位后提出“君权神授”理论，推动宗教改革侵吞大量教产，设立星室法院，使国王得以脱离议会独立执政。然而到17世纪，王室因为战争和长期挥霍财政状况日益拮据，以至于詹姆斯一世不得不经常召开议会筹措资金。其子查理一世不愿意和议会妥协，自1629年后维持个人的专横统治长达11年时间，但迫于苏格兰叛乱的压力还是不得不先后召开短期与长期议会寻求后者对战争的支持。之后双方的矛盾愈演愈烈最终导致了英格兰内战的爆发。
保王党的军队在第一次内战前期取得过一定优势，然而1645年的内斯比战役后其被议会的新模范军彻底摧毁，查理向苏格兰军队投降，随即被移交给英国议会。1648年保王党人挑起第二次英格兰内战，但很快就被议会军镇压，再度抓回逃亡的查理一世后，已经清洗了同情国王议员的残缺议会指控其犯有叛国罪，法庭裁定罪名成立并将之处决，圆颅党随即废止上议院建立由国务会议掌控的共和国。奥利弗·克伦威尔作为新模范军指挥官于1653年强行解散残缺议会，自任“护国公”进行独裁统治直到1658年去世。

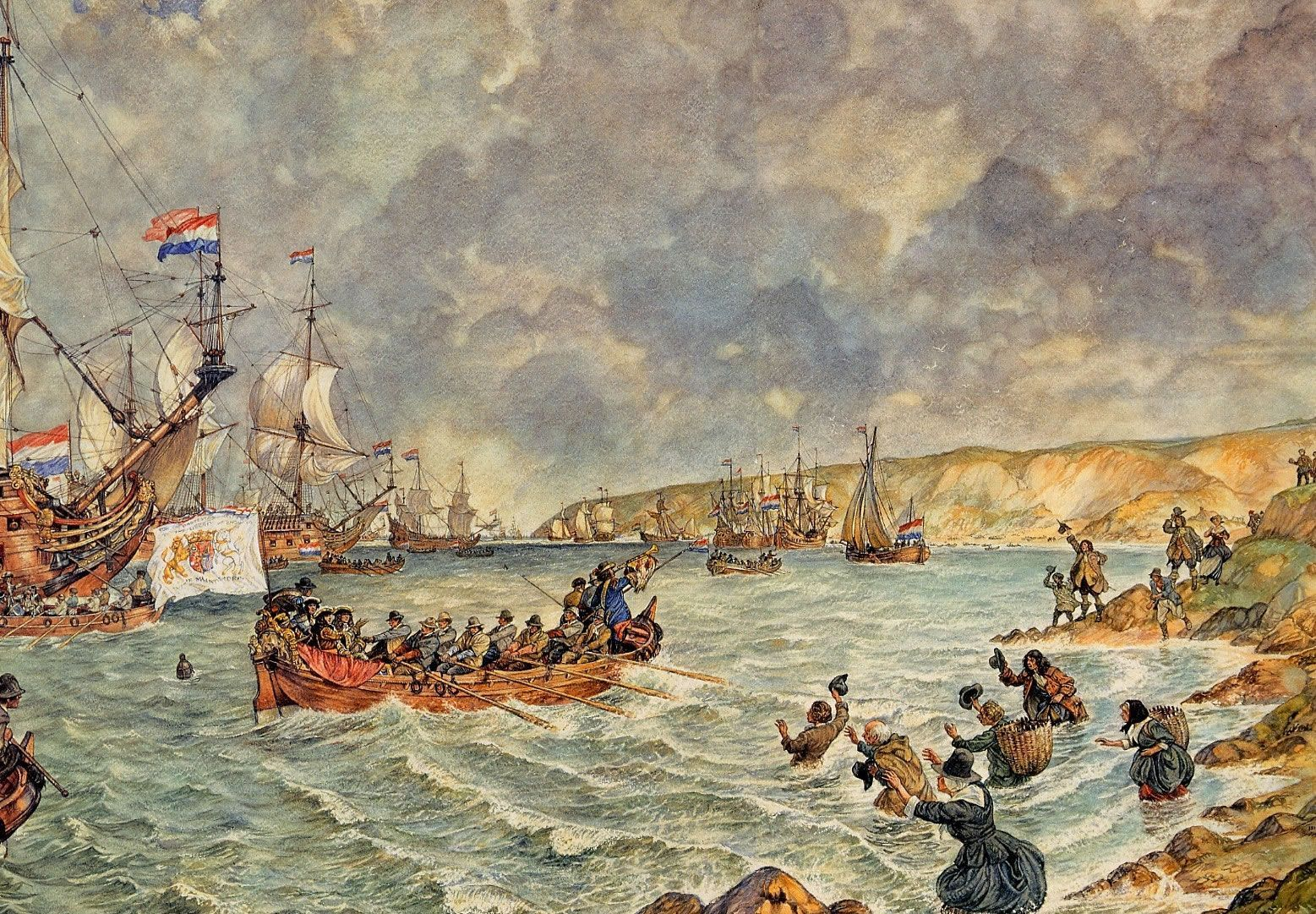
威廉三世率领荷兰军队在托贝布里克瑟姆登陆

1660年查理二世返回伦敦复辟斯特亚特王朝，由于没有合法子嗣，继承王位的将是他的幼弟詹姆斯二世，然而后者因为天主教信仰并未受到广泛欢迎，其登基后颁布的一系列宗教宽容措施激怒了信仰新教的英格兰居民，成为光荣革命导火索。玛丽二世和奥兰治亲王威廉三世得到国内反对派对其发出的邀请，于1689年11月5日率领荷兰军队在托贝登陆，忠于国王的皇家海军由于逆风和潮汐无法拦截，丧尽民心的詹姆斯二世只能逃亡法国。次年玛丽夫妇在接受《权利法案》后共同加冕为英格兰国王，“议会至上”的政治原则自此确立。

### 对外殖民和大英帝国

英国皇家海军在基伯龙湾海战中决定性地击败法国舰队

英國自16世纪伊丽莎白一世时期开始对外殖民，早期殖民活动以私掠贸易为主，对象一般是满载新大陆财宝的西班牙远洋船队。英西战争结束后其开始自己的殖民点建设。1607年英国在北美大陆的第一个永久定居点詹姆斯敦建立，随后整个17世纪随着大西洋黑奴贸易的扩张，十三殖民地逐步成型。与此同时英荷两国作为新兴海上强权不断爆发战争，1672年英国与法蘭西王國结盟共同进攻荷兰，是为法荷战争，自此之后联省共和国疲于应对来自陆上的威胁逐渐衰弱，英国在18世纪初叶的西班牙王位繼承戰爭后成为海上霸主。18世纪中叶英国又与普鲁士王国结盟，在七年战争后夺取法属路易斯安那并获得印度殖民的主导权。之后英格兰聯合諸多歐洲強國，在持續二十多年的反法同盟戰爭後擊敗法国，取得世界霸主地位。

歷史上的大英帝國領土（時間交錯）

19世纪，大英帝国有著“世界工廠”的稱號，是世界上第一個工業革命和工業化的國家，西方資本主義的倡導者，並且是早期議會民主制的誕生地。無論在科學技術還是文學藝術水平皆有顯著的貢獻。在其頂峰時期，大英帝国曾經控制世界百分之二十二的土地和世界百分之二十的人口，因其控制的土地覆盖地球大部分經度，太陽時時刻刻都會照耀英屬領土，故稱為“日不落帝國”，是人類歷史上最大的帝國。到二十世紀前半葉，經歷了两次世界大戰的英國國力減退。而在後半個世紀中，這個龐大的殖民帝國的殖民地紛紛開始獨立。在處理殖民地獨立問題時，英國利用“分而治之”的手段，在謀求本國最大利益的同時，給原殖民地帶來了極大的不安定因素。香港是最後一個脫離英國的殖民地，其主權于1997年7月1日移交給中華人民共和國，这也标志着大英帝国的结束。

### 二战后和当代英国

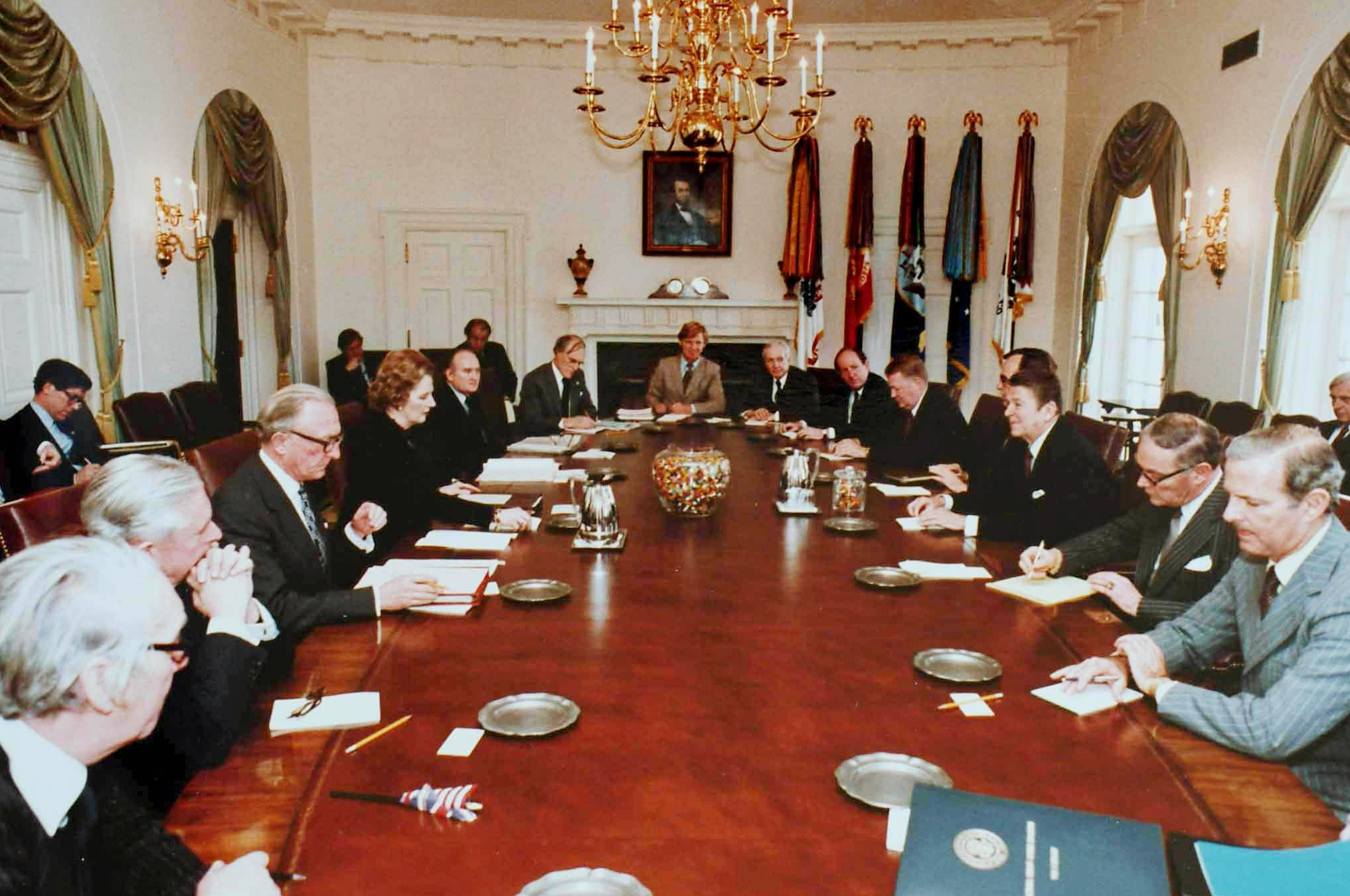
玛格丽特·撒切尔召开内阁会议

雖然英國在第二次世界大戰後國力下降和經濟不景氣，但是工党自1945年執政後，制定福利國家的政策，包括成立國民保健署（NHS），為英國經濟恢復穩定，但工黨執政時期的國有化政策，導致1970年代的經濟衰退。
保守黨領導人「鐵娘子」柴契爾夫人在1979年當選為首相後，便大力推行改革，倡議“柴契爾主義”（Thatcherism），成功削減部分福利開支和削弱工會的力量，同時，壓縮政府公共開支，降低税收，提倡自由經濟，在經濟上實行大規模私有化政策，減少對經濟活動的政府管制和干預。於是，英國經濟最終走出了長期滯脹的局面。自1981年以後，其年經濟成長率達3%以上，在主要發達國家中僅次於日本。但是柴契爾夫人在帮助英國經濟復甦和保持國際上的影響力的同時，國內的貧富差距也逐步加大，導致部分英國人的反對。之後同黨繼任者馬卓安首相之任內英國經濟一直不振。其後工黨領袖東尼·布萊爾於1997年當選為首相後，英國經濟慢慢才得以恢復。2008年环球金融危机再次给英国经济造成打击。現在，英國雖然為大國之一，在政治、外交、軍事及經濟上均有舉足輕重的地位，但是在國際政治和外交舞台上扮演的角色已大不如19世紀。

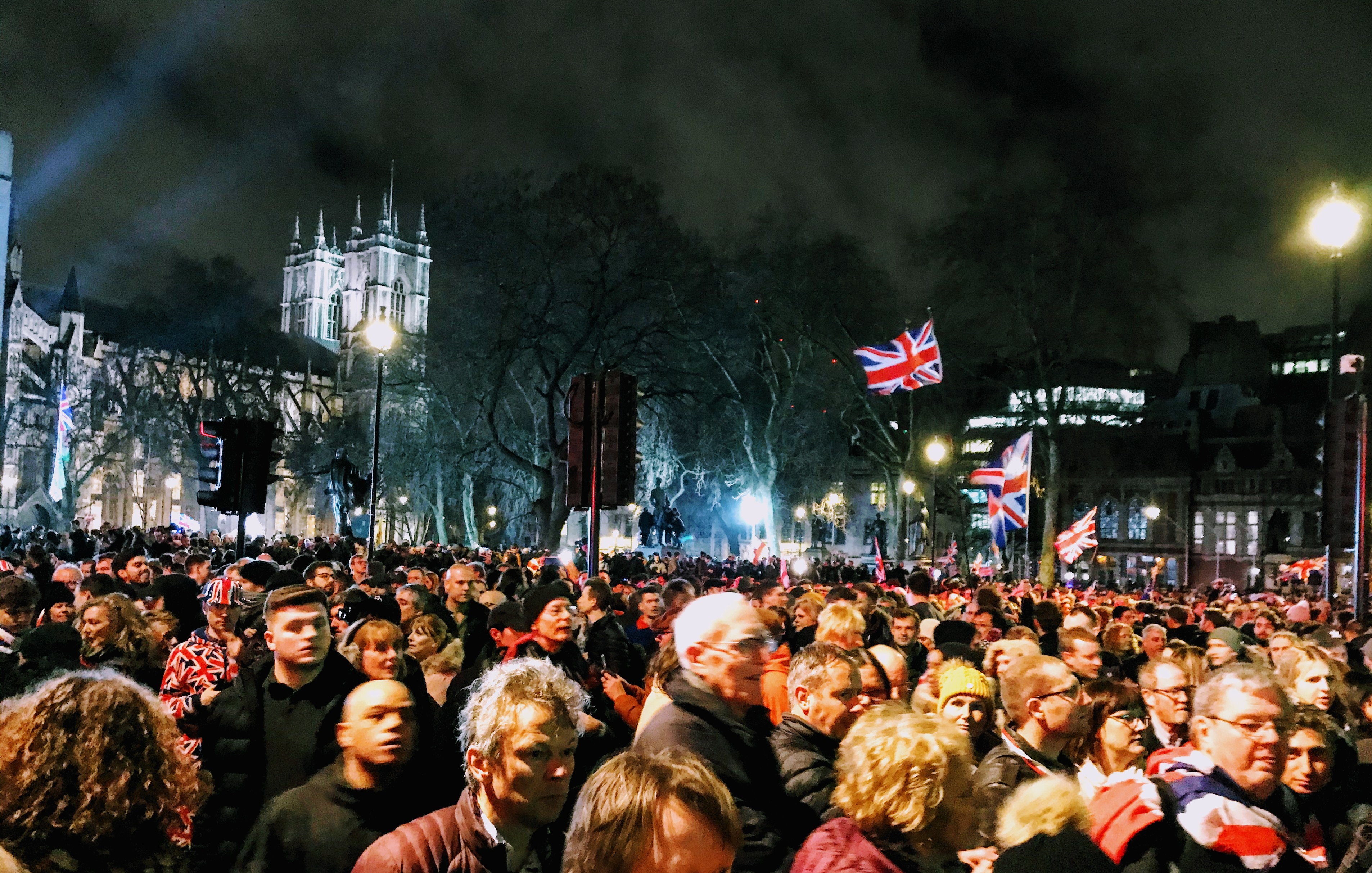
2020年12月31日晚，英国脱欧支持者聚集在国会广场倒数零点的脱离时刻

英國是英聯邦（大英帝國解體後继承的松散組織）元首国，并在1973年正式加入歐盟。2010年5月11日，大衛·卡麥隆正式接替戈登·布朗，出任英國首相。2016年6月23日，英國舉行脫歐公投，結果為52%同意、48%反對，因此英國政府決定脫離歐盟，開始協商達成退出歐盟協議。但蘇格蘭首席部長尼古拉·史特金（Nicola Sturgeon）在得悉蘇格蘭32個選區均是「留歐」勝出後，表示蘇格蘭人民已經果斷表態。她認為，選舉結果清楚顯示蘇格蘭人民希望未來成為歐盟一部分。蘇格蘭民族黨早前的宣言指出，假如環境跟2014年公投時有「顯著及實質的改變」——例如蘇格蘭被迫脫歐——將會嘗試重啟獨立公投。而北愛爾蘭的新芬黨主席迪可蘭.柯尼（Declan Kearney）則措辭強硬，認為結果違反北愛人民的意願，英國政府亦無法代表他們的經濟及政治利益。柯尼亦重申他在2019年3月的呼籲，認為北愛爾蘭應該啟動國界公投，決定是否脫離英國，「回歸」唯一接壤英國邊境的歐盟成員國——愛爾蘭。以上事件反映出此次的脫歐決定可能對英國帶來嚴重衝擊。2019年12月20日，議院以358票對234票通過，自2020年1月31日起正式退出歐盟。

## 地理

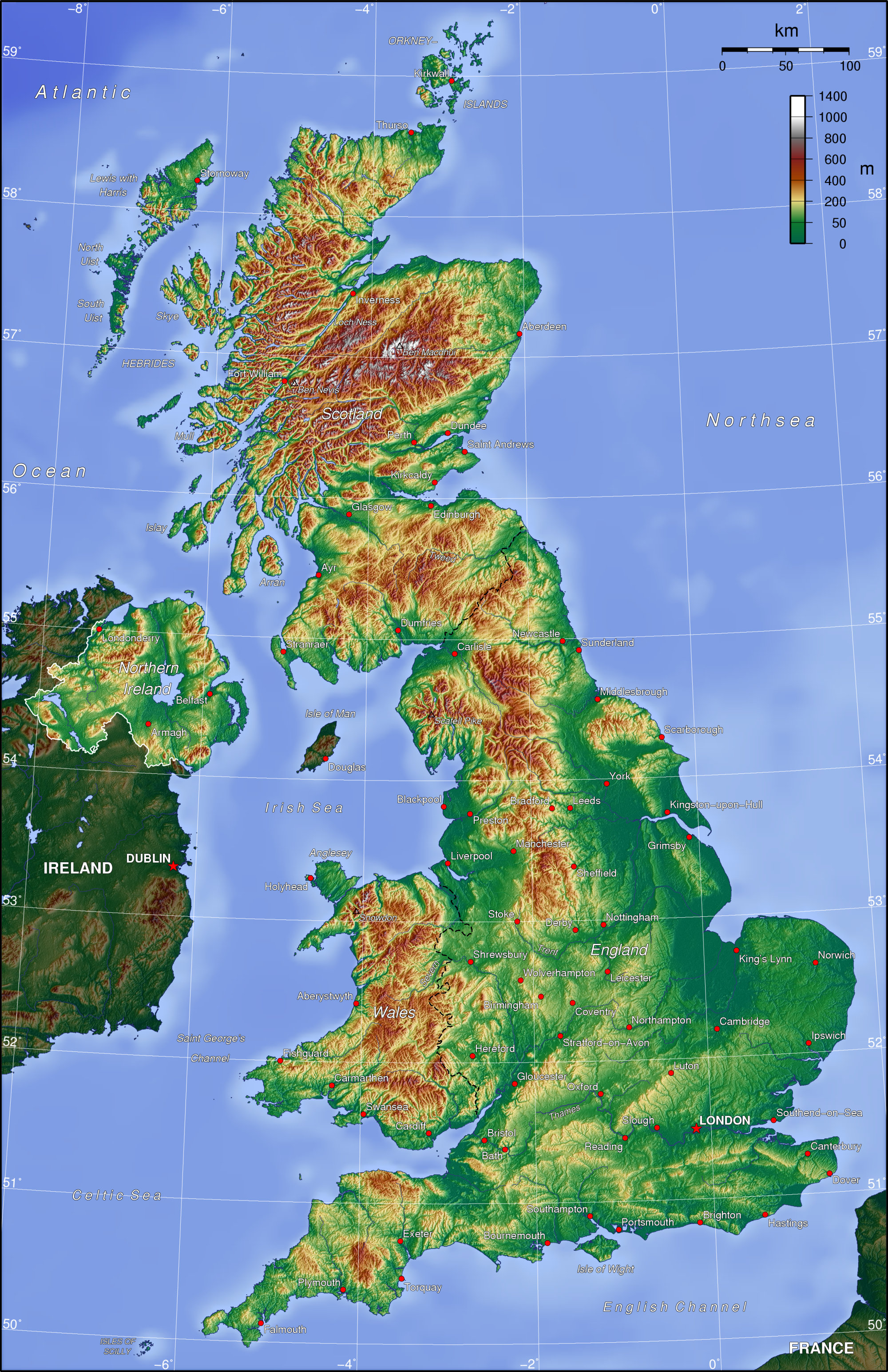
英国地形图

英国总面积约243,610平方千米（94,060平方英里），占有不列颠群岛大部分地区，当中包括整个不列颠岛、北爱尔兰（面积占整个爱尔兰岛1/6）和一些围绕不列颠群岛的小岛屿。该国坐落在北大西洋和北海之间，东南海岸朝向法国，距离法国北部海岸35千米（22英里），中间被英吉利海峡分隔，另外還有十四塊海外領土分佈在世界上不同地方。根据一个1993年的调查，英国10％的国土是森林，其中46％用作畜牧业用途，另有25％用作农业用途。伦敦格林威治天文台是本初子午线的起点。
英国国土最北端的横坐标是北纬61°，最南端的横坐标是北纬49°，而最西端的纵坐标是西经9°，最东端的纵坐标是东经2°。北爱尔兰与爱尔兰共和国的边界长达360千米（224英里），不列颠海岸线长达17,820千米（11,073英里）。不列颠岛以海峡隧道连接欧洲大陆，总长度达50千米（31英里），其中水底部分长达38千米（24英里），是当前世界上最长的水底隧道。
英格兰占了英国总面积的一半，达130,422平方（50,360平方英里）。大部分是低地，在过了Tees-Exe线后，西北有一些山脉；其中包括有湖区，山峰区、埃克斯穆尔区和达特穆尔的奔宁山脉和一些石灰岩山脉。英格兰最高的山峰是湖区斯科費爾峰（高达978（3,209英尺））。主要河流、入海口有泰晤士河、塞文河和亨伯河。
苏格兰占英国总面积的1/3，面积达78,133平方（30,170平方英里）。当中有近八百个岛屿，大部分分布在苏格兰岛的西部、北部；分别称为赫布里底群岛、奥克尼群岛和设德兰群岛。苏格兰的地形是高地边界断层造成的，这个断层，西至艾伦岛，东至斯通黑文。断层造成两个不同的区域；西北部的苏格兰高地和东南部的苏格兰低地。苏格兰大部分山地都在高地区域，其中有大不列颠岛最高的本尼维斯山（高达1,343（4,406英尺））。在低地区域的福斯湾和克莱德湾之间的狭窄被称作中央低地，这个地带裡坐落着拥有最多人口的格拉斯哥和首府、政治中心爱丁堡。
威尔士占全英国面积不到1/10，约20,779平方（8,020平方英里）。威尔士在全英来说，是最多山地的，只有南威尔士山地较少。海滨城市卡迪夫、斯旺西和纽波特都坐落在南威尔士。在这三个城市的北部，有南威尔士山谷。斯诺多尼亚山和斯諾登山（高达1,085（3,560英尺），是威尔士最高的山）是威尔士最高的两座山。威尔士14座超过914米（3,000尺）的山一起被称为Welsh 3,000s。威尔士的海岸线长达1,200公里（750里）。威尔士也有几个岛，当中最大的是西北部的安格尔西岛。
北爱尔兰面积只有13,576平方（5,240平方英里），大部分都是山地。北爱尔兰有不列颠群岛最大的湖，內湖，面积达388平方（150平方英里）。北爱尔兰的高峰是莫恩山的多纳德峰（高达852（2,795英尺））。

### 氣候

联合王国不同地区的气候类型 (Note: ET为苔原气候，Cfc为温带海洋性气候，Cfb为海洋性气候，Dfc为副极地气候。)

英国大部分地区气候温和，全年气温普遍凉爽，雨量充沛。温度随季节变化，不过有很少低于0°C (32°F) 或高于30°C (86 °F)的情况。英格兰、威尔士、北爱尔兰和苏格兰大部分远离海岸的地区主要为温带海洋性气候 (Cfc)。 苏格兰的高海拔地区以副极地气候(Dfc)为主，山区则为苔原气候(ET)。
英国全年盛行西南风，其经常带来大西洋的暖湿气流，然而东部地区受季风的影响较小。由于大部分降雨落在西部地区，因此东部地区更为干燥。被墨西哥湾暖流加热的北大西洋漂流使得英国的冬季较同纬度地区更为温和，特别是在潮湿的西部，在高地上更是如此。英格兰东南部的夏季温度最高，而在其北部则最凉爽。冬季和早春高地上可能会下大雪，不过偶尔降雪也会落到远离山丘的深壑处。
英国的年平均日照时间为1,339.7小时，不过这个数据仅有其历年最大值的30%。实际上每年的日照时间从1200小时到大约1580小时不等，自1996年以来，英国的年均日照时间一直高于1981-2010年的平均水平。
在环境绩效指数方面，英国于180个国家中排名第二，其议会已经通过一项法案，规定到2050年前英国要实现碳中和。

### 生态
除苏格兰北部、北部和西部最高的山丘、饱和的沼泽和沼泽以及海岸边缘外，不列颠群岛的自然植被都是以橡树为主的落叶林。人类的占领使得在封闭的耕地之外仅留下了零星的林地和野生或半自然植被区域。很少有优质的、拥有任何真正的自然植物群落的沼泽地和荒地。几乎所有的自然植被区域都对放牧、为控制野火所做的植被清除或其他人类活动表现出不同程度的适应。目前，林地占比不到该国面积的十分之一，尽管林业委员会自1919年成立以来一直在积极开展工作，但近三分之二的林地仍掌握在私人手中。目前联合王国最大的林地分布在苏格兰东北部、诺森伯兰郡的基尔德森林和其他森林、萨塞克斯的阿什当森林、威尔士的格温内斯和诺福克郡的布雷克兰。
生长在占英国总面积约四分之一的沼泽地和荒地的，是苏格兰一些山地中的北极高山植被，以及高原沼泽地带分别更广泛的泥炭藓、石南花、越橘和稀疏的莫利尼亚草和纳尔杜斯草。类似的植被也存在于北爱尔兰东部和莫马山脉的高地上，安特里姆山上也有相当大面积的泥炭藓植被。在浅色沙质土壤的低地地区、沼泽地最常见的植物是石南花，但这些地区也有越橘和钟形石南花。紧邻海岸线的土地由于基本上没有受到人类和家养动物的影响，因此成片的海洋植被通常以接近自然的状态出现。
英国野生哺乳动物、两栖动物和爬行动物的生存取决于它们适应不断变化的环境和保护自己免受敌人攻击的能力，在所有的威胁中最危险的是人类。 英国哺乳动物的生存范围比两栖动物或爬行动物更广，然而大多数曾经数量丰富的大型哺乳动物（例如野猪、驯鹿和狼）已经灭绝，不过欧洲马鹿依然在苏格兰高地和埃克斯穆尔森林中生存，狍在苏格兰和英格兰南部的林区生存。小型食肉动物（獾、水獭、狐、白鼬和黄鼬）在大多数农村地区繁衍生息。啮齿动物（大鼠、松鼠、小鼠）和食虫动物（刺猬、鼹鼠、鼩鼱）也广泛分布。英国的兔子栖息地范围很广，数量不断增加。 另一种夜行性素食动物是欧洲野兔，生活在开阔的低地国家，而雪兔则原产于苏格兰。两栖动物包括三种蝾螈和五种青蛙和蟾蜍，而爬行动物包括三种蛇（其中只有蝰蛇有毒）和三种蜥蜴。北爱尔兰没有任何一种蛇栖息。

## 政治
英国是一个君主立宪国家，实行威斯敏斯特议会民主制。尽管由四个部分联合组成，並實施權力下放，但其是一个中央集权的单一制国家。英国没有成文宪法，最高主权属于议会，其由民选的下议院，指定的上议院和英国王室组成。议会的主要事务在两院处理，一项提案要成为国会法令需要得到御准。除了四个构成国，泽西岛、马恩岛和根西岛等君主领地名义上不是联合王国的一部分，但也是由联合王国政府来管理其国防和外交事务，包括由英国议会为这些领地立法。英国国内现存的兰开斯特和康沃尔两个公国均为王室私有的领地和产业，由独立的信托机构运作以为英国君主提供收入，且不受英国皇家财产局的管辖。

### 历史发展

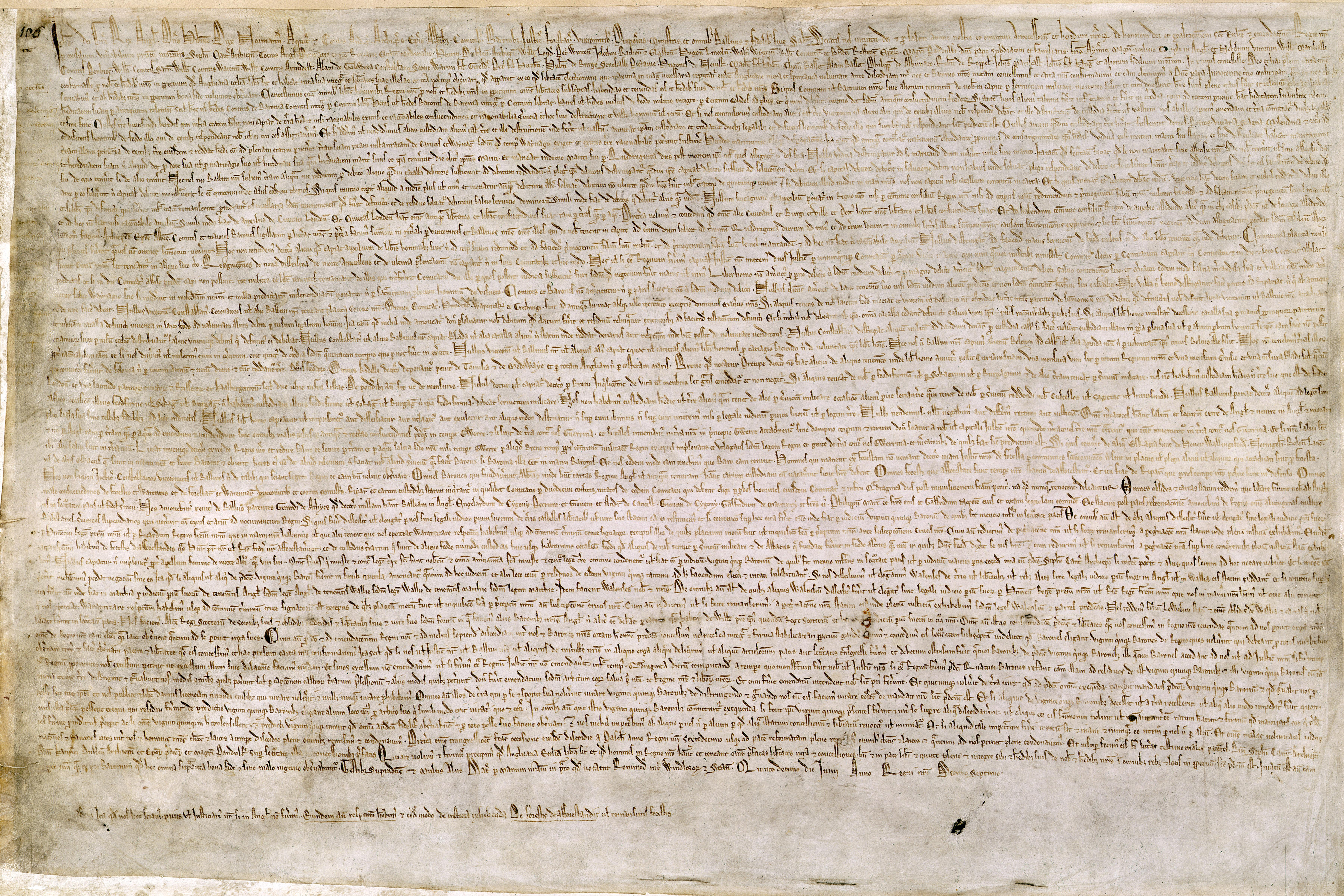
1215年大宪章四个现存副本之一

英國民主制度的形成是一个缓慢渐进的过程。早在7世纪盎格鲁-撒克逊时代贤人会议便作为咨询机构与国家审判机关存在，诺曼征服英格兰后由定期召开的大咨议会和大会议取代。这一时期国王需要议会的赞同为颁行的法律与赋税背书，而贵族则试图捍卫自己作为臣民的权利。1215年由于不满约翰对封建特权的滥用，贵族强迫其接受限制王权的《大宪章》，后者成为英国基本法的一部分。1230年以后议会的开会地点基本固定在威斯敏斯特宫，1241年贵族和神职人员首次分开集会，日后逐步分化为上下两院。1264年德蒙福特在第二次男爵战争中击败亨利三世召开孟福尔议会，自治市镇首次有资格派出市民代表，不过直至1295年的模范议会后下议院定期召开才成为惯例。中世纪英国议会承袭的古典民主制度与近代兴起的资产阶级代议制民主截然不同，但其对于民主观念的启蒙和发展有着不可忽视的意义。

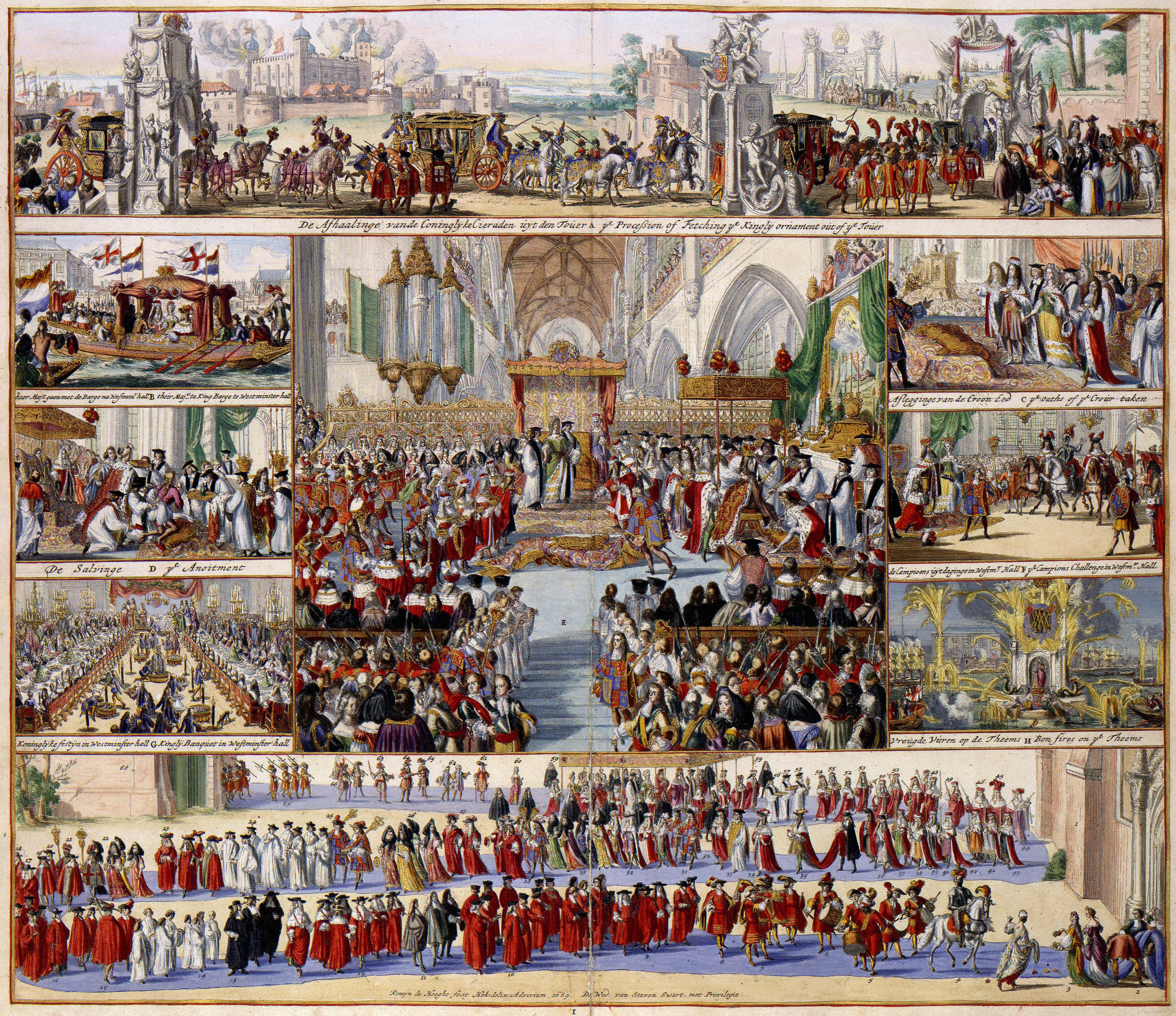
玛丽女王与丈夫威廉三世在接受《1689权利法案》后共同由伦敦主教加冕为王

《1689权利法案》之后王权受到很大削弱，但威廉三世与安妮女王依然有效地控制着国家政策走向，他们主持内阁会议并跟进法案的发布，是在宪政框架内领导国家的立宪君主，值得一提的是为了保证行政效率，威廉在1697年组建了一个仅有辉格党人的政府，这被认为是历史上首个现代内阁，因为其体现了该党在议会的多数影响力。尽管安妮之后英国国王不再拒绝御准，继位的汉诺威王朝君主基本上保持了对行政事务的干涉，事实上直到18世纪末首相才得以控制内阁人员的组成。罗伯特·沃波尔爵士由乔治一世任命，兼领首席财政大臣、财政大臣和下院领袖长达二十年时间，常被认为是英国第一任首相，但直到1905年这个头衔才得到官方认可。1782年腓特烈·诺斯爵士因美国独立战争的失利被议会通过不信任投票被迫辞职，使乔治三世试图重建专制王权的努力失败，同时加强了内阁与议会政治间的联系。19世纪前中期王权的持续失能导致托利党独立执政长达45年时间，此时英国议会制已基本成熟，自维多利亚女王起英国君主仅行使礼节性权力。
英國上議院議員由貴族與主教擔任，並非選舉產生，英国下议院議員最初由各地貴族、大地主、士紳、富豪操縱指派，平民並無選舉權，同时贿选情况严重。选区长期不变也使得议会席位严重僵化，1688年后再无新的市镇获得代表权，导致了已經荒涼的市鎮仍能派出議員，新興城市如曼徹斯特或伯明罕卻没有代表的怪现象。启蒙运动后，英国民众开始追求更加完善的民主制度。1832年執政的辉格党给予成年男性家境小康者選舉權，推动中产阶级参政。1836年开始的宪章运动促进了选区改划与普选权落实。1867年執政的保守黨政府進一步降低選民的財產限制，使工人获得了選舉權，1884年自由黨政府才完全取消選民的財產限制，使包括农民在内的所有成年男性拥有選舉權。英國的女性於第一次世界大戰後獲得選舉權。上议院自19世纪后期权力就不断被削弱，执政的自由党政府由于當時保守黨控制的上院多次窒阻下院已经通过的法案，通過《1911國會法令》剥夺上院否决拨款及公共法案的权力，使其仅能搁置法案生效最多两年时间（延宕否决）。1949年，工黨政府通過《1949國會法令》，上院延宕权限由两年减为一年。1997年上台的工黨政府再改革上議院，《1999上议院法令》颁布后，世袭贵族失去了进入上院的资格，议员改由全體終身貴族出任，后者現時大部分成员過去曾出任过内阁及议院公职。

### 现行制度

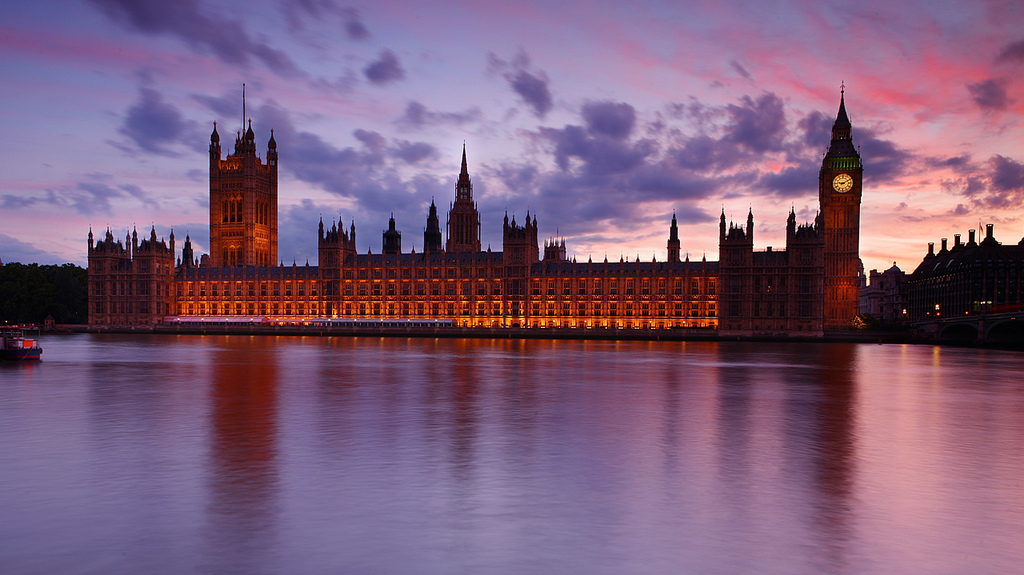
英国议会所在地威斯敏斯特宫

英国的议会政体被称为威斯敏斯特体制，该法令系统被世界上很多国家采用。英国国会的办公地点在西敏宮，分为普選产生的下議院和貴族及主教組成的上議院。所有通过的法案草案需要由英国君主御准后成为法律，但是按照英国习惯宪法，君主不能否定议会通过的法律草案。英国国会拥有最高的立法权，而蘇格蘭議會、威爾斯議會与北愛爾蘭議會不能通过涉及保留事項的法案。
查尔斯三世是英国和其他十四个独立国家的君主和国家元首，这十五个国家现今被统称为“英联邦王国”。君主作为英国王室的代表，理论上拥有一切行政权，是“英国法律和政府运作的基础”。英国君主特权相对其他君主立宪的国家较大，但这些权力一般仅在对议会和选民负责的内阁大臣的建议下行使。尽管如此，在阁员履行公职的过程中，君主有“被咨询、鼓励及警告之权利”，此外国王还有一些极少使用的保留权力，用以维护责任政府并防止宪政危机。
英国议会下院采用单一选区制，由英国现有的650个选区选举产生，其中543个选区在英格兰，18个在北爱尔兰，57个在苏格兰，32个在威尔士。任何一个选区选举以简单多数方式产生一个议会议员，君主在首相的建议下可以提前举行大选，英国1911年议会法案规定大选最晚每5年举行一次。除了2015年因為2011年定期國會法令而無提前大選以外，大部分首相均曾行使提前大選的權力。
英国的政府首長是首相，首相是國會議員，必须能夠取得下议院中多数议员的信任方可就任，所以首相往往是国会获得最多席位的政党的领袖，首相和内阁形式上由君主指派，但是根据宪法习惯，君主不能否决当选首相和首相所指派的内阁成员。内阁成员来自议会两院，大部分来自下议院，首相和内阁拥有实际的最高的行政权力，所有的内阁成员均是君主的枢密院的顧問官。现任首相是来自工黨的施紀賢。
英国最大的兩個主要政党为工党、保守党，兩大黨共佔據下議院650个席位中的532席（2024年大選結果），其餘席位由自由民主党、蘇格蘭民族黨、新芬黨、民主統一黨、英國改革党、綠黨、威爾斯黨、社会民主工党等瓜分，其中新芬党因拒絕向英王宣誓而無法参與英國國會會議。作为歐盟前成員，英國在退出歐盟前有73席欧洲议会议员，由英国的12个欧洲议会选区內按比例代表選舉出。

### 政党
自1920年代以来，英国的两个主要政党，按在下议院的议席数目计算，分别是保守党和工党。
工党诞生于1900年工会联盟组织的全国性会议，定位为费边主义左翼工人党，早期组织有独立工党、社会民主同盟、知识分子中产阶级费边社和苏格兰工党。1924年，工党组建其第一个少数派政府，意识形态逐渐温和化。从那时起，工党和保守党长期占据主导地位。

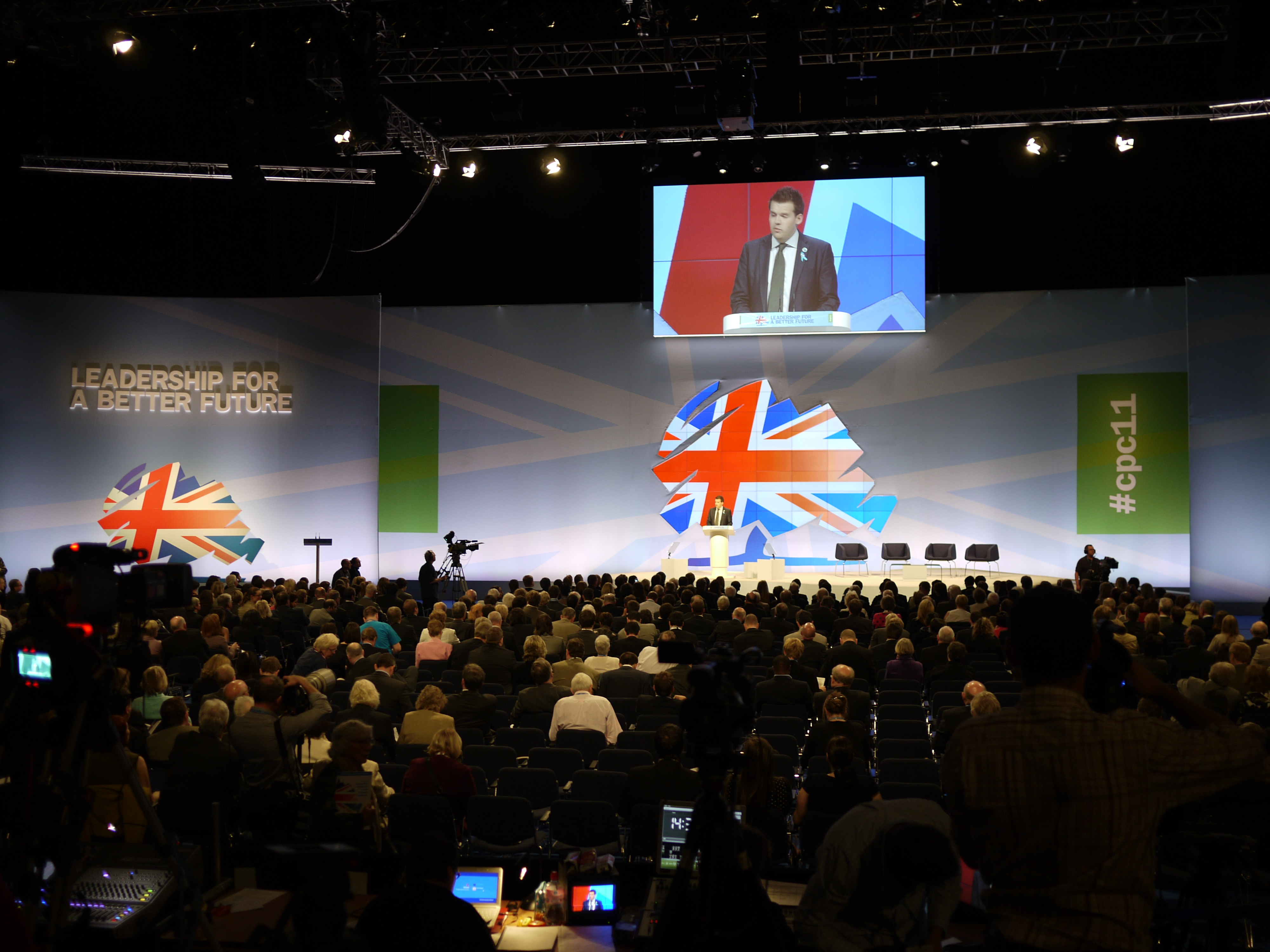
2011年英国保守党全国代表大会

现代保守黨成立于1834年，全名保守与统一党，占据中右翼保守主义生态位，前身是始于1678年保卫英王詹姆斯二世王位的托利党，1911年与自由统一党合并后改现名。直至今日其在民间有时仍被称为托利党，其成员和支持者被称为托利党人。
自由民主党成立于1988年，由自由党和社会民主党合并而成，社会民主党是在1981年的右翼工党脱离运动后产生的。之后，自由党和社民党组成“社民-自由联盟”一起参加选举。前身的自由党成立于1859年，起源可追溯至17世纪中叶兴起的圆颅党，直接前身是辉格党。从成立到1920年代，自由党一直是两个占主导地位的政党之一（另一个是保守党）。然而，由于英国工人阶级崛起，自由党原本的左翼生态位被抢占，其支持率迅速下降，并被工党取代。此後自由党支持社会自由主义，一直是第三大党。2015年大選，自由民主党失去了57个席位中的49个，仅保有8席，退居第四大党。2024年大選後重返第三大党，獲得72席。
苏格兰民族党成立于1934年，主张苏格兰独立，自1967年起在议会中持续拥有代表权。苏格兰民族党目前在苏格兰议会领导少数派政府，自2007年以來是蘇格蘭的執政黨。党员人数全国排名第二，但国会议员人数较少，因为支持它的选区全部在苏格兰。2015年大選，他们获得了56席，首次成为英国第三大党。但其後因路線分歧和領導層變動，導致2024年大選失去大量議席。

### 公務員体系
18世纪，随着大英帝国的扩张与近代化，各办公机构的规模也在迅速膨胀，原本英国依靠国王指定和贵族推荐的早期文官系统已经不能胜任新的变化，而新增的公务员没有统一选拔标准，各委员会的文官体系彼此互不隶属，导致冗余严重且效率低下。
1806年，东印度公司派查尔斯·格兰特在伦敦附近建立东印度公司书院以培训管理人员，该学院参考中国的科举制，以文科考试成绩作为录用标准，这是英国之后文官体系的雏形。
克里米亚战争期间，由于保守和自由两党激烈内斗，前线英军收到的补给严重不足，后勤管理一片混乱。为了保证国家的稳定运行，第一代伊兹利伯爵斯塔福德·诺思科特与查尔斯·特里维廉于1854年起草了《关于建立常任文官制度的报告》，建议设置一个永久、统一、政治中立的文官体系，将负责日常工作的和从事政策制定及执行的官员做明确之区分。1855年，议会通过法案成立了公务员委员会，负责监管文官的公开招募。首相威廉·格莱斯顿于1870年颁布枢密令，将诺斯科特-特里维廉提案完全付诸实施。
英国文官体系在建立的一百年来基本保持稳定。其在消除腐败、提供公共服务（即使在战争压力下）以及有效防止政治动荡方面取得了相当的成功。约翰·冈瑟将其称之为“帝国坚不可摧的脊梁”。二战后随着科学技术专业知识的剧烈膨胀，之前专注于文科典籍的公务员考试不能适应现代政府的需要，工党政府在60年代进行了一系列优化公务员专业能力的改革。玛格丽特·撒切尔上台后相信自由市场与小政府主义，其对于公务员团队进行了人员裁撤和资金削减，并着手私有化某些公共服务部门，到1993年为止，49%的文官脱离政府各部，划入89个新组织的“机构”（agency），以求增强效率和管理。此后的约翰·梅杰内阁更提出“公民约定”（Citizen's Charter）计划，要求政府机构对公众承诺服务质量标准，如未达到标准则对受服务人进行赔偿。
现今的英国内阁设有公務員事務部長职位，由首相亲自兼任，最高级别的公务员是内阁秘书，其原本还兼任“文官长”和内阁办公厅常务次官。2012-2014年，此三个职位分为三人分别担任，但2014年以来文官长又由内阁秘书兼任，不过增加了首席公务员事务专员（Chief Executive of the Civil Service）加以制衡。

### 法律

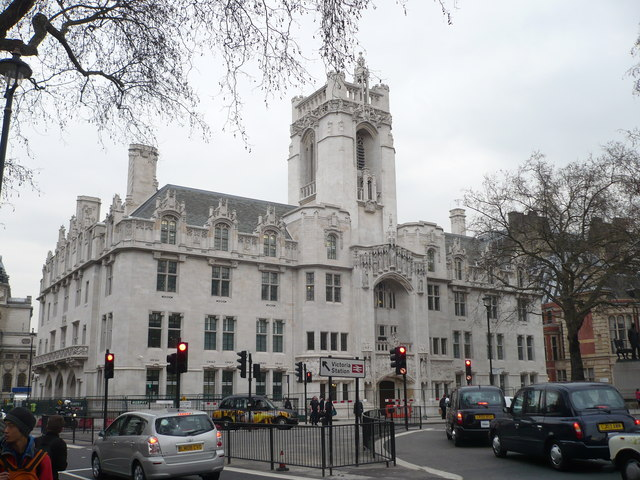
米德尔塞克斯市政厅是英国最高法院和枢密院司法委员会所在地，位于伦敦国会广场西南角

英国是全世界四个没有成文宪法的国家之一，所谓的英国宪法，是对一整套包含基本规范和政治体制的成文法、习惯法和惯例的统称，其包括议会通过的法令、过往法官的判例、国际公约以及宪法惯例等。和英国的普通法遵循判例一样，英国宪法实际上是对英国实际的社会政治秩序的概括，是英国几百年政治流变的产物，并非一时制定的法律文件，所以英国宪法和大陆法系不同。不过现在英国面临宪法改革的问题，同时普通法也开始编撰更多的成文法典。
虽然英国宪法并非具体的法律文本，最高法院仍承认存在一些基本原则，包括议会主权、法治、民主和国际法等。英国宪法的根基是“议会至上”原则。所谓“议会至上”，是指法令一旦獲议会通过，便具有不可动摇的权威。宪法并没有像其他国家如美国、法国有至高无上地位；相反，理论上英国议会可以以通过一项普通法令的方式对英国宪法的内容加以改变。
英国法官在量刑时多会遵循判例，这也是英国普通法乃至海洋法系最重要的特点，相比之下，大陆法系更加依赖成文法典和法律、法规，没有后者的规定法院就无权进行裁决。19世纪中叶之前，相当数量的美国法庭判案都参考了英国惯例，其对先例的依赖可见一斑。英国普通法受罗马法影响较小，这主要是因为英国的普通法体系发展较为成熟，很早就形成了全国性的普通法体系。而那时，法兰西王国下属的各个公国及伯爵领依然有其独特的习惯法，德国和意大利更是分裂为诸多独立的王国和其他政治体。15世纪随着部分国家中央集权的加强，统治者和法学家开始寻求罗马法和当地习惯法的结合，完成了多部优秀的作品。18世纪启蒙运动推崇古罗马的法治精神，因而大革命期间的法国深受罗马法和《民法大全》影响，国民公会颁布大量法令完善本国的成文法架构，逐步形成一套成熟的民法系统。随后爆发的拿破仑战争进一步发展法治精神，德意等国在制定民法典的过程中多参考《拿破仑法典》，就此形成迥异于英国的大陆法系。

### 行政区划
联合王国的领土包括本土以及海外领土。除此之外，英王还是三个王室属地的领主，这些王室属地一般不视为联合王国的领土，英国政府只负责其外交以及国防事务。
联合王国本土由四个国家（country）组成，分别是英格兰、威尔士、苏格兰、北爱尔兰，称为「構成国」。四个构成国中的苏格兰、威尔士及北爱尔兰在权力下放的影响下拥有地方议会及政府，而英格兰沒有单独的议会和政府，其法令由联合王国议会及联合王国政府制定。而在法律体系上，苏格兰和北爱尔兰分别有其单独的法律制度即苏格兰法及北爱尔兰法，而英格兰和威尔士则适用英格兰法。
| 构成国                       | 首府       | 面积 (km²) | 人口       |
| ---------------------------- | ---------- | ---------- | ---------- |
| 英格兰（England）            | 伦敦       | 130,420    | 53,012,456 |
| 苏格兰（Scotland）           | 爱丁堡     | 77,933     | 5,313,600  |
| （Cymru / Wales）            | 卡地夫     | 20,779     | 3,063,456  |
| 北爱尔兰（Northern Ireland） | 贝尔法斯特 | 14,130     | 1,810,863  |

每一个构成国在合并为大不列颠王国或联合王国之前就形成了各自的地方管理制度和行政区划体系，并且在合并之后保留了各自的体系。历史上，英格兰（以及威尔士）和苏格兰在中世纪早期就被划分为郡（英語：County），而郡制直到近代社会早期才推行到爱尔兰岛。虽然英国的历史行政区划多以郡为基础，但是各构成国的管理制度却有差别。直到19世纪，伴随着民选的理事会（英語：Council）的建立，郡地方行政系统才有一些细微的变化。但是，这个变化并未统一各构成国的管理系统，且此后的数次地方政府改革也是在一个或者几个构成国分别进行，不存在全国性的改革。因此，联合王国没有统一的行政区划体系且即使在未来，管理系统统一的可能性也较小。
但在某些场合，联合王国也被分为12个“大区”（英語：Region），在这种情况下，威尔士、苏格兰及北爱尔兰各自作为一个大区，而英格兰则被分为9个大区。在英国脱欧之前，大区也作为英国的欧洲议会选区划分依据。

#### 英格兰行政区划
历史上，英格兰的行政区划以郡为基础。英格兰郡制的历史十分悠久，部分郡的历史可以追溯到盎格鲁-撒克逊时期。在中世纪，郡以下的行政区划并不统一，一些郡有其特别的次级行政区划，而大部分情况下，最底层的层级为教区。在郡制之外，一些规模较大或地位重要的聚落会被敕封为城市或市镇，并有一部分自治权或特权。
1888年，英格兰地方政府改革引入了行政郡（英語：Administrative County）以及区这一次级行政区划，并根据权限大小设立了不同类型的区。改革同时确立了郡自治市镇实际独立于行政郡的地位。1972年的地方政府改革则引入了都市及非都市郡以及都市及非都市区的设置，在几乎全英格兰确立了两级行政区划体制。1992年改革则重新引入了单层级行政区体制，在部分地区建立了单一管理区。
当前英格兰的地区政府的制度是多元的，随地方而变，一般情况下分为四级，在某些地区，第二级和第三级合并，因此为三级。
在英格兰，最高的行政区划层级为大区，一共有9个。大区设立于1994年，是為了響應欧洲共同体（歐盟前身）建立歐洲區域的計劃。1999年-2020年，大区为英国的欧洲议会选区。
1998年，除大伦敦外的其他8个大区成立了间接选举的大区议会（英語：Regional Assembly），而大伦敦则相应1998年大伦敦政府公投并根据《1999年大伦敦政府法案》与2000年成立了权力下放的大伦敦政府，包括直接选举的议会及市长。在21世纪初，英国政府试图在英格兰的其他大区像大伦敦一样建立直接选举的权力下放政府，为此曾计划在东北英格兰、约克郡-亨伯以及西北英格兰进行三个关于建立民选大区政府的全民公投。当率先在东北英格兰举行的公投未获通过后，英国政府无限期推迟了在西北英格兰以及约克郡-亨伯的公投。
2010年前后，8个大区议会以及英国政府设立的大区内战略合作机构被相继废除，取而代之的是各大区内地方政府领导人组成的地方当局领导人委员会（英語：Local Authority Leaders' Board），但东北英格兰以及约克郡-亨伯的地方当局领导人委员会分别于2015年和2016年关闭。
截至2023年，大区一般只作为统计口径使用，除大伦敦以外的其他大区都没有各自的大区议会和政府。
第二层和第三层行政区划（也称为“上层”及“下层”）一般为郡（英語：County）和区（英語：District）。郡分为都市郡（英語：Metropolitan County）和非都市郡（英語：Non-metropolitan County）；都市郡下辖都市区（英語：Metropolitan District，又称为都市自治市镇），非都市郡则下辖非都市区（英語：Non-metropolitan District），而大伦敦则下辖32个伦敦自治市镇（英語：London Borough）以及伦敦市（英語：City of London）。
在一些地区则存在合并了第二级和第三级行政区划的單一管理區（英語：Unitary authority）。部分单一管理区改制自一个原非都市区或合并自几个非都市区，部分则改制自原非都市郡。
| 英格蘭的都市與非都市郡（包括单一管理区） | |
| | |
| 1. 諾森伯蘭 * Northumberland 2. 泰恩-威爾 † Tyne and Wear 3. 達勒姆郡 * County Durham 4. 威斯特摩兰-弗内斯 * Westmorland and Furness 5. 坎伯兰 * Cumberland 6. 蘭開郡 Lancashire 7. 布萊克浦 * Blackpool 8. 布莱克本-達文 * Blackburn with Darwen 9. 西約克郡 † West Yorkshire 10. 北約克郡 * North Yorkshire 11. 達靈頓 * Darlington 12. 蒂斯河畔斯托克顿 * Stockton-on-Tees 13. 米德尔斯堡 * Middlesbrough 14. 哈特尔浦 * Hartlepool 15. 雷德卡-克利夫兰 * Redcar and Cleveland 16. 約克 * York 17. 約克郡東瑞丁 * East Riding of Yorkshire 18. 赫尔 * Kingston upon Hull 19. 北林肯郡 * North Lincolnshire 20. 東北林肯郡 * North East Lincolnshire 21. 林肯郡 Lincolnshire 22. 諾丁汉郡 Nottinghamshire 23. 諾丁汉 * Nottingham 24. 南約克郡 † South Yorkshire 25. 德比郡 Derbyshire 26. 德比 * Derby 27. 大曼彻斯特 † Greater Manchester 28. 默西賽德 † Merseyside 29. 霍尔顿 * Halton 30. 沃灵顿 * Warrington 31. 柴郡西-切斯特 * Cheshire West and Chester 32. 柴郡东 * Cheshire East 33. 什羅普郡 Shropshire 34. 特爾福德-雷金 * Telford and Wrekin 35. 斯塔福德郡 Staffordshire 36. 特倫特河畔斯托克 * Stoke-on-Trent 37. 西密德蘭郡 † West Midlands 38. 沃里克郡 Warwickshire 39. 萊斯特郡 Leicestershire 40. 萊斯特 * Leicester 41. 拉特蘭郡 * Rutland 42. 西北安普顿郡 * West Northamptonshire 43. 北北安普顿郡 * North Northamptonshire 44. 彼得伯勒 * Peterborough 45. 劍橋郡 Cambridgeshire | 1. 諾福克郡 Norfolk 2. 薩福克 Suffolk 3. 埃塞克斯郡 Essex 4. 濱海紹森德 * Southend-on-Sea 5. 瑟羅克 * Thurrock 6. 赫特福德郡 Hertfordshire 7. 贝德福德 * Bedford 8. 中央贝德福德郡 * Central Bedfordshire 9. 盧頓 * Luton 10. 米爾頓凱恩斯 * Milton Keynes 11. 白金漢郡 * Buckinghamshire 12. 牛津郡 Oxfordshire 13. 格洛斯特郡 Gloucestershire 14. 伍斯特郡 Worcestershire 15. 赫里福德郡 * Herefordshire 16. 南格洛斯特郡 * South Gloucestershire 17. 布里斯托尔 * Bristol 18. 北萨默塞特 * North Somerset 19. 巴斯-东北萨默塞特 * Bath and North East Somerset 20. 威尔特郡 * Wiltshire 21. 斯温顿 * Swindon 22. 伯克郡 ‡ Berkshire，包括： 西伯克郡 * West Berkshire 雷丁 * Reading 沃金厄姆 * Wokingham 布拉克内尔森林 * Bracknell Forest 温莎-梅登黑德 * Windsor and Maidenhead 斯劳 * Slough 23. 梅德韦 * Medway 24. 肯特郡 Kent 25. 東萨塞克斯 East Sussex 26. 布萊頓-霍夫 * Brighton and Hove 27. 西萨塞克斯 West Sussex 28. 薩里郡 Surrey 29. 漢普郡 Hampshire 30. 南安普敦 * Southampton 31. 朴茨茅斯 * Portsmouth 32. 怀特島 * Isle of Wight 33. 多塞特郡 * Dorset 34. 伯恩茅斯-克赖斯特彻奇-普尔 * Bournemouth, Christchurch and Poole 35. 萨默塞特 * Somerset 36. 德文郡 Devon 37. 托貝 * Torbay 38. 普利茅斯 * Plymouth 39. 康沃爾 * Cornwall |

* 單一管理區

† 都市郡，無郡理事會（county council，負責管理郡的地方政府）

‡ 非都市郡，無郡理事會

管理体制方面，所有的都市郡以及非都市郡伯克郡都不设理事会（英語：Council），非都市郡、都市及非都市区、伦敦自治市镇都由理事会领导，而伦敦市的领导机构是伦敦市法团（英語：City of London Corporation）。单一管理区同样由理事会领导。地方政府应当承担的职责会在上层政府和下层政府间进行分工，而都市郡虽然不设有理事会，但是各都市自治市镇会组成联合机构（英語：Combined Authority）承担一部分职责。而单一管理区则会负责一切应由上层及下层政府应提供的公共服务。在理事会的选举方面，在单一席位的选区，使用多數制，而在多个席位的选区，使用全票制。
英格兰一共有6个都市郡，22个非都市郡（包括伯克郡）；6个都市郡下辖36个都市区（又称为都市自治市镇），22个非都市郡下辖164个非都市区（不包括原属伯克郡的6个区）；大伦敦下辖32个伦敦自治市镇以及伦敦市；此外还有62个单一管理区（包括原属伯克郡的6个区）以及1个特殊单一层级行政区锡利群岛。包括21个非都市郡郡理事会、36个都市自治市镇理事会、164个非都市区区理事会、32个伦敦自治市镇理事会、62个单一管理区理事会、伦敦市法团以及锡利群岛理事会在内，英格兰将有317个地方政府。
第四层为教区（英語：Parish）级。伦敦市下辖坊（英語：Ward），而都市区、非都市区、单一管理区以及伦敦自治市镇下视情况而定，在农村及城镇地区一般设有民政教区（英語：Civil Parish），而城市地区一般不设民政教区。

#### 苏格兰行政区划
自1996年开始，苏格兰被分为32个议会区（英語：Council Area），议会区为单一层级，是当地唯一民选的地方政府，类似于英格兰的单一管理区。以下为苏格兰议会区列表：
| ISO代码 | 议会区          | 英文名 |
| ------- | --------------- | ------ |
| DGY     | 邓弗里斯-加洛韦 |        |
| SCB     | 苏格兰边疆      |        |
| MLN     | 中洛锡安        |        |
| ELN     | 东洛锡安        |        |
| EDH     | 爱丁堡          |        |
| WLN     | 西洛锡安        |        |
| SLK     | 南拉纳克郡      |        |
| EAY     | 东艾尔郡        |        |
| SAY     | 南艾尔郡        |        |
| NAY     | 北艾尔郡        |        |
| IVC     | 因弗克莱德      |        |
| RFW     | 伦弗鲁郡        |        |
| ERW     | 东伦弗鲁郡      |        |
| GLG     | 格拉斯哥        |        |
| NLK     | 北拉纳克郡      |        |
| FAL     | 福尔柯克        |        |
| EDU     | 东邓巴顿郡      |        |
| WDU     | 西邓巴顿郡      |        |
| AGB     | 阿盖尔-比特     |        |
| STG     | 斯特灵          |        |
| CLK     | 克拉克曼南郡    |        |
| FIF     | 法夫            |        |
| DND     | 邓迪            |        |
| ANS     | 安格斯          |        |
| PKN     | 珀斯-金罗斯     |        |
| ABD     | 阿伯丁郡        |        |
| ABE     | 阿伯丁          |        |
| MRY     | 莫里            |        |
| HLD     | 高地            |        |
| ELS     | 埃利安锡尔      |        |
| ORK     | 奥克尼          |        |
| ZET     | 设得兰          |        |

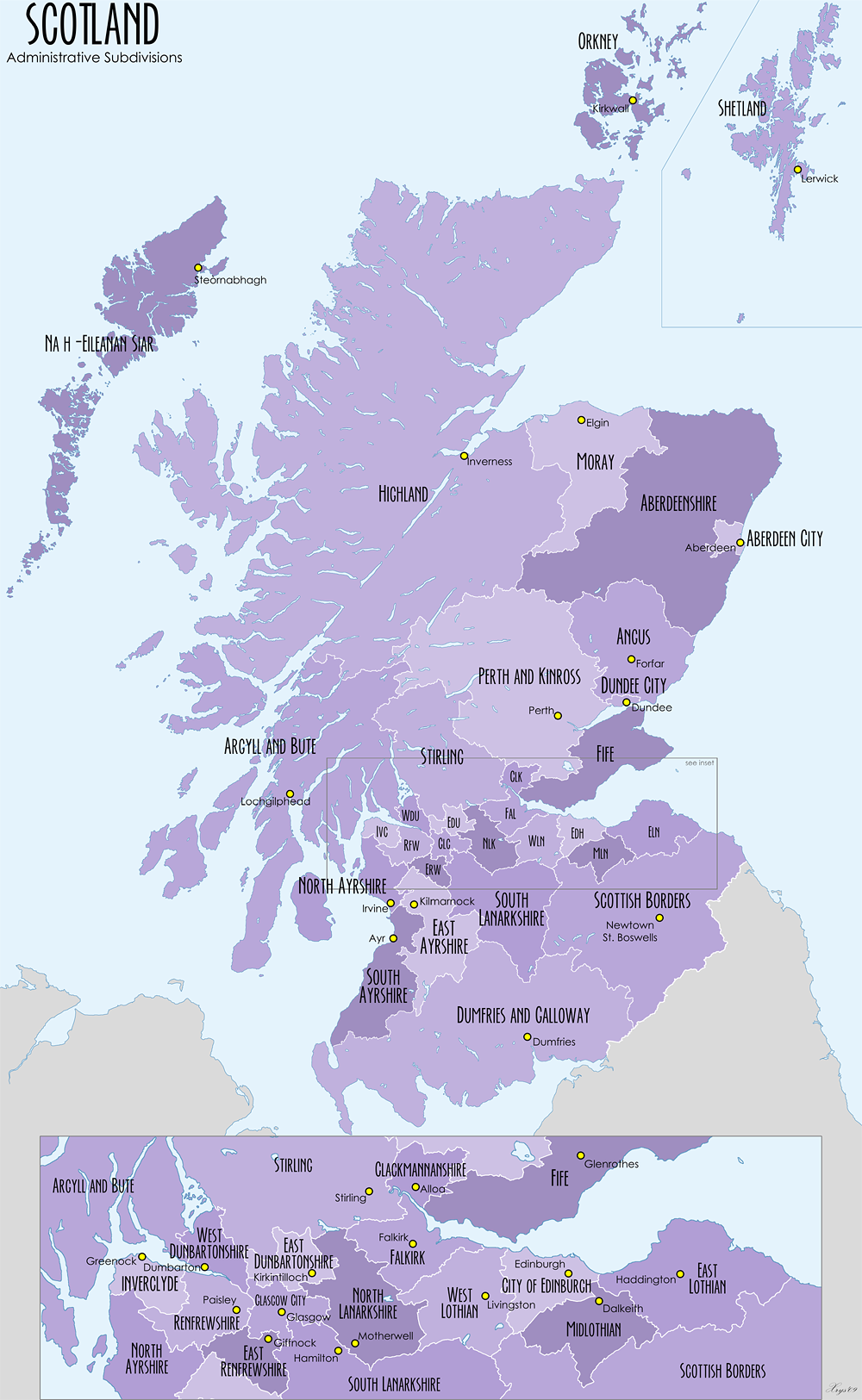
苏格兰议会区（1996年至今）

苏格兰也设有民政教区，共871个，但是在现代不具有行政功能，只用作人口统计。
苏格兰的最基层行政区划为社区（英語：Community Area），截至2012年7月，共有1369个社区。

#### 威尔士行政区划

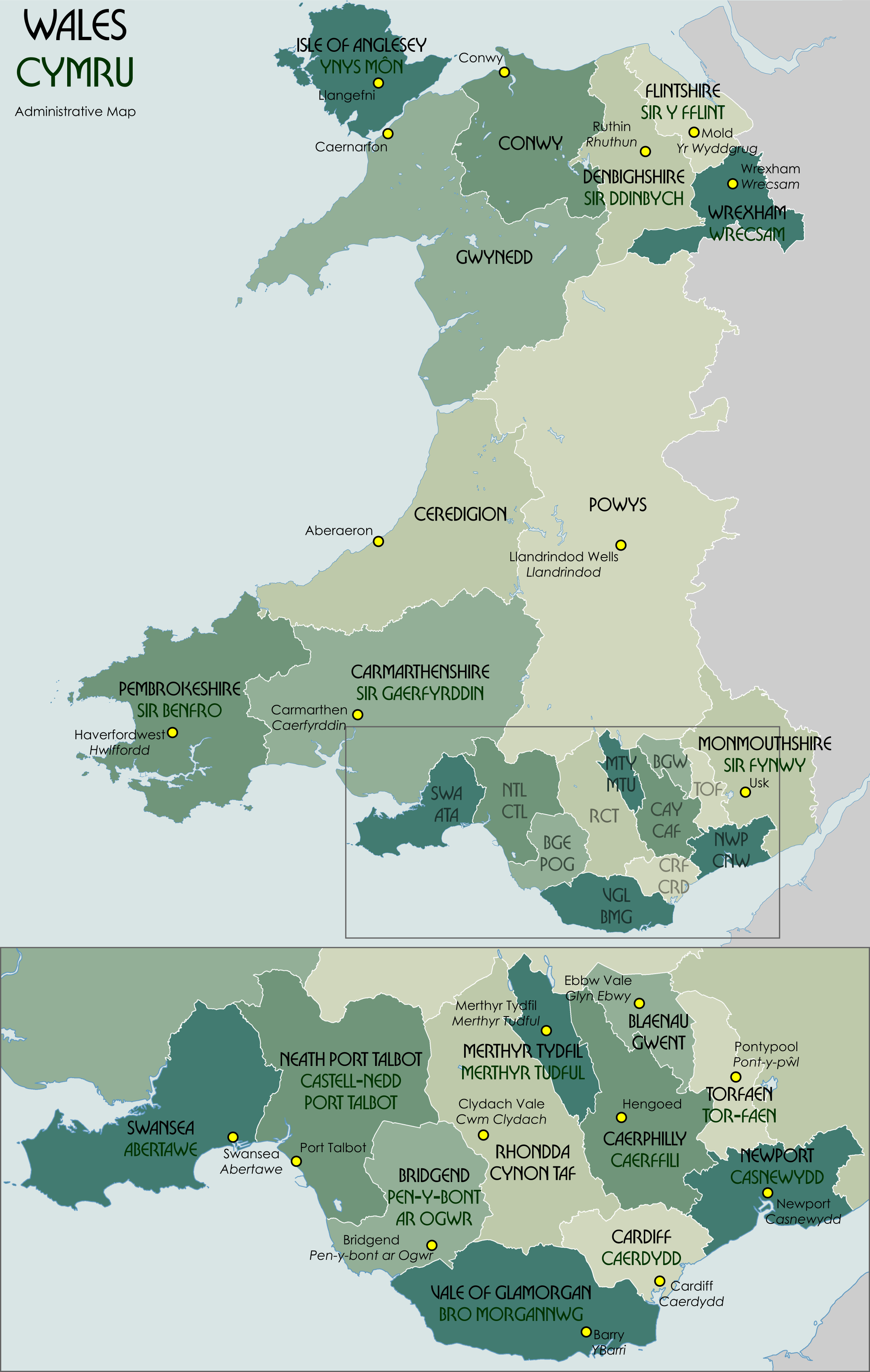
威爾斯行政區劃

威尔士行政区划分为两个层级，第一层为“主要地区”（英語：Principal Area），第二层为社区（英語：Community）。
主要地区为单一层级（single-tier）的行政区，似单一管理区，政府有原先县和区2级行政区的权限。
该层级的行政区共有22个主要地区，依种类可分郡（county）、市（city）和郡自治市镇（county borough）。
| ISO代码 | 主要地区       | 威爾斯文名 | 英文名 | 类别 |
| ------- | -------------- | ---------- | ------ | ---- |
| AGY     | 安格尔西岛     |            |        | 郡   |
| GWN     | 格温内斯       |            |        | 郡   |
| CWY     | 康維           |            |        | 市镇 |
| DEN     | 登比郡         |            |        | 郡   |
| FLN     | 弗林特郡       |            |        | 郡   |
| WRX     | 雷克瑟姆       |            |        | 市镇 |
| CGN     | 開雷迪吉昂     |            |        | 郡   |
| POW     | 波伊斯         |            |        | 郡   |
| PEM     | 彭布罗克郡     |            |        | 郡   |
| CMN     | 卡马森郡       |            |        | 郡   |
| SWA     | 斯旺西         |            |        | 市   |
| NTL     | 尼思塔尔伯特港 |            |        | 市镇 |
| BGE     | 布里真德       |            |        | 市镇 |
| RCT     | 朗达卡嫩塔夫   |            |        | 市镇 |
| MTY     | 梅瑟蒂德菲尔   |            |        | 市镇 |
| CAY     | 卡菲利         |            |        | 市镇 |
| BGW     | 布莱耐格温特   |            |        | 市镇 |
| TOF     | 托法恩         |            |        | 市镇 |
| MON     | 蒙茅斯郡       |            |        | 郡   |
| VGL     | 格拉摩根谷     |            |        | 市镇 |
| CRF     | 卡地夫         |            |        | 市   |
| NWP     | 纽波特         |            |        | 市   |

#### 北爱尔兰行政区划
自2015年起，北爱尔兰被分为11个区（英語：District），为单一层级（single-tier）的行政区，似单一管理区，政府有原先县和区2级行政区的权限，共有11个，依种类可分市（city）、自治市镇（borough）和区（district）。

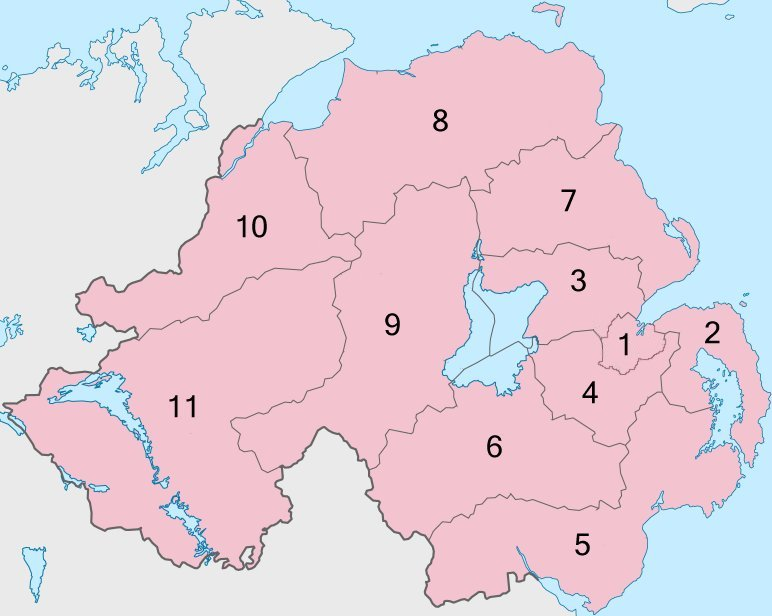
2015年以来的北爱尔兰行政區劃

| 地圖 代號 | ISO代码 | 区                       | 英文名 | 类别 |
| --------- | ------- | ------------------------ | ------ | ---- |
| 1         | BFS     | 贝尔法斯特               |        | 市   |
| 2         | AND     | 阿兹-北唐                |        | 市镇 |
| 3         | ANN     | 安特里姆-纽顿阿比        |        | 市镇 |
| 4         | LBC     | 利斯本-卡斯尔雷          |        | 市镇 |
| 5         | NMD     | 纽里-莫恩-唐             |        | 区   |
| 6         | ABC     | 阿马市-班布里奇-克雷加文 |        | 市镇 |
| 7         | MEA     | 中-东安特里姆            |        | 市镇 |
| 8         | CCG     | 堤道海岸-峡谷            |        | 市镇 |
| 9         | MUL     | 中阿尔斯特               |        | 区   |
| 10        | DRS     | 德里市-斯特拉班          |        | 市镇 |
| 11        | FMO     | 弗马纳-奥马              |        | 区   |

#### 郡尉区
郡尉（英語：Lord-lieutenant）是英国的一个职位名称，最初负责管理一个郡的民兵，现在仅具有礼仪意义而无实权。郡尉的管辖区被称为郡尉区（英語：Lieutenancy Area），传统上郡尉在其郡尉区内代表英王。郡尉区在不同的构成国的习惯叫法不一，如英格兰的郡尉区被称为名誉郡（英語：Ceremonial County），而在威尔士则被称为保留郡（英語：Preserved County）。
综上所示，英国本土的行政区划如下表所示：
| 英國行政区划      | 英國行政区划                       | 英國行政区划                       | 英國行政区划                       | 英國行政区划                       | 英國行政区划                       | 英國行政区划                       | 英國行政区划                       | 英國行政区划                       | 英國行政区划                       |
| ----------------- | ---------------------------------- | ---------------------------------- | ---------------------------------- | ---------------------------------- | ---------------------------------- | ---------------------------------- | ---------------------------------- | ---------------------------------- | ---------------------------------- |
| 主权国家          | 英国（大不列颠及北爱尔兰联合王国） | 英国（大不列颠及北爱尔兰联合王国） | 英国（大不列颠及北爱尔兰联合王国） | 英国（大不列颠及北爱尔兰联合王国） | 英国（大不列颠及北爱尔兰联合王国） | 英国（大不列颠及北爱尔兰联合王国） | 英国（大不列颠及北爱尔兰联合王国） | 英国（大不列颠及北爱尔兰联合王国） | 英国（大不列颠及北爱尔兰联合王国） |
| 法律管辖权        | 英格兰和威尔士（英格兰法律制度）   | 英格兰和威尔士（英格兰法律制度）   | 英格兰和威尔士（英格兰法律制度）   | 英格兰和威尔士（英格兰法律制度）   | 英格兰和威尔士（英格兰法律制度）   | 英格兰和威尔士（英格兰法律制度）   | 英格兰和威尔士（英格兰法律制度）   | 北爱尔兰法律制度                   | 苏格兰法律制度                     |
| 构成国            | 英格兰 （行政区划）                | 英格兰 （行政区划）                | 英格兰 （行政区划）                | 英格兰 （行政区划）                | 英格兰 （行政区划）                | 英格兰 （行政区划）                | 威尔士 （行政区划）                | 北爱尔兰 （行政区划）              | 苏格兰 （行政区划）                |
| 大区              | 大伦敦                             | 大伦敦                             | 统计区域 “大区”                    | 统计区域 “大区”                    | 统计区域 “大区”                    | 统计区域 “大区”                    | 威尔士 （行政区划）                | 北爱尔兰 （行政区划）              | 苏格兰 （行政区划）                |
| （上层）          | 伦敦市                             | 倫敦自治市 “伦敦区”                | 都会郡                             | 非都会郡                           | 单一管理区 “非都会郡区”            | 独特的管理区 锡利群岛              | “主要地区” 单一化                  | “行政区” 单一化                    | “议会区” 单一化                    |
| （下层）          | 伦敦市                             | 倫敦自治市 “伦敦区”                | 都会自治市 “都会市区”              | 非都会区                           | 单一管理区 “非都会郡区”            | 独特的管理区 锡利群岛              | “主要地区” 单一化                  | “行政区” 单一化                    | “议会区” 单一化                    |
| 教区              | 坊                                 | 民政教区                           | 民政教区                           | 民政教区                           | 民政教区                           | 民政教区                           | 民政教区 “社区”                    | 民政教区                           | 民政教区 “社区”                    |
| 郡尉区 （非行政） | 名誉郡                             | 名誉郡                             | 名誉郡                             | 名誉郡                             | 名誉郡                             | 名誉郡                             | 保留郡                             | 郡+2郡自治市镇                     | 中尉区                             |

#### 王室属地
王室属地（英語：Crown Dependencies）指位于法国海岸附近的海峡群岛和处在大不列颠与爱尔兰之间的曼恩岛，作为独立于联合王国的自治领地，与前者在法律上统称为“英国列岛”，但隶属于独立管理的司法管辖区。它们在国际上被认为是“联合王国所负责的领土”，而非主权国家或英国的海外领地，因此不是英联邦成员国，不过又的确与英联邦、欧盟及其他国际组织有关连。王室属地作为权力下放政府，由岛内居民选举产生的议会管理，在英国－爱尔兰理事会中拥有独立席位。
公元933年，诺曼底公国吞并海峡群岛，之后随着诺曼征服英格蘭，英格兰国王（兼任诺曼底公爵）获得泽西及根西两地的主权。1204年法王腓力二世剥夺“无地王”约翰的诺曼底公爵头衔，因后者在攻法战争中惨败，金雀花王朝丢失了阿基坦公国外的所有欧陆领地，后继国王也逐渐放弃了宣称，但海峡群岛在这一过程中被保留下来，成为了英国中世纪历史的古老见证。

#### 英国海外领土
英国海外领土（英語：British Overseas Territories）是主权归于大不列颠及北爱尔兰联合王国，但并不属于联合王国建制的13块属地。它们是前大英帝国的剩余部分，部分领土经投票表决继续成为英国领土，其余领土则尚未取得完全独立。这13块领土包括英属南极领地、直布罗陀、圣赫勒拿、阿森松和特里斯坦-达库尼亚、百慕大、特克斯和凯科斯群岛、开曼群岛、英属维尔京群岛、安圭拉、蒙特塞拉特、福克兰群岛、南乔治亚和南桑威奇群岛、皮特凯恩群岛和阿克罗蒂里和德凯利亚，其中在南极洲声称的英属领地因《南极条约》而并不被其他国家所承认。

### 外交

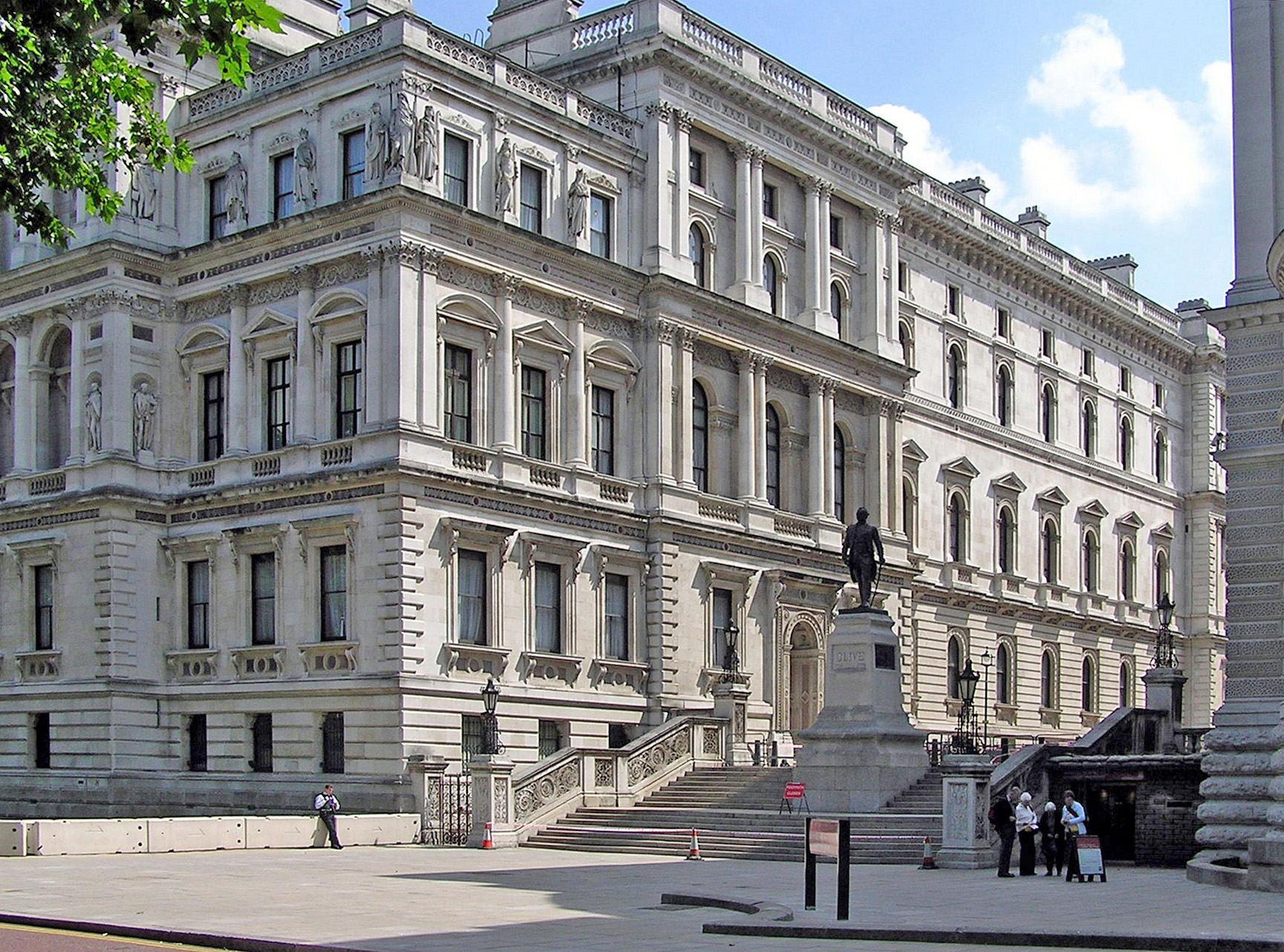
位于白厅的英国外交部

外交及聯邦事務部是英國的外交主管部門。在19世紀至20世紀初期的大英帝國時期，英國曾是世界最具影響力的國家。現在英國仍然是聯合國安理會五大常任理事國之一，並且加入了G7、G8、G20、NATO、OECD、WTO等國際組織，为英聯邦元首国，發揮重要作用。自17世紀以來，英國長期將維持歐洲大陸均勢作為外交重點，此政策的目的在于防止欧洲大陆上某国形成绝对霸权，将欧洲各国的国力耗费在势均力敌的欧陆争霸上，使得没有任何一国有能力挑战大英帝国的世界和海洋霸权。英国在七年战争中与普鲁士王国结盟，当法奥俄三国联军进攻普鲁士时，英国乘机夺取了法国在北美和印度的殖民地，法荷战争、大同盟战争、拿破仑战争、克里米亚战争等也是这种思想的体现。自1870年之後，英國出于压制在工业和陆军上已经超越英国的德意志帝国，巩固其在太平洋上的势力等目的結束了其光榮孤立的外交政策，和法国、美國發展友好關係並与日本正式結盟。1907年，英法俄三国协约，为第一次世界大战埋下伏笔。在第二次世界大战爆发前，英法对正在崛起的纳粹德国实行绥靖政策，在慕尼黑协定和入侵波兰两起事件中坐视其侵吞邻国土地而未采取任何实质行动。法国战役爆发后，温斯顿·丘吉尔成为英国首相，他说服下院放弃投降倾向，重组战时内阁，坚持与纳粹政权作战。英军在北非、西西里、诺曼底等战场为世界反法西斯战争作出了重要贡献。1945年成为联合国创始会员国。1946年，丘吉尔发表“铁幕演讲”拉开冷战序幕，英国也于1949年成为北约成员国之一。1960年英国加入欧洲自由贸易组织开始融入欧洲市场，1973年加入歐共體，1993年成为欧盟创始国之一，但英国在金融上始終不和歐洲統一，使用獨立貨幣英鎊。2020年1月31日晚上11时（GMT），英国正式退出欧盟。
英国各類國民可以获得世界上大多数国家的免签待遇，更可自由出入、工作及定居在大部份歐盟區。對一些英國前殖民地，會有絕對性的免簽證待遇，前殖民地亦可免簽入境英國。

#### 英联邦

英聯邦成员国版图

英联邦（英語：Commonwealth of Nations），是一个由56个主权国家所组成的国际组织，成员大多为前英国殖民地及其屬土。英联邦并非政治统一的联邦，该组织也无权约束旗下任何成员国内政，所有成员国地位一律平等。这些成员国大多由英国旧殖民地和自治领组成，也能以英语为它们国内的沟通语言，历任英联邦元首通常由英国君主兼任，首任是乔治六世，现任是查尔斯三世，但元首并无实权，秘书长才是英联邦实际上的掌权者。根据1949年的《伦敦宣言》，共和国可以加盟英联邦，因此迄今为止英联邦的56个成员国内大部分为共和国，并不认为英国国王为自己的国家元首。由於英联邦國家曾經有共享共同國籍的歷史，至今，許多大英國協國家都對非本國公民的大英國協公民提供超出其他外國人的特殊待遇。
根據《英國國籍法》，英国国籍类别中的英國公民、英國海外領土公民、英國海外公民及英國國民（海外）均為英聯邦公民，但並不包括受英國保護人士。此外，在《1981年英国国籍法令》附则第三条内所列国家的国民也是英联邦公民。附则第三条所列国家基本反映英联邦成员国，但由于法律修改的时间不一定紧跟成员国的去留而作出變更，因此法律上的英联邦公民概念范围不一定和实际上的英联邦国家吻合。

## 军事

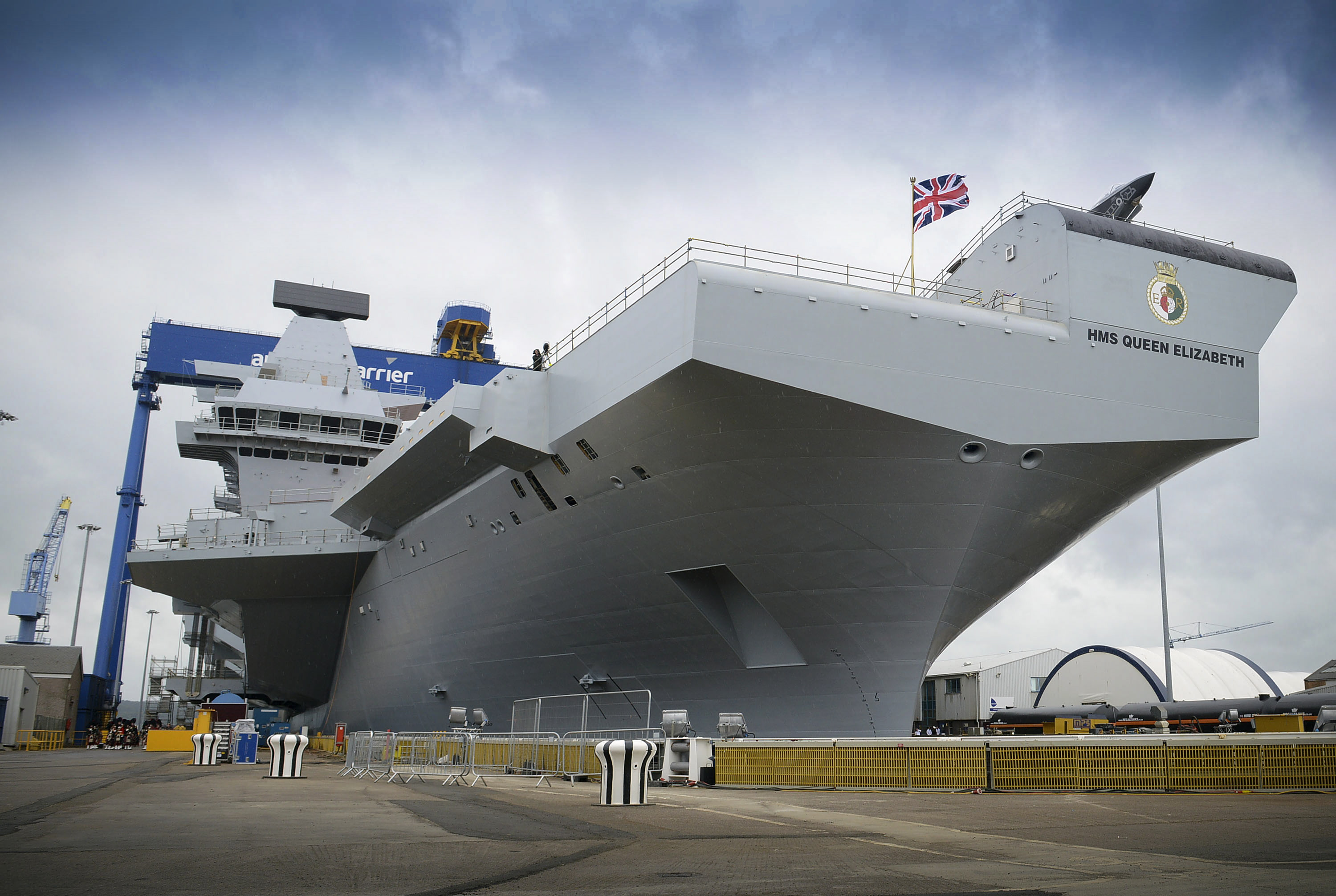
英國皇家海軍伊麗莎白女王級的伊麗莎白女王號，是英軍最新的航空母艦

英國是傳統軍事大國。英國軍隊的最高统帅是英國君主；統領陸、海、空三軍。英國陸、海、空三軍，由英國國防部國防委員會（Defence Council of the United Kingdom）管理。英國陸海空三軍受到英國國會委託，保護英國本土及其海外領土的職責、促進英國政府廣泛的治安利益、及出力支援國際維持和平。英國軍隊經常活躍地參與北約和其他盟國的軍事行動。
雖然軍隊人數並非排名第一，但英國擁有全球其中一支有權威、高科技、及無所不包的軍隊。根據英國國防部的資料，儘管軍隊人力在全球排第28位，英國的國防開支在全球排名第五；並兼為全球第二大軍事科學、工程及科技的開銷國。英军在全球拥有多个海外基地。儘管英軍一系列廣泛能力，近期國防政策的指定假設，任何大型軍事行動必須要以盟國行動從事。波士尼亞黑塞哥維亞、科索沃、阿富汗、伊拉克（「Operation Granby」、沙漠之狐、及「Operation Telic」等行動）都是先例，上一次英國單獨參與的大型軍事行動是1982年的福克蘭群島戰爭。

### 陸軍
英國陸軍為英國軍隊的陸上武裝部隊，承襲自蘇格蘭與英格蘭的武裝部隊，1707年時英格蘭與蘇格蘭合併為大不列顛王國，同步改組而成。英国陆军与英国皇家海军和英国皇家空军不同，没有“皇家”头衔，原因是英国内战期间在英国君主与英国议会的一系列斗争中英国陆军总是站在英国议会一边，并且根据英国议会在1689年通过的《权利法案》中的规定“和平时期未经议会同意国王不得维持常备军”，英国陆军在法律上并不属于王室管辖。不过尽管英国陆军没有皇家头衔，仍不妨碍在陆军体系内有若干團（Regiments）使用“皇家”此一头衔。英国陆军自成立以来，先后参加了西班牙王位继承战争、七年战争、美国独立战争、拿破仑战争、两次鸦片战争、克里米亚战争、八国联军侵华战争、與俄罗斯帝国的大博弈、布尔战争、第一次世界大战、第二次世界大战、福克兰战争、海湾战争、伊拉克战争、2001年阿富汗战争，为英国势力的扩张及维护英国的利益立下了巨大功劳。至2016年止，英國陸軍擁有79,390名正規軍官兵，及24,640名國土軍官兵。英國陸軍經常部署至海外，參與地面戰鬥部隊、多國聯軍，或聯合國維持和平部隊的相關行動。

### 海军
在英国三军中因成立最早而被称为“资深兵种”。9世纪起英国阿尔弗雷德大帝开始使用海军。14世纪初起英格兰海军开始参与海战，1588年英国皇家海军击败西班牙无敌舰队，開始在世界上嶄露頭角。18世纪英国海军擴大規模並多次擊敗敵軍，使英国逐渐成为海上霸主和19世紀最強盛的軍事經濟強國。英国皇家海军在19至20世纪期间也是把大英帝國的影響力投射至全世界的重要工具。雖然二戰後由于财政问题不得不数次大规模裁军，戰力大為減弱，但皇家海軍仍是世界上最先進的海軍之一。英國目前有两艘航空母舰：伊丽莎白女王号和威尔士亲王号，还有一艘作為直升機航空母艦用途的輕型航空母艦、10艘核潛艇（其中4艘具有彈道導彈發射能力）和各類大小軍艦。
截至2015年1月1日，海军（皇家海军及皇家海军陆战队）现役人数约为32,880人，海上预备役（皇家海軍預備役及皇家海军陆战预备役）3,040人，总人数约为35,920人。

### 空軍

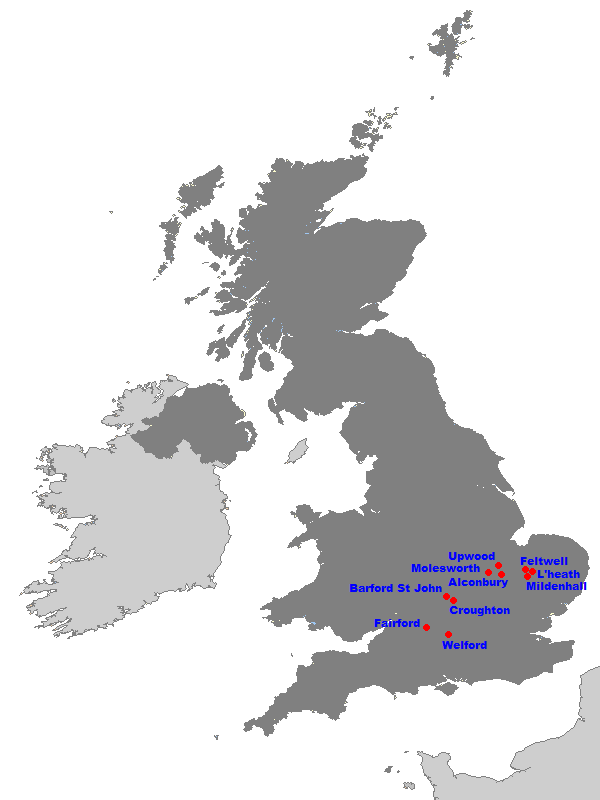
美军使用的皇家空军基地

英国皇家空军创设于1918年4月1日，为世界上第一支编成独立军种的空中武装单位。在一战战胜同盟国后，英国皇家空军成为了该时期最庞大的空军。自创设以来，英国皇家空军在英国军事史扮演了重要角色，尤其是在第二次世界大战中的不列颠战役。皇家空军现时有800架以上飞行器，及32940位常备兵员。

### 駐英美軍
由于第二次世界大战中纳粹德国的进攻压力，1942年1月26日第一批美军抵达北爱尔兰的贝尔法斯特帮助英军保卫本土。二战之后，美军撤出了大部分部队，但保留了一定的空中力量作为北约成员国之间互相保持的一种军事存在。1966年2月21日，法国总统戴高乐宣布减少与北约的纽带并于1967年驱逐了所有的外国部队。为了弥补对西欧的安全保护，美国在英国的驻军（全为空军）显著增加。1991年，随着苏联解体，美国在英国的军事力量再次缩减。

## 经济

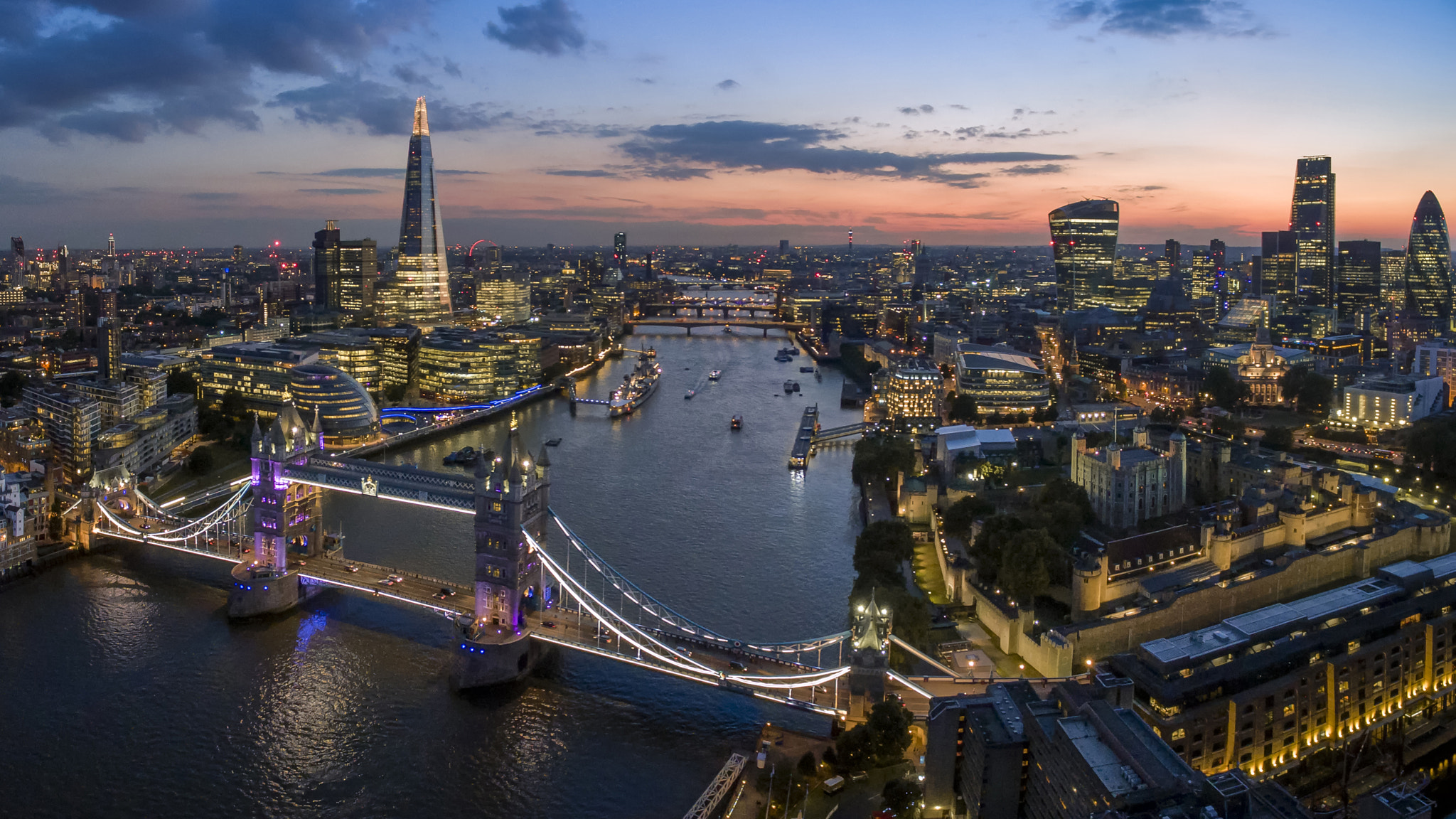
伦敦是欧洲最大的都市经济圈并与纽约并列为世界上和全球经济联系最紧密的城市。

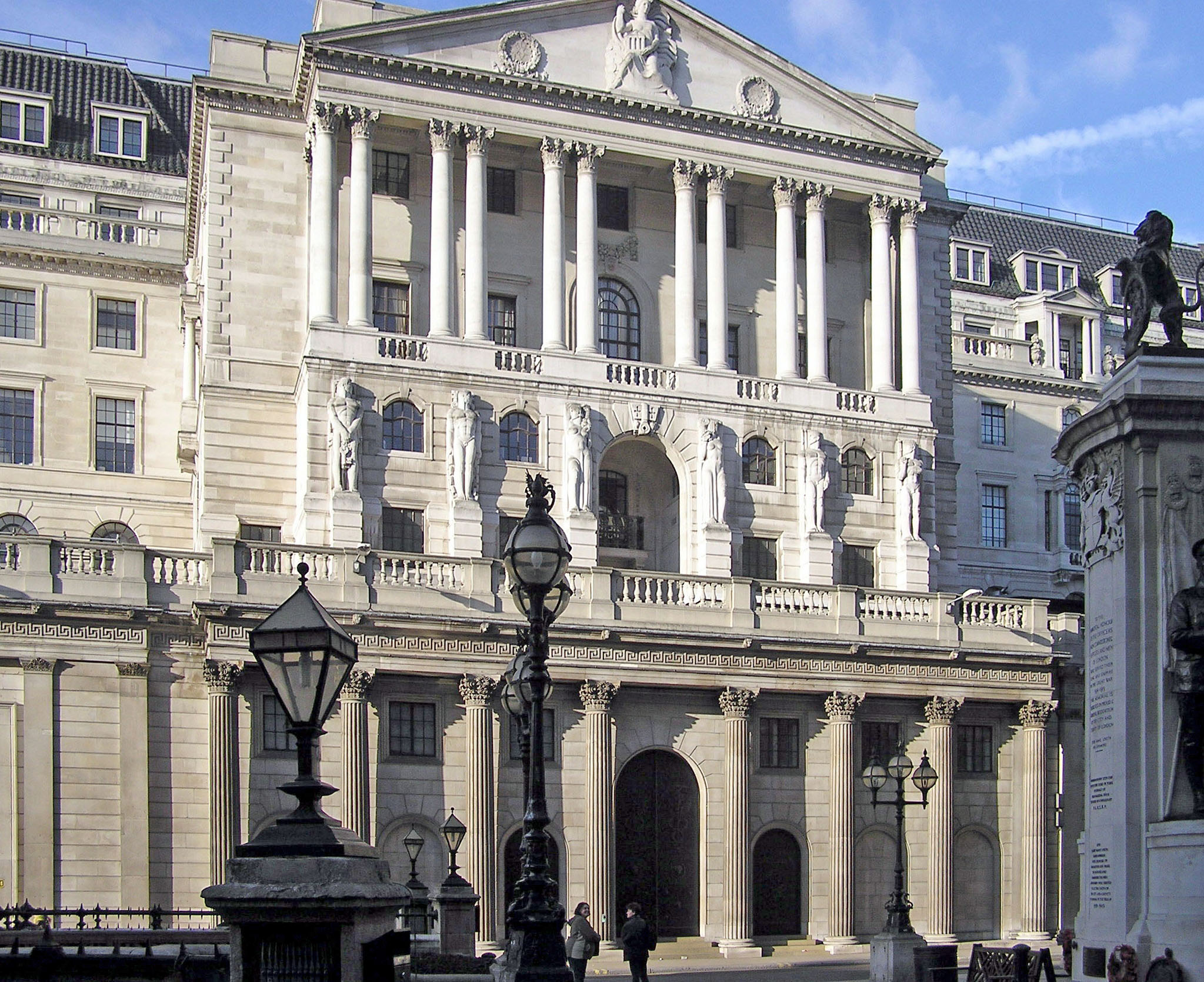
英格蘭銀行

### 综述
英国作为一个重要的贸易实体、經濟大國以及金融中心，是世界第五大经济体系，也是全球最富裕、經濟最發達和生活水準最高的國家之一。在过去的三十年间，政府大量减少国有资产，并减缓社会福利计划的发展。十八世紀時英國本地產小麥開始不敵北美廉價小麥，放棄大量種植小麥，大量從美洲進口糧產，逐漸轉以乳畜业为主，较为集中，高度机械化，效益十分高：1%的劳动人口能够满足大约60%的食品需要。
英国拥有大量的煤、天然气和石油储备；英国的主要能源生产大约占总GDP的10%，在工业国家是算非常高的。服务业，特别是银行业、金融業、航運業、保险业以及商业、服务业占GDP的比重最大，而且處於世界領導地位，首都倫敦更是世界數一數二的金融、航運和服務中心。英國的名牌國際工業包括勞斯萊斯汽車和引擎，名牌國際服務業包括馬莎百貨公司和滙豐銀行。
英國的教育、學術研究和科學研究亦處於世界領導地位，举世闻名的牛津大學和劍橋大學都位於英國，是美國以外全球最重要的教育樞紐。英國每年吸引不少來自世界各地的留學生慕名前來升學，不僅為國家帶來豐厚的外匯，也為這個屬知識型經濟體系的國家吸納不少人才。
英国的旅游业也相当重要：2015年達3,440万名游客，排名世界第八，低于德国（3,500万）而高于墨西哥（3,210万）。特色景点包括城堡，有各種珍藏的大英博物館和超大型溫室。

### 產業結構

#### 服务业

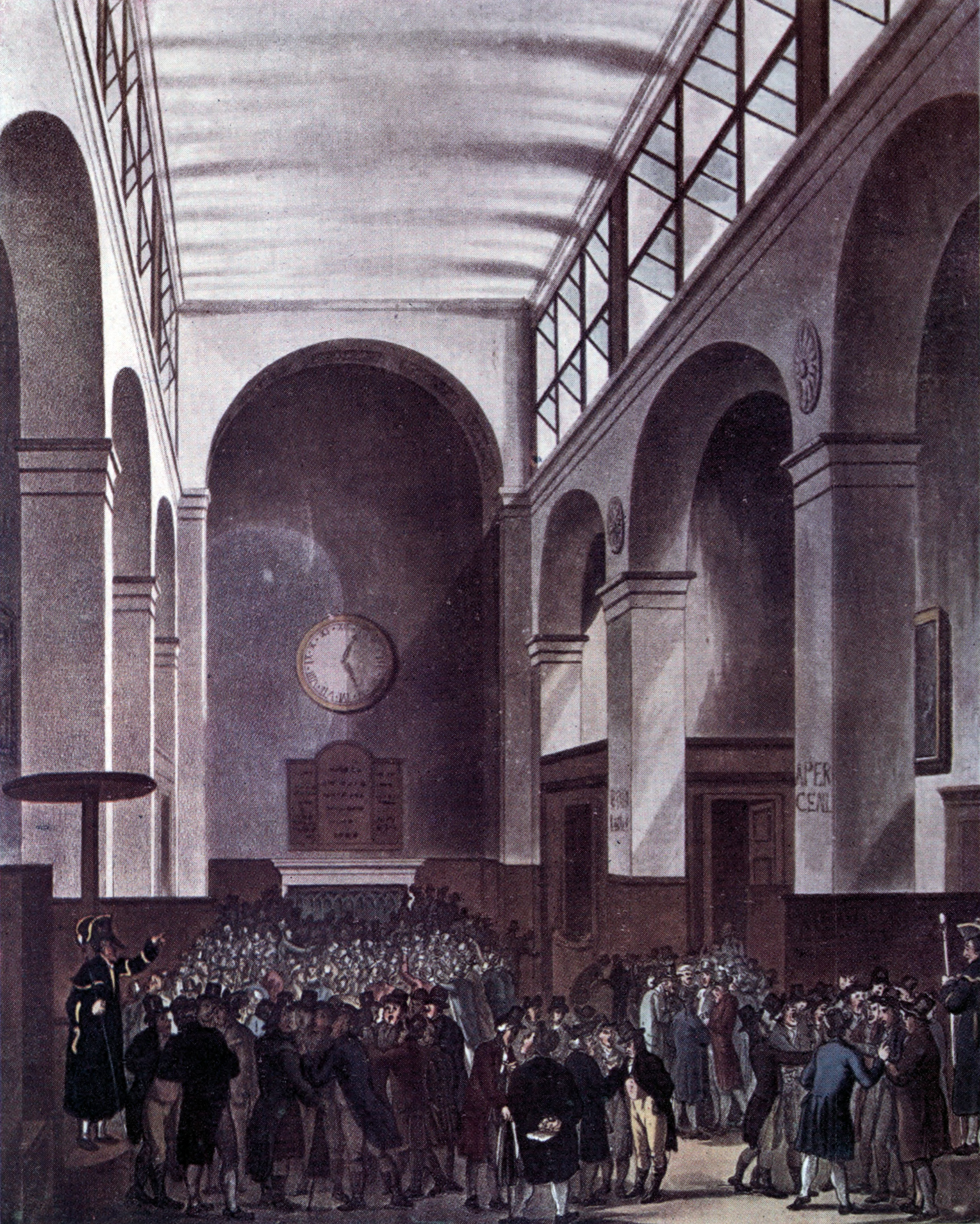
1810年的伦敦证交所

17世纪，随着荷兰在法荷战争中衰弱，世界金融中心由阿姆斯特丹转至伦敦。由于英国强大的国力，活跃的国际商务活动和优越的地理位置，伦敦成为闻名世界的城市商业中心。尽管早期的金融服务并不完善，服务的种类比较单一，主要包括保险、股票经纪和投资等，但是它奠定了金融服务业发展的基础，一些金融服务供求的原则被提出。1870—1914年伦敦金融业达到极盛，这使伦敦现代服务业集群发展奠定了深厚的历史底蕴。现在英服务业包括金融保险、零售、旅游和商业服务等，是英经济的主导产业，占国内生产总值的3/4。倫敦依然是全球最大的金融中心之一，在2020年的全球金融中心指數中排名世界第二，僅次於紐約，伦敦证券交易所是仅次于巴黎泛欧交易所的欧洲第二大交易所。伦敦也是世界外汇交易之都，2022年每日外汇全球交易额达7.5万亿美元，占总市场份额的38.1%。

#### 通讯业
英國的通訊業包括寬頻、流動、固網電話及長途電話，衛星通訊例如衛星電話，陸路、海運及空運郵件，最初由國營的英國皇家郵政電訊分部壟斷，另外收音機和電視廣播則由英國廣播公司和受獨立廣播管理局（IBA）監管的電視台專營──兩所機構直接擁有和控制全英國的廣播，全國的電視發射站亦為兩間機構擁有。
1981年，墨丘利通訊公司成立，打破了國營機構的壟斷。隨後英國皇家郵政的電訊部分拆為英國電信，並於1984年民營化。電視發射站則於1990年代逐漸由私營企業接管。
英國的通訊法規隨不同時代的需求而轉變。現時一所獨立的公營機構英國通訊辦公室（Ofcom）負責監管全英國的通訊公司或機構。

#### 工業（工程）

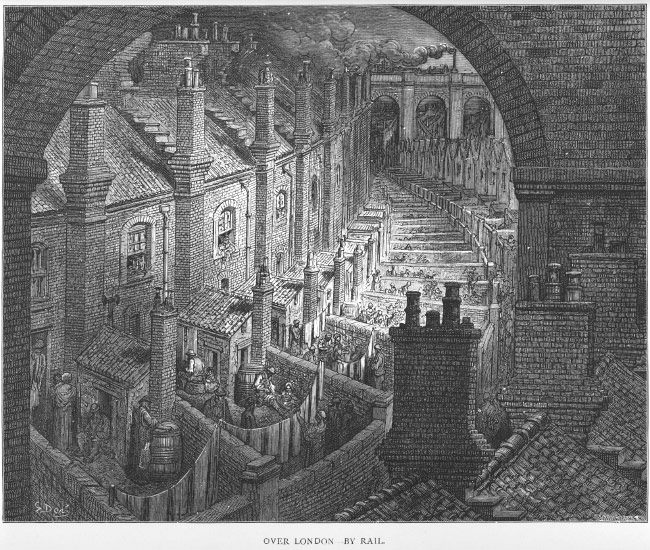
1870年，古斯塔夫·多雷所绘的伦敦工业区

18世纪中叶，英格兰地区依托着丰富的煤矿储量与较发达的资本主义商业模式开始进行第一次工业革命，随后在此世纪的后半叶，英国工业获得了长足发展，工业产值遥遥领先欧陆各国，这使其一度靠着此优势得以压制几乎战无不胜的拿破仑帝国。然而在19世纪中叶的第二次工业革命中，由于经济对殖民地倾销与金融系統的依赖性加强，加之教育系统的缺陷，实体制造业无可逆转的被德国，美国超越，失去了“世界工厂”的地位。二战后，英国经济一度因为中低端制造业的不景气和大英帝国的解体持续低迷，撒切尔夫人担任英国首相之后，力推许多利于金融服务业的政策，不断实行“去工业化”，尽管成功挽救英国经济，其本土工业却进一步衰弱，制造业增加值占GDP的比重从1990年的16.67%下降到2019年的8.59%。尽管如此，当今英國的工業在世界上仍占有重要地位，是歐洲最大的軍火、石油產品、電視、電腦和手機製造國。主要工業部門有：採礦、冶金、化工、電子電器、車輛、航空、航海、食品、飲料、菸草、輕紡、造紙、印刷和土木建築等。生物製藥、航空和國防是英國工業研發的重點，也是最具創新力和競爭力的產業。英製造業中紡織業最不景氣，但電子、光學設備、人造纖維和化工，特别是製藥行業仍保持雄厚實力。

#### 能源業

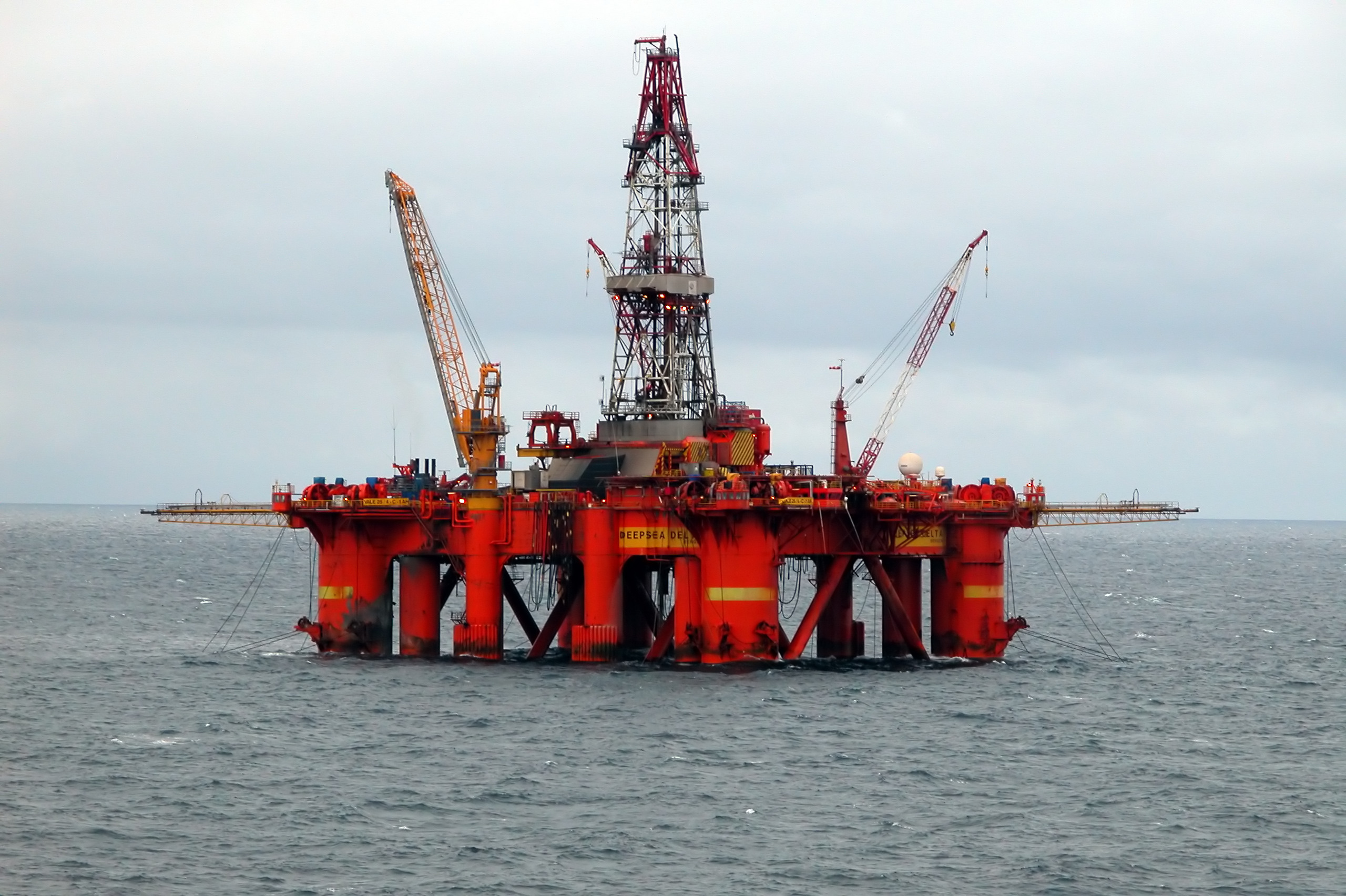
北海油田

2021年，英国是世界第14大能源消费国和第22大能源生产国。英国拥有许多大型能源公司，包括六大石油和天然气公司中的两家——英国石油公司和壳牌公司。2021年，英国石油（和其他液体）日产量为93.5万桶，消费量为12.58万桶，产量目前正在下降，自2005年以来，英国一直是石油的净进口国。2020年，英国已探明原油储量约为20亿桶。
2021年，英国成为世界第21大天然气生产国，产量目前正在下降，自2004年以來，英國一直是天然氣的淨進口國。
在1990年代後期，核能電廠在英國的年發電量中佔約25%，但是隨著老舊的電廠被關閉以及與老化有關的問題影響了電廠的可利用性，核電廠的發電量逐漸下降。2023年，英国有9座核反应堆，正常发电量约占英国电力的15%。与德国和日本不同，目前有两个反应堆正在建设中，还有更多计划中的反应堆。在20世纪90年代末，核电站约占英国年发电总量的25%，但随着旧电站的关闭，这一比例逐渐下降。英国政府正在投资小型模块化反应堆和高级模块化反应堆的研发。
2020年，所有可再生能源的总发电量占英国发电量的43%。英国是欧洲風能效率最高的地区之一，风力发电是该国增长最快的供应；2022年，英国总电力的26.8%来自风力发电。英国拥有世界上最大的海上风电场，位于约克郡海岸。
2020年，英国的煤炭产量为180万吨，10年内下降了91%。2020年，该公司已探明可采煤炭储量为2,600万吨。英国煤炭管理局表示，英国有通过地下煤气化（UCG）或水力压裂生产70亿吨至160亿吨煤炭的潜力。根据目前英国的煤炭消费量，这种储量可能可供开采200至400年。化学品对地下水的污染和微震对房屋的破坏引发了环境和社会关注。
目前英國正研究向冰島購買環保的地熱電力。2012年11月23日，据路透社传出的消息表明，英国政府已经决定支持低碳式发电，并计划到2020年将总发电规模提高两倍。2012年11月29日，英国政府公布了最新的能源法案，其主要内容是调整英国国内能源消费结构，发展低碳经济。2020年，英国来自可再生能源的发电量水平再次创下新纪录——全国电力的43%来自包括风能、太阳能和沼气在内的可再生资源，高于2019年的37%。 英国政府于2021年8月3日发布了商业、能源和工业战略部（BEIS）编制的2020年英国能源统计摘要（DUKES）。2021年能源生产和消耗总量数据证实了化石燃料生产量的猛降及可再生能源占比的增长。由于防疫限制措施，包括运输用石油燃料在内的总体能源需求下降到上世纪50年代的水平，总消耗量同比下降了13%，英国能源业快速进行了低碳化和可持续化的转型。

#### 农业

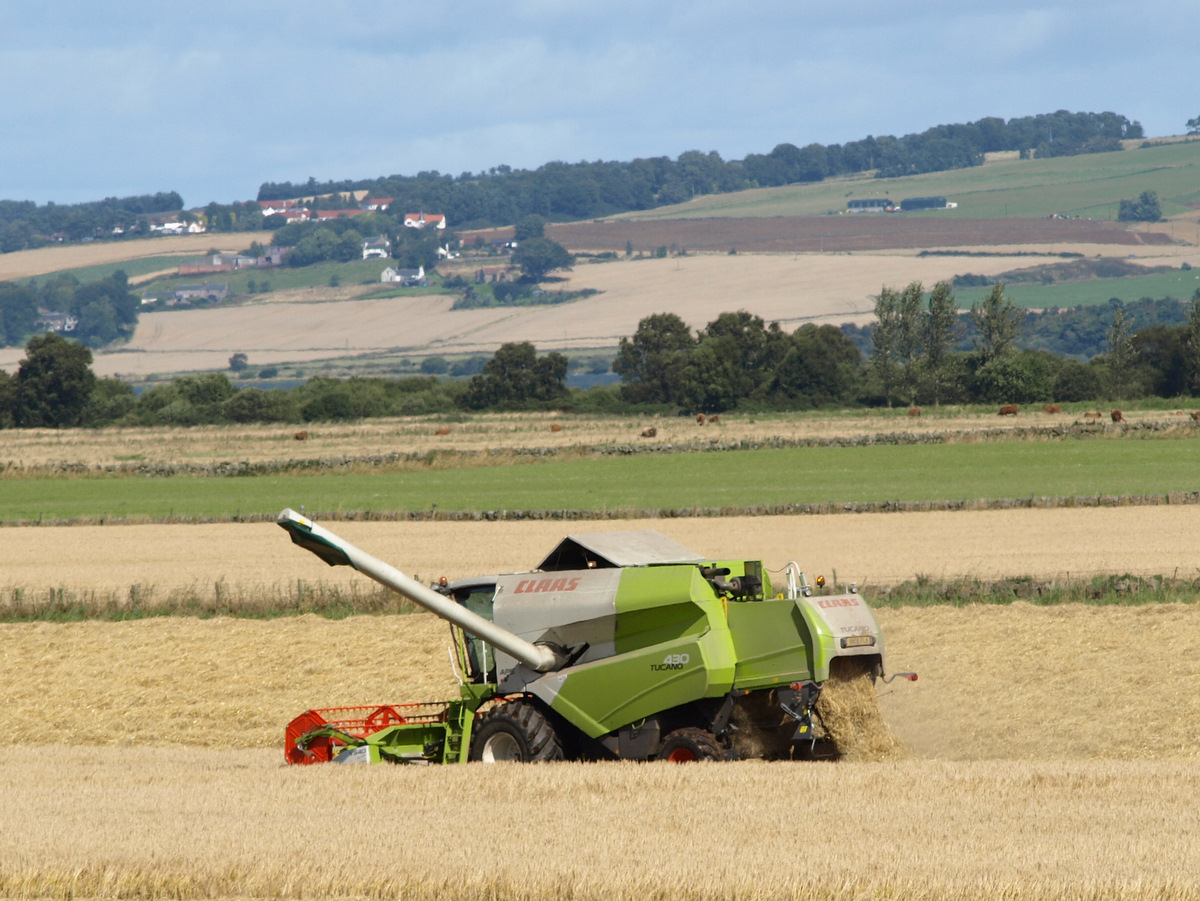
苏格兰的一辆联合收割机

17世纪中叶，英国进行第二次农业革命，农业生产力出现空前增长，人口也由此从1700年的550万变为1801年的900万，为英国工业革命打下了深厚基础。19世纪，随着人口激增为原来的三倍，超过3,200万，粮食国内生产逐渐被进口所取代。19世纪70年代，国内生产的粮食能够供应当时全国人口的79%，但到第一次世界大战时，英国生产的粮食只能养活36%的人口。1913年谷物播种面积比1870年减少25%；1931年谷物播种面积减为196.3万公顷，比1918年下降41.7%、产量下降20.6%。在第二次世界大战期间，由于德国潜艇击毁英国远洋商船，粮食进口运输受阻，使国内粮食供应发生困难。英国政府不得不实行食品配给制，转而加强对农业的干预，采取重视农业的许多措施，如：奖励垦荒、对开垦荒地的农户发给奖金；扩大耕地面积；提高农业机械化水平；大幅度提高农产品价格；各地区普遍建立农业生产管理委员会，对农业生产进行监督。战后，英国花了近15年的时间，扭转了农业衰退的局面，逐步实现了农业现代化。目前英国的农业劳动生产率、单位面积产量都有了很高的水平，其主要包括畜牧、粮食、园艺、渔业，可满足国内食品需求总量的近2/3。英国是人口高度城市化的国家，农业劳动力数量少，发展农场主要依靠广泛采用现代技术、现代科学和现代管理，着重提高劳动生产率，采取资金密集型的发展形式。英国的农业生产不同于美国，属于人多地少的类型，因此，英国较为重视农业土地生产率和单位面积产量的提高，小麦、大麦、燕麦和马铃薯的单产都有大幅度的增长。1992年，英国谷物平均单产达6,940公斤／公顷，2002年达到7,006公斤／公顷，高于同期欧洲和美国的单产水平。从农业投入看，英国的种植业（包括大田作物和园艺）仅占农业总产出的39.9%，而畜牧业则占59.8%。农业用地占国土面积的77%，其中多为草场和牧场，仅1/4用于耕种，畜牧业明显地超过种植业。农业人口人均拥有土地70公顷，是欧盟平均水平的4倍。
英国四面环海，海岸线绵长，且位于世界第二大渔场——东北大西洋渔场的中央。因此其渔业资源极为丰富，是欧洲重要的捕捞渔业国家之一。据联合国粮食与农业组织资料，英国海洋渔业资源在20世纪50年代及高度开发，直至70年代产量长期维持在100~120万吨之间，80年代后产量有所下降，至2010年时产量约为60万吨，占欧盟的20%，满足国内2/3的需求。

### 科學技術

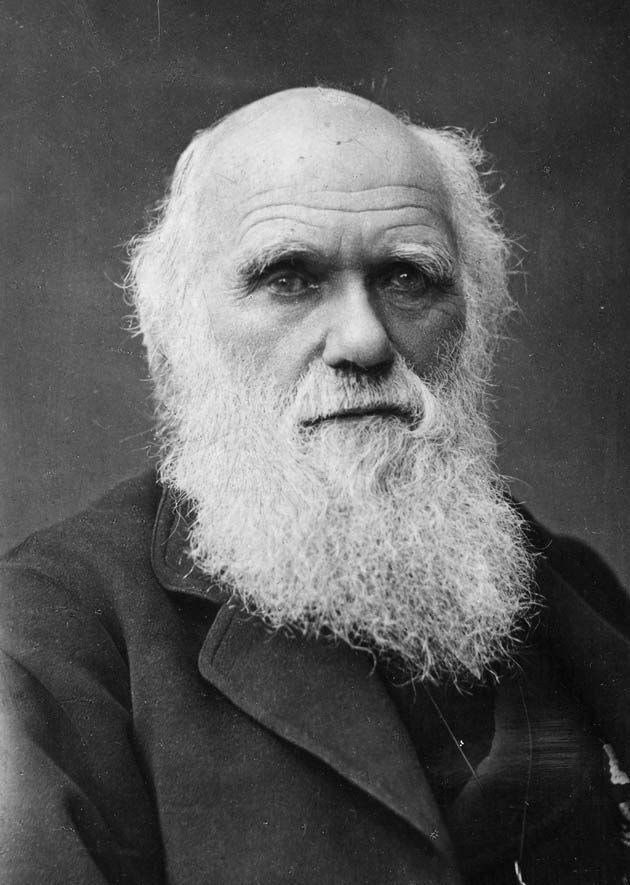
英国学者查尔斯·达尔文是自然选择理论提出者与现代生物学的奠基人

英格蘭和蘇格蘭是17世紀以來科學革命的主要中心。英國引领了18世紀的工业革命，並不断培養出重要的科學家和工程師。17和18世紀的主要理論家包括：艾萨克·牛顿，他的運動定律和引力定律被視為現代物理学的基石；亨利·卡文迪许，他发现的氢是化学上最重要的元素；19世紀的查爾斯·達爾文，他提出的進化論是現代生物學發展的基礎；詹姆斯·克拉克·麦克斯韦，提出了電磁場的動力學理論，對20世紀初电磁学的发展進展影響最為巨大并為狹義相對論和量子力學打下理論基礎。剑桥大学的卡文迪许实验室诞生了许多诺贝尔奖获得者，如1897年，研究阴极射线时发现电子的约瑟夫·汤姆孙；1935年，发现中子的詹姆斯·查德威克；1953年，发现脱氧核糖核酸（DNA）双螺旋结构的詹姆斯·沃森与佛朗西斯·克里克，为现代物理学和生理学发展做出了巨大贡献。最近，史蒂芬·霍金在宇宙学、量子引力和黑洞研究领域也提出了重要理论。
英国人的其他主要工程项目和应用包括由理查·特里维西克和安德鲁·威威恩开发的蒸汽机车；迈克·法拉第的电动机；查尔斯·巴贝奇设计的第一台计算机；埃达·洛夫莱斯的第一个程序代码， 威廉·庫克和查尔斯·惠更斯的第一个商业电报， 约瑟夫·斯万的白炽灯泡；和由亚历山大·贝尔申请专利的第一个实用电话。在20世纪，约翰·罗杰·贝尔德和其他人发明了世界上第一个运作的电视系统；弗兰克·惠特尔发明的喷气发动机；艾伦·图灵提出的现代计算机的理论基础；费兰蒂马克——第一台商业通用数字计算机；杰弗里·达默提出的集成电路概念；W3C领导者蒂姆·伯纳斯-李提出的万维网，以及乔纳森·埃维提出的苹果公司产品概念。
直至今日，科學研究與開發在英國仍有重要地位，許多大學都建立了科學園區，以促進生產和與工業界的合作。2022年，英国发表了世界6.3%的科学研究论文，并拥有10.5%的科学引用份额，位居世界第三（两者均如此）。英国的领域加权引文影响力排名世界第一。伦敦在欧洲数字社会创新指数中总体排名第一，该指数根据6个主题的32个标准对城市进行排名，伦敦在技术主题方面也排名第一。英国在2020年、2021年和2022年全球创新指数中排名第四，该指数基于约80项指标，包括政治环境、教育、基础设施和知识创造的衡量标准。在相关报告中发现，剑桥是世界上“科技产业”最密集的集群。

## 运输
英國交通網由公路、航空、鐵路和水運構成，便捷的交通為該國的經濟帶來了良好的基礎。无论是英国各城市之间、城市内部，还是与欧洲大陆和世界其他地区均有海陆空多种快速交通连接。
辐射状的公路网络包括46,904公里（29,145英里）的主要道路、3,497公里（2,173英里）的高速公路和344,000公里（213,750英里）的铺面道路（正规道路）。大不列颠岛上的国家铁路网全长16,116 公里（10,072 英里），北爱尔兰境内铁路全长303公里（189英里），全国每日运送超过18,000列客运列车和1,000列货运列车。伦敦、爱丁堡、贝尔法斯特、伯明翰、卡迪夫、格拉斯哥、利物浦、曼彻斯特和纽卡斯尔都有城市铁路网。联合王国还有许多地区和国际机场，伦敦的希思罗机场是世界十大最繁忙的机场之一。英国拥有的水运网络在2019年接收了超过4.86亿吨货物。运输是当今英国最大的温室气体排放源。

### 公路

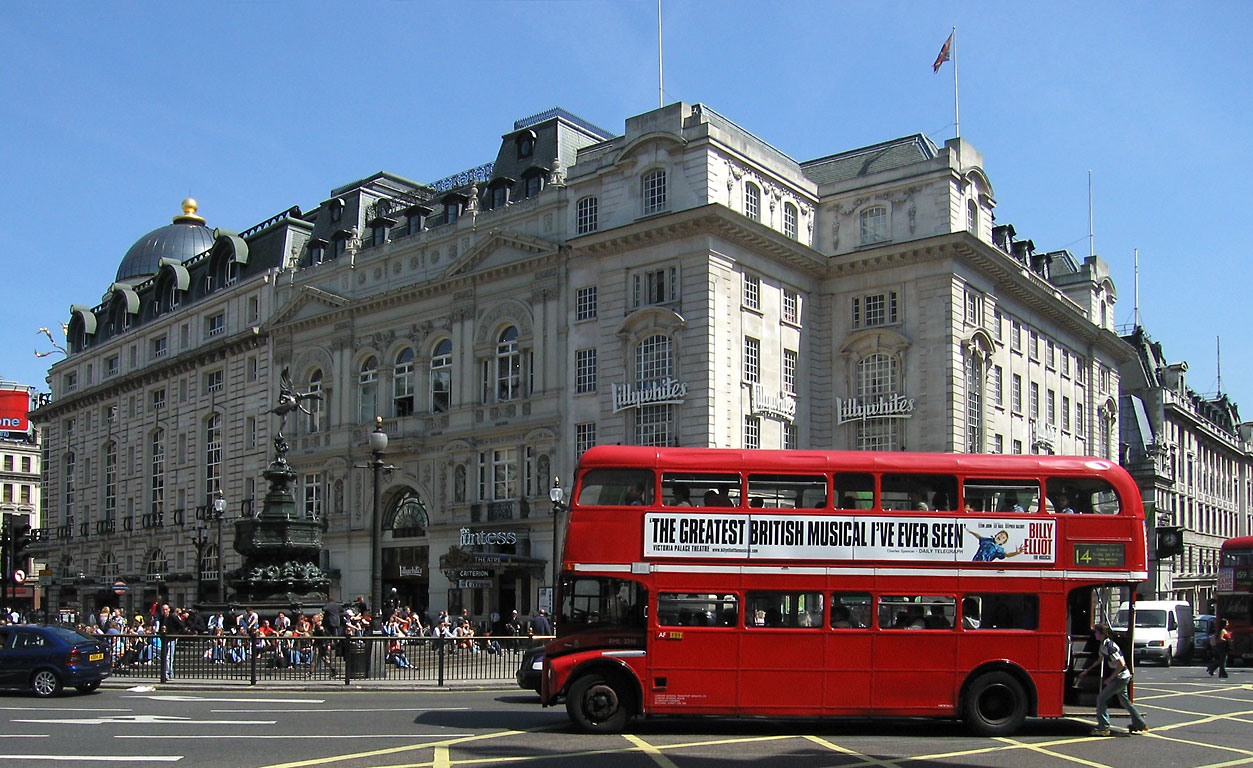
倫敦紅色巴士

公路在英国是最受欢迎的交通方式，承载了90%以上的机动客运和65%的国内货运。主要的高速公路和主干道中许多是双车道，形成了连接所有城市和主要城镇的干线网络。它们承载着全国约三分之一的交通流量，占其土地面积的约0.16%。
收费公路在英国很少见，但有许多收费桥梁。 道路交通拥堵已被确定为英国未来繁荣的一个关键阻碍，政府正在研究和制定政策和措施以减少拥堵。2003年，英国第一条收费高速公路“M6 Toll”在西米德兰兹地区开通，以缓解M6高速公路的拥堵。罗德·爱丁顿 (Rod Eddington) 在他 2006 年的报告《交通运输在维持英国生产力和竞争力方面的作用》（Transport's role in sustaining the UK's productivity and competitiveness）中建议，应通过“复杂的政策组合”解决交通拥堵问题，包括针对交通拥堵的道路收费和通过基础设施提高交通网络的容量和性能，投资和更好地利用现有交通网。控制拥堵的收费系统确实在伦敦和达勒姆等城市以及达特福德跨河道路（以交通拥塞闻名）运行。2005年，政府公布了英国范围内道路收费方案的提案，这旨在中和其他汽车税减少所造成的财政损失。这些计划极具争议性，180 万人签署了反对请愿书。
英国汽车靠左行驶，在高速公路和双车道上，通常的最高速度限制为每小时112公里（70英里/小时）。2015年4月29日，克莱恩斯欧洲环保协会（ClientEarth）的环境律师提起环保诉讼，英国最高法院裁定政府必须立即采取行动减少空气污染。

### 铁路

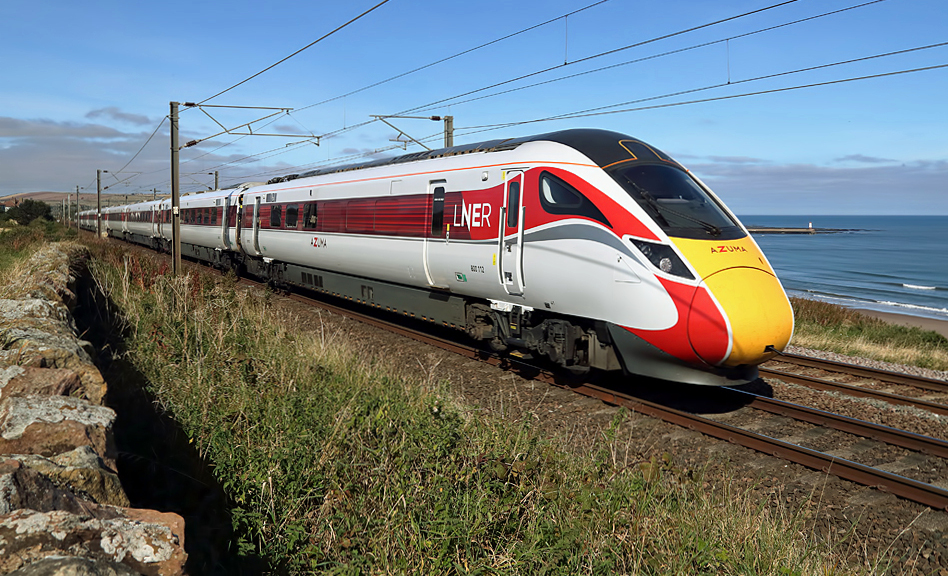
一列伦敦东北铁路列车在英国东海岸奔驰

英国的铁路网由两个独立的部分组成——北爱尔兰和大不列颠。自1994年以来，后者通过海峡隧道与欧洲大陆（多佛尔-加来）相连，而北爱尔兰的铁路与爱尔兰共和国接轨。两个铁路系统使用不同的轨距：大不列颠岛使用标准轨距（1,435mm），而爱尔兰岛（北爱尔兰和爱尔兰共和国）使用爱尔兰轨距（1,600mm）。
英国大不列颠岛的16,209公里（10,072 英里）和北爱尔兰的303公里（189英里）的国家铁路网每年运送17亿乘客和1.1亿吨货物。伦敦和其他几个城市的城市轨道交通网络也很发达。英国曾经有超过 48,000 公里（30,000 英里）的铁路网； 然而，在1955年至1975年期间铁路里程数大大减少，其中大部分的削减是由于60年代中期政府顾问理查德·比钦（Richard Beeching，曾任英国铁路局主席）的一份报告（称为“Beeching削减”）。在评估使用强度、服务质量和安全性的 2017 年欧洲铁路绩效指数中，英国在欧洲国家铁路系统中排名第八。

### 水運
由于英国是一个岛国，水运尤其是海运是英国交通的支柱。泰晤士河运输量居世界河流前十位。英国亦通过水运连接北爱尔兰及临近的爱尔兰共和国、法国等国。分隔英国和欧洲大陆的英吉利海峡是世界上最繁忙的海上通道。
海运承担了95%的对外贸易运输。英国大中港口众多，其中约100个为重要商业港口，吞吐量1,000万吨以上的港口超过十个。英国与新加坡和日本被公认为受海运影响最大的三个国家。通过发展航运业务和海事服务，英国成为全球航运定价中心和管理中心。伦敦是国际海事组织和国际海运联合会总部所在地。

### 航空

伦敦希思羅機場第5航廈。該機場是世界上最繁忙、運量名列前茅的機場之一

英国有471个机场和小型机场，其中334个是拥有正式地面铺装的机场，还有11个直升机场（2004年中情局估计）。
位于大伦敦区域西部的希思罗机场是该国客运量最大的机场，由希思罗机场控股公司所有，依客運吞吐量是世界第7大、欧洲最大机场。位于大伦敦南部的盖特威克机场是第二大机场，由全球基础建设合伙公司所有，第三大机场是曼彻斯特机场，由曼彻斯特机场集团运营，该集团还拥有其他多个机场。
其他主要机场包括位于伦敦以北约 30 英里（48 公里）埃塞克斯郡的斯坦斯特德机场和贝德福德郡的卢顿机场、索利赫尔的伯明翰机场、纽卡斯尔国际机场、利物浦约翰·列侬机场和布里斯托尔机场。
在英格兰之外，卡迪夫机场、爱丁堡机场和贝尔法斯特国际机场是分别是威尔士、苏格兰和北爱尔兰最繁忙的机场。
按客运量计算，英国最大的航空公司是易捷航空，而按机队规模和国际目的地计算，英国航空是最大的。 其他航空公司包括捷特二航空、英国途易航空和维珍航空。英国拥有欧洲最大的航空交通系统，並拥有世界上最繁忙的10大国际航线中的6条。2015年英国全部机场抵离旅客2.52亿人次，其中国际旅客为2.10亿人次，货物吞吐量230万吨。

### 大眾運輸

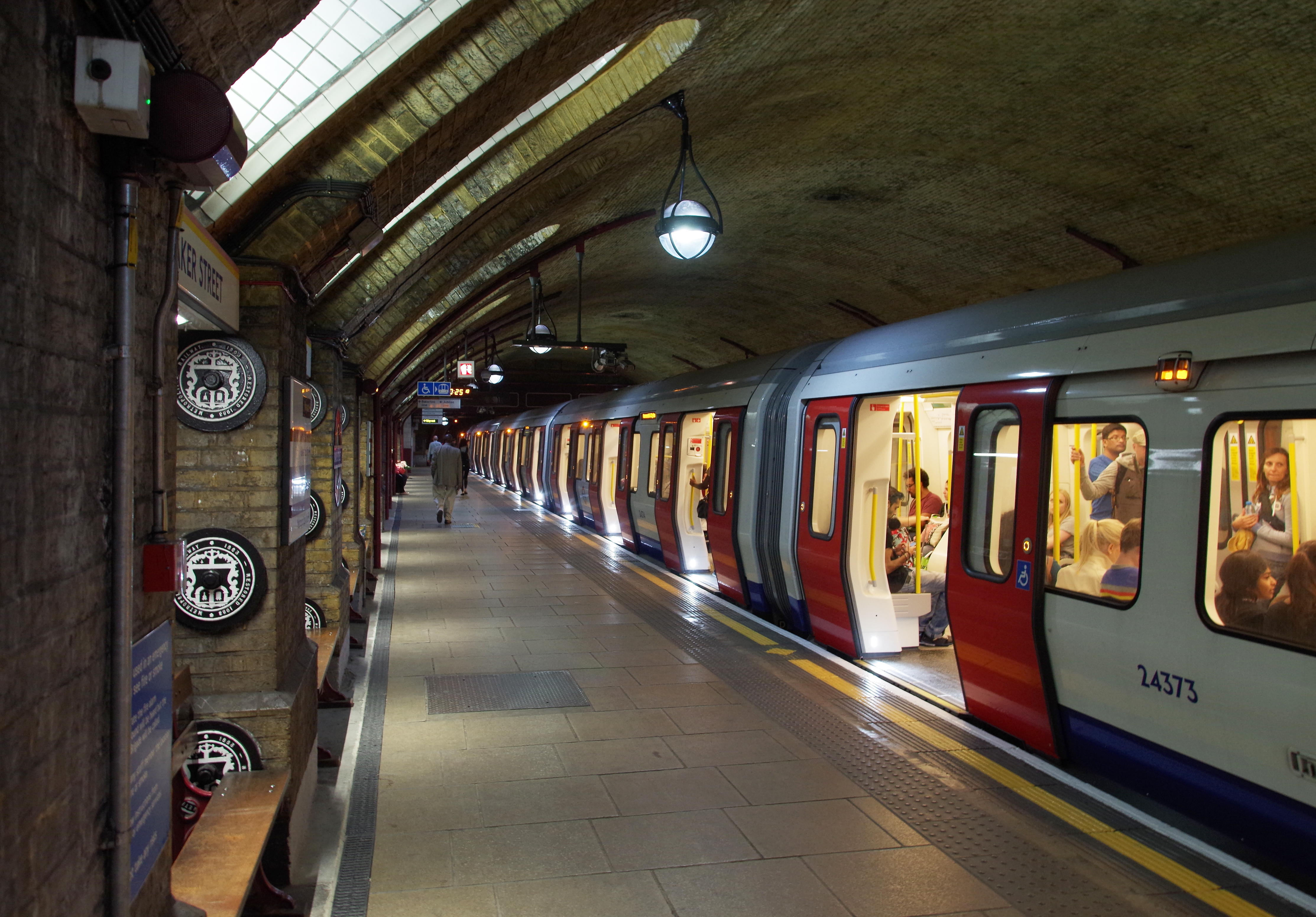
伦敦地铁是世界上最古老的城市地下铁路系统

英国为双层公共汽车和地铁的发源地。伦敦地铁為世界上首个城市地下铁路系統，其第一条线路大都会铁路于1863年1月10日通車，将伦敦金融城与其他市区连接在一起。1933年倫敦地鐵与其他地下线路和伦敦公交合并，形成伦敦交通局客运委员会（LPTB）控制下的伦敦交通系统。目前的地铁运营商伦敦地铁有限公司（LUL）是伦敦交通局（TfL）的全资子公司，而伦敦交通局是一个隶属于大伦敦政府、负责几乎所有伦敦交通工具运营、管理的法定机构。截至2015年，92%的运营支出由乘客票价支付。伦敦的交通卡于1983年推出，蠔卡——一种智能票务系统，于2003年应用。银行卡自动支付于2014年首次在公共交通系统上使用。今日倫敦已經建成總長402公里的地鐵網，2004至2005年度總載客人次為9億7,600万，以路線長度計算，它是世界上第四大的地鐵網路。在此之外伦敦亦存在其他类型的城市轨道交通系统，如由废弃铁路改造、延伸而来的码头区轻便铁路，收购部分英国全国铁路改造而成的伦敦地上铁郊区通勤铁路系统，收购部分伦敦远郊国铁服务、并于市区新建地下横贯铁路连接而成的伊丽莎白线等等。
英国市内公交覆盖全国。自从放松管制（公交私有化）以来，这些本地巴士公司中的大部分（到1990 年代后期占80%）已被五大私营运输公司之一接管：爱瑞发英国巴士、第一集团、前进集团、国家快运和捷达集团。在北爱尔兰，长途汽车、公共汽车（和铁路）仍然是国有的，由运输联线运营。
英国亦拥有发达的通勤铁路系统，绝大部分隶属于英国全国铁路系统。在大伦敦和伦敦之外的主要城市，通勤铁路是主要的中短程交通手段之一。有轨电车曾经在伦敦、伯明翰、利物浦等主要城市大量使用，但因城市发展、系统老旧等原因导致既有有轨电车系统大量拆除、废弃。但随着英国和其他欧洲国家重新提出绿色环保能源等目标，有轨电车又再次于英国复兴。伦敦南部克罗伊登区新建了现代化的伦敦电车系统，而曼彻斯特、伯明翰等城市亦新建了现代化的电车系统。

## 货币
英镑（Pound Sterling）是英国国家货币和货币单位名称，主要由英格蘭银行发行，但亦有其他發行機構，是现在依然通用的世界上最古老货币，历史上英属领土也曾通用英鎊。最常用於表示英镑的符号是£，ISO 4217货币代码为GBP (Great Britain Pound)。目前，英国商业已开始接受欧元和美元等外国货币。
2020年，英鎊在全球外汇兑换市场与儲備貨幣中排名第四，位於美元、歐元及日圓後。

## 人口

英國人口密度 (2011年普查)

| 男性      | 年齡  | 女性      |
| --------- | ----- | --------- |
| 2,075     | 100+  | 10,193    |
| 19,756    | 95-99 | 73,195    |
| 104,072   | 90-94 | 264,353   |
| 324,063   | 85-89 | 594,280   |
| 615,163   | 80-84 | 883,733   |
| 903,433   | 75-79 | 1,102,586 |
| 1,162,621 | 70-74 | 1,300,124 |
| 1,463,355 | 65-69 | 1,554,125 |
| 1,868,912 | 60-64 | 1,939,062 |
| 1,785,598 | 55-59 | 1,828,480 |
| 2,028,748 | 50-54 | 2,065,706 |
| 2,293,572 | 45-49 | 2,349,528 |
| 2,283,902 | 40-44 | 2,341,733 |
| 2,082,310 | 35-39 | 2,112,167 |
| 2,059,312 | 30-34 | 2,066,137 |
| 2,145,054 | 25-29 | 2,161,286 |
| 2,164,141 | 20-24 | 2,133,057 |
| 2,040,725 | 15-19 | 1,955,727 |
| 1,878,838 | 10-14 | 1,790,488 |
| 1,799,999 | 5-9   | 1,716,616 |
| 2,002,494 | 0-4   | 1,911,459 |

根据2011年人口普查，英国人口達6513万，其中三分之一居住在英格兰东南部（首都伦敦就有860万）。在2016年，以地區來分，其中英格兰人占83.9%；苏格兰人占8.4%；其他还有威尔斯人占4.8%、北爱尔兰人占2.9%。
2017年，英国的平均总生育率 (TFR) 为1.74。虽然不断上升的出生率促进了人口增长，但仍大大低于1964年每名妇女生育 2.95 个孩子的婴儿潮峰值或1815年每名妇女生育6.02个孩子的高峰，同时低于人口替代率（在无外来移民的情况下保持人口不变所需的最低总和生育率）的2.1，但高于2001年创纪录的低点1.63。2011年，英国47.3%的新生儿都是由未婚女性生育的。国家统计局2015年发布的公告显示，在16岁及以上的英国人口中，有1.7%的人认为自己是男同性恋、女同性恋或双性恋（2.0%的男性和1.5%的女性）；4.5%的受访者回答“其他”、“我不知道”或没有回答。据2001年至2008年的研究估计，英国变性人人数在65,000至300,000之间。
截止至2019年，英国的人口有66,959,016人，每年以小于百分之1的增长率在增长。英国国家统计署基於2016年的《國家人口預測》指出，如果近期趨勢繼續下去，英國的人口將在2016年中至2026年中增加360萬。這表示年平均增長率為0.5％。同期，英格蘭的人口預計將增長5.9%。威爾士為3.1%，蘇格蘭和北愛爾蘭分別為3.2%和4.2%。美国的人口资料局則預測，到2050年的时候，英国的人口将达7,700万。超过德国和法国，成为俄罗斯以外整个欧洲人口最多的国家。

### 语言
英國名義上沒有官方語言，實際上英語為主要語言。據估計，95％的英國居民以是英语的单语使用者，还有5.5％的新移民会讲自己的民族语言，如華語、粤语、孟加拉语、印地语、旁遮普语和乌尔都语。英国是印度以外印地语使用者最多的地方。根据2011年的人口普查，波兰语已成为英格兰的第二大语言，有546,000人使用。2019 年，大约一百万人中仅有不到一人不会或几乎不会说英语。
英国使用三种土著凯尔特语：威尔士语、爱尔兰语和苏格兰盖尔语。康沃尔语作为第一语言（即母语）已在18世纪后期绝迹，目前正在努力复兴，并且有一小群人将其作为第二语言使用。根据2021年的人口普查，威尔士三岁及以上的威尔士语人口为538,300人（占17.8%）。此外，据估计约有 200,000 名讲威尔士语的人居住在英格兰。在北爱尔兰2011年的人口普查中，有167,487 人（10.4%）表示他们有“一些爱尔兰语知识”（参见北爱尔兰的爱尔兰语），不过他们几乎全是民族主义者（主要是天主教徒）。苏格兰有超过92,000人（不到总人口的2%）会讲一点盖尔语，其中 72% 居住在外赫布里底群岛。现在英国学习威尔士语或苏格兰盖尔语的儿童人数正在增加。在移民后裔人群中，一些苏格兰盖尔语仍在加拿大使用（主要是新斯科舍省和布雷顿角岛），阿根廷巴塔哥尼亚也有一定的威尔士语人群。苏格兰语则是一种起源于早期北部中古英语的语言，与其区域变体北爱尔兰的阿尔斯特苏格兰语得到的认可有限，没有具体的保护和推广措施。
过去由于大英帝国的扩张，英语已是最多國家與地區使用的官方語言、是世界上学习最普遍的语言，地理分布最广的语言。在各領域皆有英語的存在，並产生了许多英语方言，英語是被普遍承认的世界语言，甚至已成為不同語言使用者交流時第一順位使用的語言。
在英格蘭，學生必須學習第二語言，直到14歲。法語和德語是英格蘭和蘇格蘭的兩種最常教授的第二語言。威爾士的所有學生都可允許威爾士語作為第二語言的教育。

### 城市
| 英國最大城市排名 2011人口普查 | 英國最大城市排名 2011人口普查 | 英國最大城市排名 2011人口普查 | 英國最大城市排名 2011人口普查 | 英國最大城市排名 2011人口普查 | 英國最大城市排名 2011人口普查 | 英國最大城市排名 2011人口普查 | 英國最大城市排名 2011人口普查 | 英國最大城市排名 2011人口普查 | 英國最大城市排名 2011人口普查 |
|                               | 排名                          | 名称                          | 都會區                        | 人口                          | 排名                          | 名称                          | 都會區                        | 人口                          |                               |
| ----------------------------- | ----------------------------- | ----------------------------- | ----------------------------- | ----------------------------- | ----------------------------- | ----------------------------- | ----------------------------- | ----------------------------- | ----------------------------- |
| 伦敦 曼彻斯特                 | 1                             | 伦敦                          | 大伦敦                        | 9,787,426                     | 11                            |                               |                               | 579,554                       | 伯明翰                        |
| 伦敦 曼彻斯特                 | 2                             | 曼彻斯特                      | 大曼彻斯特都会区              | 2,553,379                     | 12                            | 爱丁堡                        | 爱丁堡                        | 512,150                       | 伯明翰                        |
| 伦敦 曼彻斯特                 | 3                             | 伯明翰                        | 都会区                        | 2,440,986                     | 13                            | 莱斯特                        | 莱斯特都会区                  | 508,916                       | 伯明翰                        |
| 伦敦 曼彻斯特                 | 4                             |                               | 西约克郡都会区                | 1,777,934                     | 14                            |                               |                               | 474,485                       | 伯明翰                        |
| 伦敦 曼彻斯特                 | 5                             | 格拉斯哥                      | 大格拉斯哥                    | 958,290                       | 15                            | 布赖顿和霍夫                  |                               | 474,485                       | 伯明翰                        |
| 伦敦 曼彻斯特                 | 6                             | 利物浦                        | 利物浦都会区                  | 864,122                       | 16                            | 伯恩茅斯                      |                               | 466,266                       | 伯明翰                        |
| 伦敦 曼彻斯特                 | 7                             | 南安普顿                      | 汉普郡                        | 855,569                       | 17                            | 加的夫                        | 加的夫都会区                  | 390,214                       | 伯明翰                        |
| 伦敦 曼彻斯特                 | 8                             |                               | 泰恩赛德                      | 774,891                       | 18                            | 米德尔斯伯勒                  | 提塞斯都会区                  | 376,633                       | 伯明翰                        |
| 伦敦 曼彻斯特                 | 9                             |                               |                               | 729,977                       | 19                            | 特倫特河畔斯托克              | 斯托克都会区                  | 372,775                       | 伯明翰                        |
| 伦敦 曼彻斯特                 | 10                            |                               |                               | 685,368                       | 20                            | 考文垂                        | 考文垂都会区                  | 359,262                       | 伯明翰                        |

### 宗教

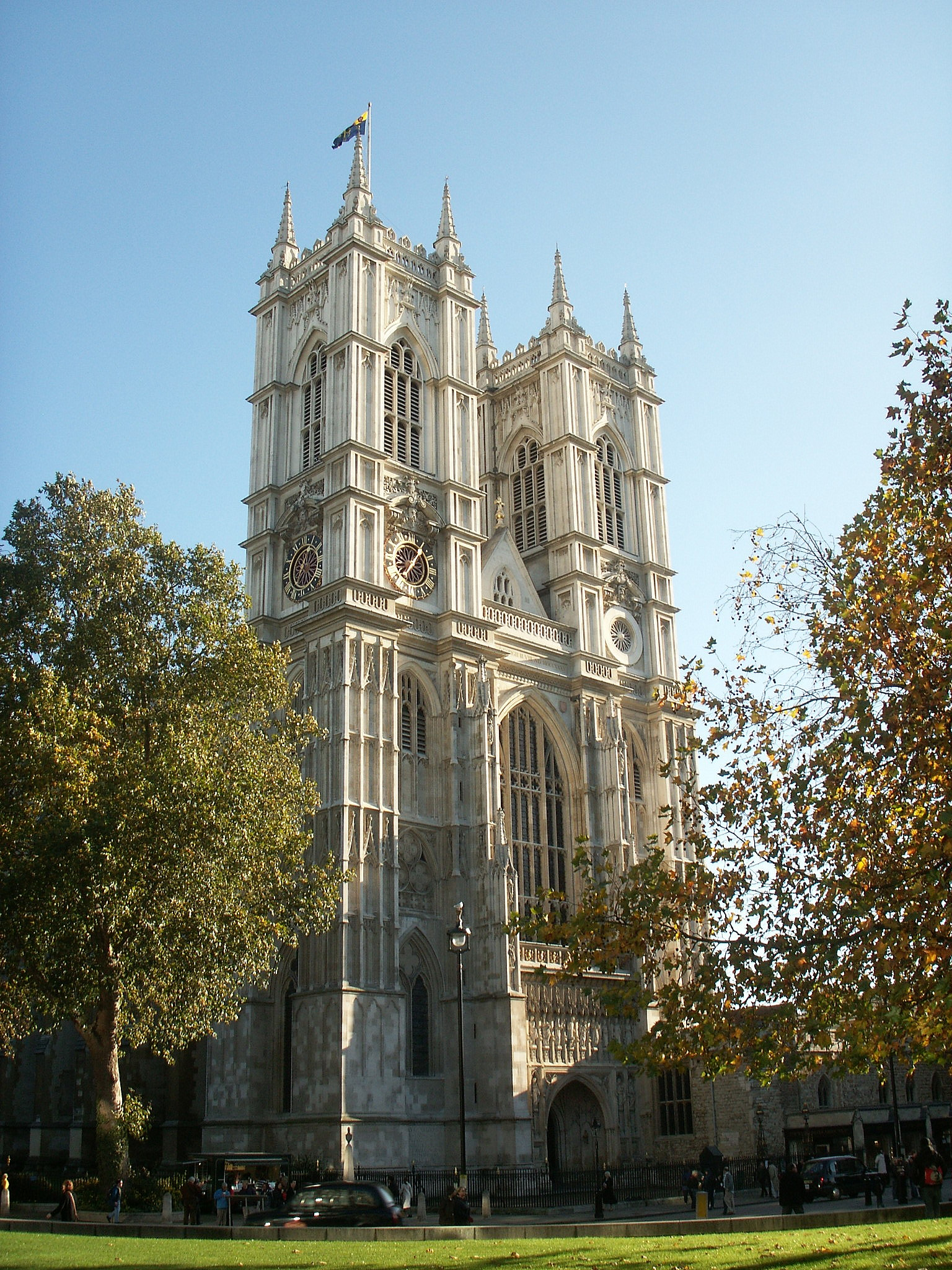
歷任英國君主皆於西敏寺加冕

公元7世纪，在凯尔特传教运动的影响下，英格兰地区基督教化。1533年，为了扶正安妮·博林，亨利八世与教宗决裂，英国国会立法宣布脱离天主教會，英格兰教会——圣公会成为英国国教。不过由于亨利的宗教改革仅是为了取得离婚的合法性，圣公会一切教义、体制都与天主教會相差不大，因此圣公宗又被称为“新教中的旧教”。亨利之后的几位英国君主都积极推进新教改革，使英国成为多个重要的新教教派的发源地：普世圣公会、公理会、浸信会、公谊会、循道公会－卫理公会、救世军、弟兄会等。18世纪和19世纪，英国曾经是基督教多次属灵基督教复兴运动中心和海外传教的重要基地，诞生过约翰·卫斯理、怀特腓、卜维廉、克理威廉、马礼逊、达秘、戴德生、李文斯敦、宾路易师母、史百克等众多著名基督教徒。
2001年人口调查数据显示：基督宗教的信徒佔總人口的71.6%。伊斯兰教佔2.7%。印度教佔1%。其他佔1.6%。「不明/無教人士」佔23.1%。其他宗教还包括佛教、猶太教等。2007年调查显示：基督教信徒佔總人口的64%。伊斯兰教佔4%。不同歲數的群體在信仰方面有不同的趨勢。受訪者年齡越大，承認有宗教信仰的比率便越高。英格兰和威尔士2011年人口调查数据显示：基督宗教信徒佔總人口的59.3%。伊斯兰教佔4.8%。印度教佔1.5%。无宗教25%。2001年至2011年人口普查期间，信奉基督教的人数减少了12%，而报告没有宗教信仰的人数比例翻了一番。这与其他主要宗教团体类别信徒数量的增长形成了鲜明对比，其中穆斯林人数增长幅度最大，英国穆斯林数量已占全国人口的约5%。
2012年3月英国君主伊丽莎白二世在兰柏宫的演說中表示“聖公會的理念偶爾被誤解”。
2016年穆斯林約佔英國人口6.3%，預料入境移民和穆斯林的較高生育率將推動穆斯林人口比例繼續增長。

### 教育

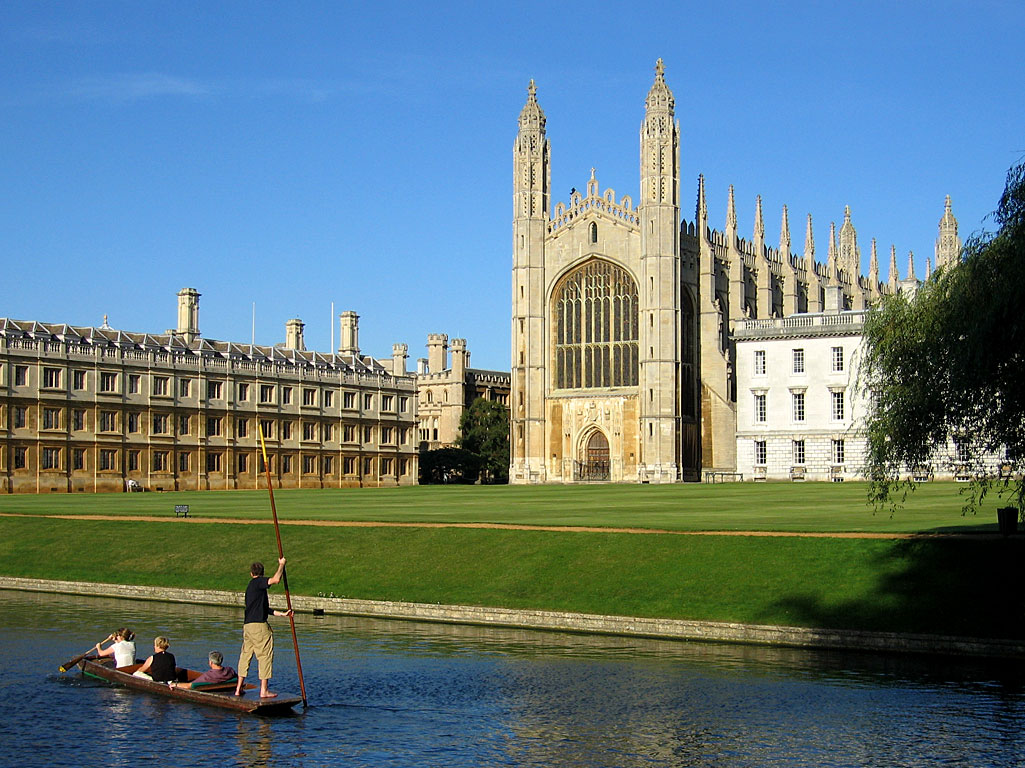
國王學院，劍橋大學的一部分，於1441年成立

英国教育也遵循权力下放体制。在联合王国各个组成国家中，教育系统各不相同，也由不同政府监管：英国政府负责英格兰地区的教育，威尔士政府负责威尔士地区的教育，苏格兰政府负责苏格兰地区的教育，北爱尔兰行政局负责北爱尔兰地区的教育。儘管權力下放，但各構成國之間的教育系統還是有許多相似之處；英國學童通常於五歲入學，十六歲參加普通程度證書考試（GCSE）或蘇格蘭標準成績證書考試，十八歲參加高級程度證書考試（GCE A-level）或蘇格蘭進階證書考試。他們大多到大學或其他高等教育學院繼續進修。
英国的牛津大学、剑桥大学、伦敦帝国学院、伦敦政治经济学院、伦敦大学学院、爱丁堡大学、伦敦国王学院、曼徹斯特大學、杜伦大学、圣安德鲁斯大学、南安普顿大学、卡迪夫大學、华威大学等大學位於世界顶尖大学的行列。兰卡斯特大學、利兹大学、利物浦大學、萨里大学、约克大學、艾希特大學、艾塞克斯大學、拉夫堡大学、布里斯托大學、萊斯特大學、伯明翰大学、雷丁大学等也是世界一流的著名学府。
這些大學为英国以至全世界培养了众多著名的科学家、文学家、哲学家、政治家、工程师，例如艾萨克·牛顿、雪莱、查尔斯·达尔文、保罗·狄拉克、诺曼·福斯特、史蒂芬·霍金、约瑟夫·李斯特、亚当·斯密、詹姆斯·瓦特、約瑟夫·汤姆逊、路德维希·维特根斯坦和亚历山大·弗莱明等等。

### 醫療

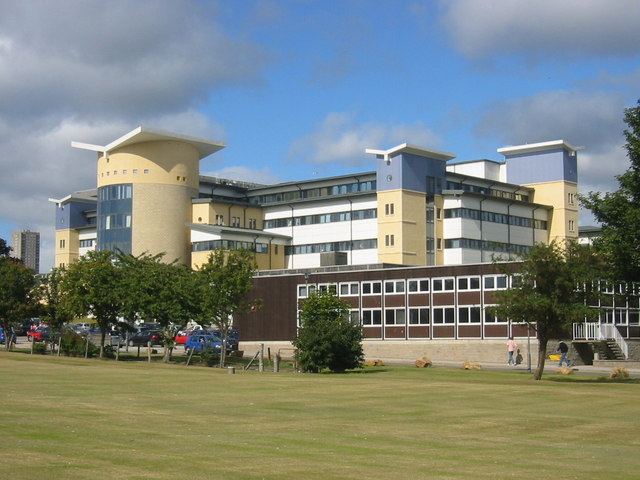
蘇格蘭皇家亞伯丁兒童醫院

英国拥有较高的医疗水平，从1981年起，英国人的预期寿命逐年提高，2017年至2019年，预期寿命为男性79.4岁，女性83.1岁。
英国的医疗保健也遵循权力下放体系，每个构成国都有私人和公共的医疗保健系统。公共医保向所有英国永久居民提供，并且在绝大部分时候是免费的，这部分医疗经费的来源为常规税收。不过，在公立医疗制度里，病人非紧急下必须先看家庭医生，医生作出专业决定认为有需要才可去看专科医生，以让资源合理使用，而有紧急情况的病人通常先去急症专科急症室。目前公立医疗专科医生最长轮候时间达一个月，被认为等待时间过长。2000年，世界卫生组织将英国的医疗保健提供情况评为欧洲第15位、世界第18位。
二战后在马歇尔计划的援助下，欧洲各国纷纷开始建设福利国家。英国自1979经济复苏以来，医疗保健支出大幅增加。根据2018年经合组织的数据，英国人均医疗保健支出为3,121英镑。
医疗监管机构在全国范围内都有设立，如医学总会、护理与助产委员会等，还有如皇家学院等非政府机构。医疗保健的政策和运营责任分别由四个构成国的行政部门负责。每个构成国的卫生服务机构都相应有不同的政策和优先事项。

## 文化
英國文化受其自由民主的议会制政体、島國及宗教等等因素影響。英國由英格蘭、威爾士、蘇格蘭和北愛爾蘭四地區組成，四地區都有獨自的風俗和象征。英國文化亦是歐洲文化與西方文化的重要组成。
英國文學、音樂、電影、藝術、戲劇、媒體、電視、哲學和建築都具有世界性的影響力。在历史上诞生了如莎士比亚、拜伦、摩爾、狄更斯，布兰克特三姐妹与盖斯凯尔夫人等著名的文学家和艺术家。運動也是英國文化重要組成部份之一，其是许多運動的發源地，包括本國最流行的足球，英超联赛就是世界重要足球联赛之一。英國因此也被描述為“文化大國”，倫敦也由此成爲了世界文化中心之一。

### 文学
英國文學或不列顛文學（British literature）是指英國的文學作品。其文學發展繼承了先前的蘇格蘭及英格蘭文學傳統，包括一些早期的凱爾特語、盎格魯-撒克遜文學。歷史上，英國在不同時期包括了英格蘭、蘇格蘭、威爾士、北愛爾蘭、曼島和海峡群岛等地，所以英國文學除英語作品之外，也涵蓋了多種語言的文學。而“English literature”這個概念雖有“英格蘭文學”的意思，但通常是指英語文學，包括了歷史上來自愛爾蘭、印度、澳大利亞等地使用英語寫作的作家創作的作品。英國文學和英語文學之間重疊的部分很多，但彼此並不相同；蘇格蘭文學、威爾士文學也一般算作獨立的重要學科。通常提到英國文學時，大部分人首先想到的是英格蘭的英語文學。一般认为，莎士比亚的剧本是英国文学中最优秀的作品，也是最经常被引用的作品。
18世紀早期的英國文學稱為奧古斯都文學。這一時期的詩作都很正式（例如亞歷山大·蒲柏），英語小說也開始流行起來，出現了丹尼爾·笛福的《魯濱遜漂流記》、亨利·菲爾丁的《湯姆·瓊斯》以及塞繆爾·理查森的《帕梅拉》。
到18世紀晚期，浪漫主義文學興起，通俗小說（vernacular literature）開始流行。蘇格蘭詩人羅伯特·彭斯復興了蘇格蘭語文學，在威爾士，艾羅·莫干復興了傳統的群英會（eisteddfod）。
維多利亞時代是英國現實主義文學的黃金時期，代表作家有簡·奧斯丁、艾米莉·勃朗特、夏洛特·勃朗特、狄更斯、威廉·薩克雷、喬治·艾略特和托馬斯·哈代。
第一次世界大戰使得英國出現了一批戰爭詩人和作家，例如威爾弗雷德·歐文、西格夫里·萨松、罗伯特·格雷夫斯和鲁伯特·布鲁克，他們以描寫自己在戰壕中的經歷而出名。

### 戏剧
英國劇場一向興盛，莎士比亞與其同時代作家克里斯托夫·馬洛、本·琼森為早期英國劇場帶來了深度。近現代的著名劇作家則有哈罗德·品特、大衛·海爾（David Hare）、汤姆·斯托帕德、彼得·謝弗、莎拉·肯恩和馬丁·麥當諾（Martin McDonagh）等等。
當代最著名的英國舞台劇導演首推彼得·布魯克，著作《空的空間》為劇場經典書籍之一。最為人熟知的英國舞台劇演員則公認是劳伦斯·奥利维尔。
17世纪著名的剧作家乔治·弗雷德里希·亨德尔（德国人，但后加入英国籍）对英国戏剧发展做出了很大的贡献，他曾经参与过小提琴，双簧管风琴（oboe organ）等音乐演奏。亨德尔生于1685年的德国，1702年毕业于哈雷的德国音乐学院，1707年曾在意大利定居并且开始学习戏剧表演，1712年亨德尔在英格兰定居，加入了北爱尔兰王家乐队。1728-1737年，他成功创建自己的戏剧演奏公司并为爱尔兰贵族进行音乐表演，1759年于英格兰去世。

### 视觉艺术

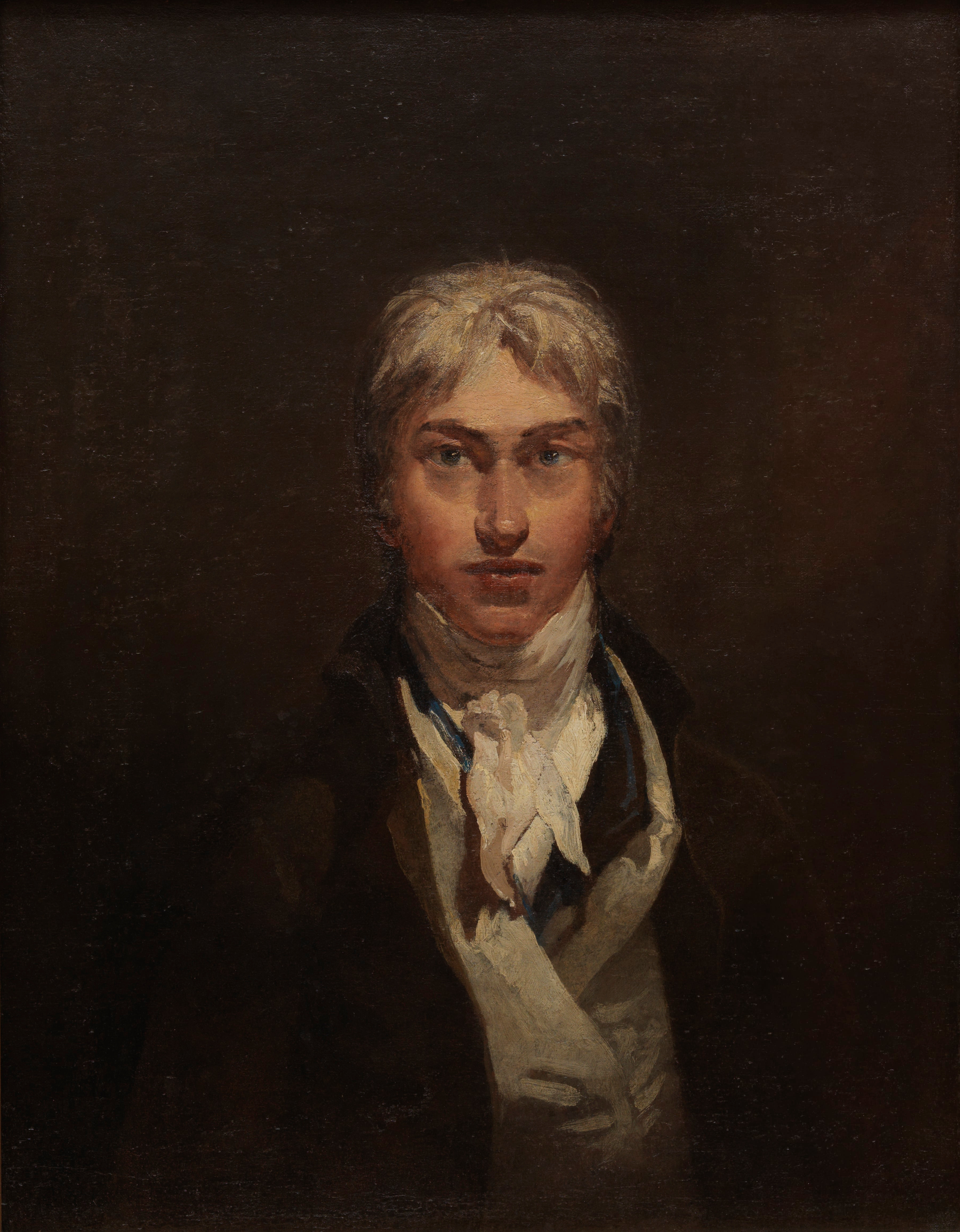
透纳自画像，油画，1799

英国视觉艺术史在西方美术史上非常重要。英国重要的艺术家有：浪漫主义运动中的威廉·布莱克、约翰·康斯特勃，塞缪尔·帕尔默和透纳；人像画家约书亚·雷诺兹和卢西安·弗洛伊德；风景画家托马斯·庚斯博罗和劳伦斯·斯蒂芬·劳瑞；艺术与工艺运动先锋威廉·莫里斯；风格怪诞的画家弗朗西斯·培根；波普艺术中的理查德·哈密尔顿，彼得·布莱克和大卫·霍克尼；观念艺术先锋艺术与语言团体；双人组合吉尔伯特与乔治；抽象艺术先锋霍华德·霍奇金，雕塑家安东尼·葛姆雷、安尼施·卡普尔和亨利·摩尔。
皇家艺术研究院一直是推进英国视觉艺术发展的重要机构。在英国重要的艺术院校有：伦敦艺术大学六校，包括中央圣马丁艺术与设计学院和切尔西艺术与设计学院；伦敦大学金匠学院；伦敦大学学院下属的斯莱德美术学院；格拉斯哥艺术学院；皇家艺术学院；牛津大学下属的拉斯金美术学校；艺术史教育重镇科陶德艺术学院。
英国重要的美术馆有：国家美术馆，国家肖像馆，泰特不列颠和世界上游客访问量最高的现代美术馆泰特现代艺术馆。

### 体育

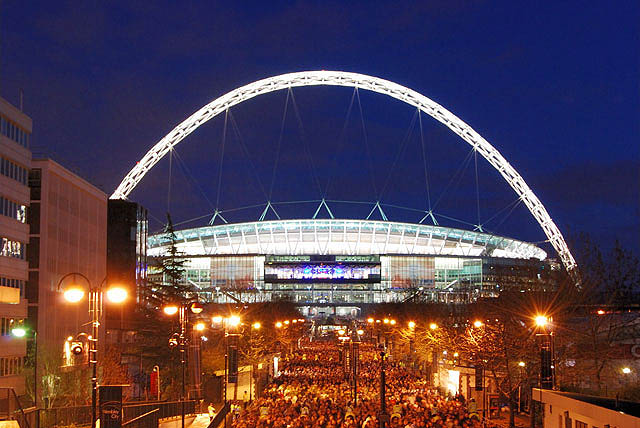
倫敦的溫布利球場，是有史以來造價最昂貴的體育場館之一

英國是體育大國，足球、馬球、英式橄欖球、板球、羽毛球、乒乓球等運動均起源於英國。其中足球為英國的第一運動，尤其在英格蘭，蘇格蘭和北愛爾蘭地區，國家足球代表隊往往是民眾最為在意以及支持的運動團隊。足球及橄欖球亦不單被民眾，政府乃至皇室視作單一的體育運動，更加被視為整個國家、民族的文化象徵之一，英格兰男足在1966大获成功，首次获得世界杯冠军，并在2021年及2024年连续两次打入欧洲杯决赛；青年队在世界杯和欧锦赛也有良好的表现。
英格兰女子足球代表队不仅是世界上最古老的女子足球国家队，也是近年欧洲进步最快的女子足球队之一，在世界杯季军和殿军取冠失败后，并在2022年女子欧洲杯获得首座国际赛事，并在2023年女子欧洲－南美洲冠军杯获得第二座重要赛事，也在女足世界杯上获得亚军。
英格蘭足球超級聯賽亦是世界上最為成功的體育聯盟之一，聯盟中有曼聯、阿仙奴、車路士、利物浦、曼城以及托特納姆熱刺等歐洲著名球會。而四大滿貫之一的溫布頓網球公開賽亦會每年於溫布頓舉行。
倫敦是夏季奧林匹克運動會舉辦最多次的城市，1908年和1948年後，倫敦於2012年第三次取得夏季奧運舉辦權。英国在夏季奧林匹克運動會在累积获得847枚奖牌（263金295银289铜），位列欧洲第1，世界第3。

### 哲学思想

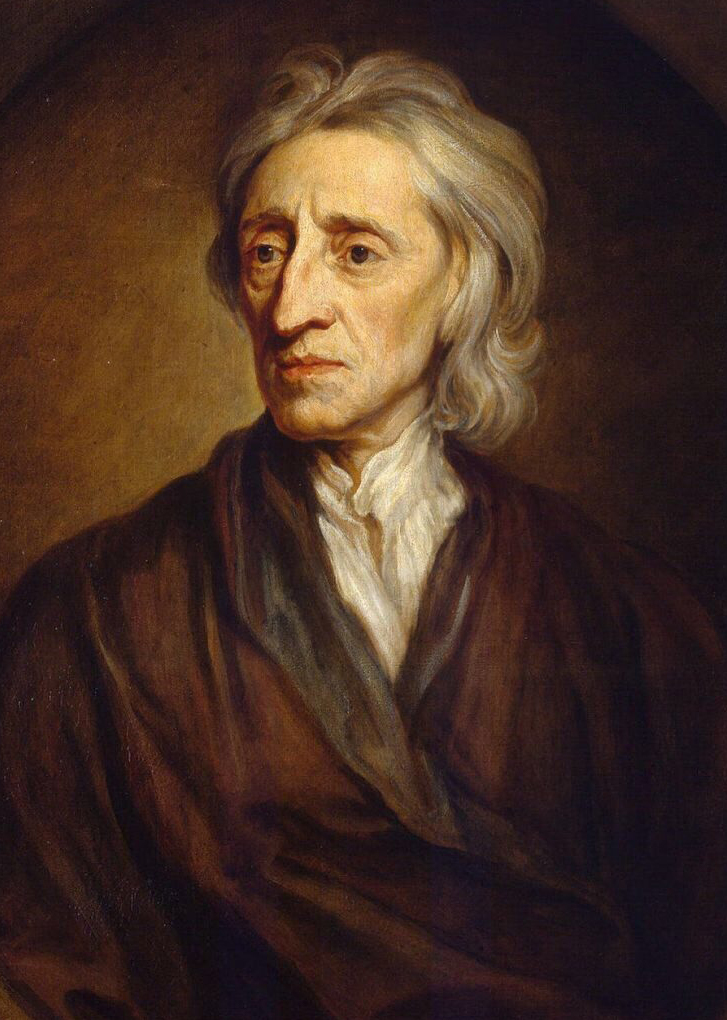
由戈弗雷·内勒于1697年创作的约翰·洛克肖像

英国以传统的“英国经验主义”和“苏格兰哲学”（有时被称为“苏格兰常识学派”）而闻名，“英国经验主义”是哲学知识的一个分支，认为只有经过实践验证的知识才是有效的。英国经验主义最著名的哲学家有约翰·洛克、乔治·贝克莱和大卫·休谟；杜格尔德·斯图尔特、托马斯·里德和威廉·汉密尔顿是苏格兰“常识”学派的主要代表。两位英国人：杰里米·边沁和约翰·斯图尔特·密尔也因功利主义伦理理论（伦理学的一个分支）而闻名。这个理论首先由边沁提出，后来由密尔在自己的短篇著作《效益主义》中使用。

#### 思想家
- 约翰·洛克，近代提出天賦人權政治哲學家。
- 托马斯·莫尔，空想社会主义的代表人物。
- 罗伯特·欧文，空想社会主义的代表人物。
- 伯纳德·鲍桑葵，英国唯心主义的代表人物。
- 弗蘭西斯·培根，散文作家、哲學家、政治家，是古典經驗論的始祖。
- 大卫·休谟，哲学家、经济学家、历史学家。
- 亞當·斯密，经济学家、哲学家，代表作为《国富论》。

### 媒體

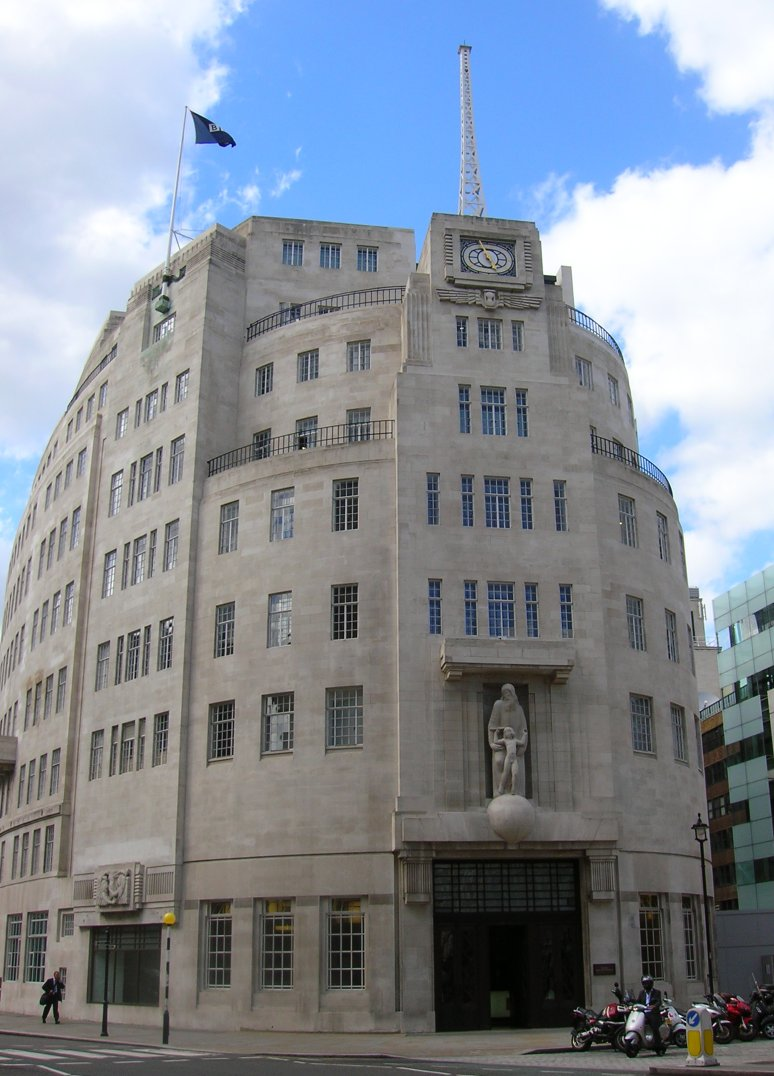
位於倫敦的BBC廣播大樓（Broadcasting House），是英國廣播公司總部

英国广播公司（BBC）成立于1922年，是英国的一家公共广播、电视和互联网广播公司，也是世界上历史最悠久、规模最大的广播公司。它在英国国内外运营着众多电视台和广播电台，其国内服务的主要收入来源是电视授权。英国广播公司国际频道是一家BBC下属之世界上最大的国际广播公司。它以超过40种语言播报新闻、演讲和讨论。
英国其他主要媒体包括独立电视公司（ITV plc），该公司运营着组成独立电视网和英国天空15家地区电视广播公司中的11个。 在英国印刷的报刊包括《每日邮报》、《卫报》、《太阳报》、《每日电讯报》、《泰晤士报》、《每日快报》和《金融时报》等。在英国出版并在全球范围内发行的杂志和期刊还包括《旁观者》、《经济学人》、《新科学人》、《新政治家》、《展望》、《新音乐快递》和《广播时报》。
尽管曼彻斯特的英国媒体城也是一个重要的全国性媒体中心，伦敦依然在英国媒体业中占据主导地位：全国性报纸、电视和广播的总部基本上都设在首都。爱丁堡、格拉斯哥以及卡迪夫分别是苏格兰和威尔士重要的报刊和广播发行中心。英国出版业，包括书籍、名录和资料库、期刊、杂志和商业媒体、报纸和新闻机构，总营业额约为200亿英镑，雇员人数167,000人。2015年，英国每一百万居民出版2,710本书，这比任何其他国家都多，其中大部分出口到其他英语国家。
2010年，英国82.5%的人口是互联网用户，此比例是当年用户总数最多的20个国家中最高的。英国拥有欧洲最大的视频游戏产业，是继日本和美国之后的世界第三大视频游戏生产国。

### 音乐

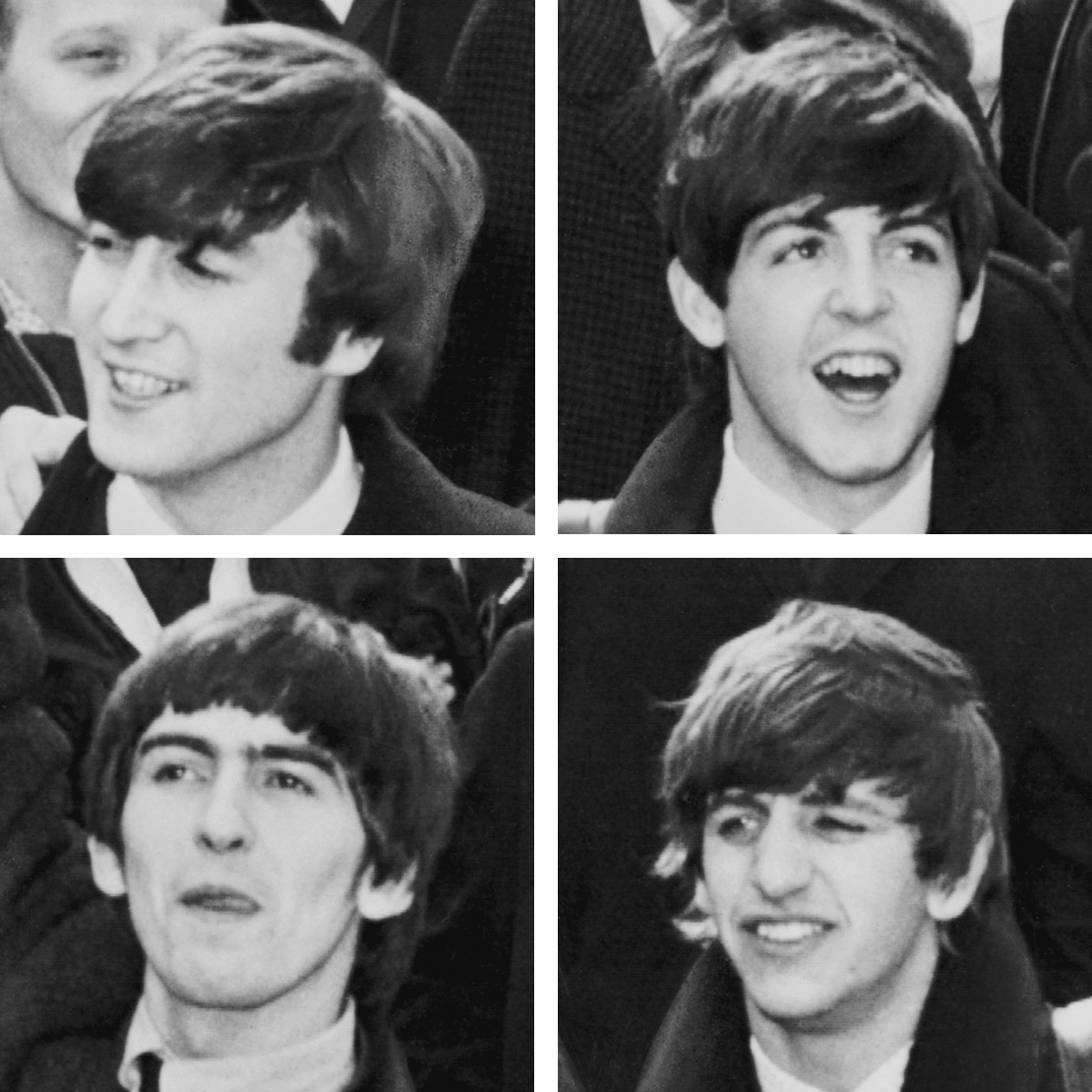
披头士乐队是流行音乐史上最受好评及商业上最成功的乐队，唱片销量超过10亿

英国是众多著名音乐家的故乡，这些音乐家都有可观的贡献和影响。英国音乐的传统来自基督教音乐和不列颠民间音乐，英格兰、苏格兰、威尔士和北爱尔兰有着本土的传统音乐，风格各异。进入工业时代后，兴起如铜管乐队和音乐厅乐团这样的新形式，挑战传统民乐的流行地位。现代流行音乐的诸多潮流都发源自英国，如节拍音乐、强力流行、迷幻音乐、前卫摇滚、重金属音乐、新浪潮音乐、电子流行、迴響貝斯等。
在古典音乐方面，按照历史梳理，都铎时期的音乐归类为文艺复兴音乐，托马斯·塔利斯、约翰·塔弗纳、威廉·伯德、奥兰多·吉本斯、约翰·道兰德是这时英格兰著名的音乐家，他们创作出卓越的弥撒曲、牧歌和鲁特琴曲。之后的斯图亚特王朝复辟时代，亨利·珀塞爾引领潮流，托馬斯·阿恩等人追随，他们创作假面舞曲、颂歌和艾尔抒情调，作为之后英格兰音乐的传统风格而延续。入籍英国的德意志人亨德尔是巴洛克时期卓越的作曲家，他创作的《水上音樂》《皇家煙火》和《弥赛亚》廣為人知，颂歌《牧师扎多克》成为英国君主的传统加冕曲。19世纪下半叶，爱德华·埃尔加可谓最成功的作曲家，涵盖各式风格，成就和当时的欧陆名家匹敌；阿瑟·萨利文和威廉·S·吉尔伯特合作创作出许多经久不衰的萨伏依歌剧作品。进入20世纪，有古斯塔夫·霍尔斯特和雷夫·佛漢·威廉斯等英国作曲家自民间音乐汲取灵感，引领英国民歌复兴；布里顿男爵的歌剧作品成就斐然，是英国现代歌剧的先驱。在战后的当代，著名的英国作曲家有彼得·马克斯韦尔·戴维斯，他创作出有序列音乐、东方音乐和文艺复兴音乐色彩的独特作品；哈里森·伯特威斯尔，他的音乐具有神话色彩，富于诗情；约翰·塔文纳，以宗教精神深厚的合唱作品著称。
20世纪，源自美国的布鲁斯、爵士乐、摇滚乐进入英国，开启潮流。20世纪50年代中期，英国人发明“流行乐”（pop music）一词，用以指代“摇滚乐及其与新的青年音乐的融合形式”。来自英国的披头士乐队和滚石乐队在20世纪60年代主导乐坛。英国成为摇滚乐发展的重地，英国摇滚音乐人开创硬式搖滾、拉格摇滚、艺术摇滚、重金属乐、太空摇滚、華麗搖滾、哥德搖滾、斯卡朋克等诸多流派；亦参与前衛搖滾、迷幻搖滾、朋克搖滾潮流的发展。披头士乐队售出超过10亿张唱片，是流行音乐史上最受好评及商业上最成功的乐队。滚石乐队、平克·弗洛伊德、齐柏林飞船、比吉斯、艾爾頓·強皆颇受欢迎，唱片销量皆超出2千万张。现代英国是音乐产业大国，伴随强势的英文流行文化，许多当代音乐人在全世界颇受欢迎，近年较为成功的有乔治·迈克尔、绿洲乐队、辣妹合唱團、电台司令、酷玩樂團、北極潑猴、罗比·威廉斯、艾米·怀恩豪斯、愛黛兒、紅髮艾德、1世代、哈利·斯泰爾斯、杜阿·利帕。
英国有着享誉世界的交响乐团和合唱团，如BBC交響樂團和伦敦交响乐团合唱团。每年的國殤紀念日，英国全国会举办纪念音乐会，演奏《统治吧，不列颠尼亚！》等纪念歌曲。英国唱片业协会每年举行盛会颁发全英音樂獎，并设置音乐界杰出贡献奖赠予有重要历史地位的世界音乐人，流行乐分支的英国得主有谁人乐队、大卫·鲍伊、埃里克·克莱普顿、罗德·斯图尔特、警察乐队、佛利伍麥克等；古典乐得主有指挥家西蒙·拉特尔、提琴家奈吉尔·肯尼迪、电影配乐家约翰·巴瑞、剧作配乐家安德鲁·劳埃德·韦伯等。
许多英国城市有着浓厚的本地音乐文化。来自利物浦的音乐人共创作了54首英本国榜首单曲，这个数字是世界之冠；格拉斯哥于2008年被联合国教科文组织评为音乐之城；曼彻斯特的音乐人为酸浩室和英伦摇滚运动的发展做出重要贡献；伦敦和布里斯托是鼓打貝斯和神遊舞曲等电子乐流派的发源地；伯明翰因黑色安息日乐队而被誉为重金属音乐的诞生地。

### 飲食
英國飲食雖然和其他歐洲國家相比較為簡單，但英式早餐和其他歐洲國家相比較為豐盛。英國料理傳統上注重食材本身的味道。而國際上熟知的英國飲食包括英式早餐和聖誕晚宴。凱爾特原住民本身就有一系列常用的農業作物及動物食材，而諾曼征服英格蘭后又帶來了許多外來種。大英帝國的殖民活動又使得食用味道強烈的香料及草藥的印度菜進入英國。
英國內的四個組成部份都有各自的獨特飲食，傳統的英格蘭飲食有週日烤肉、約克郡布丁和肉汁。炸魚薯條和英式早餐（培根、烤西紅柿、炸麵包、黑布丁、烘豆、烤蘑菇、香腸和蛋）。最早的炸魚薯條出現於1860年奧爾德姆的湯米菲爾德市場（Tommyfield Market）。除此之外還有各種肉派，例如牛排腰子派、牧羊人派、農舍派、康瓦尔郡菜肉烘饼和豬肉派。
在英國文化中，通常會在下午4至6點吃下午茶。而作為英國最常見的飲料之一，茶由查尔斯二世之妻布拉干薩的凱瑟琳引入英國，傳統上下午茶還包括三明治、司康餅、蛋糕或其他點心。

### 世界遺產
截至2020年，英国本土及海外领土共有32处自然或文化遗迹列入《世界遗产名录》，其中英格兰18处、苏格兰五处，威尔士三处，北爱尔兰一处，另有一处为英格兰和苏格兰共有，海外领土百慕大、直布罗陀、皮特凯恩群岛和圣赫勒拿各一处。英国的首批世界遗产包括“巨人之路”及其海岸、达勒姆大教堂和城堡、乔治铁桥区、斯塔德利皇家公园和喷泉修道院遗址、巨石阵、埃夫伯里及周围的巨石遗迹，以及圭内斯郡爱德华国王城堡和城墙，均于1986年入选。最次入选的是英格兰卓瑞尔河岸天文台，于2019年7月列入。

### 节日假期
| 日期     | 中文譯名           | 當地名稱                                     | 備注                                                 |
| -------- | ------------------ | -------------------------------------------- | ---------------------------------------------------- |
| 1月1日   | 元旦               | New Year's Day                               |                                                      |
| 1月2日   | 元旦翌日           | The Day following New Year's Day             | 只適用於蘇格蘭地區                                   |
| 3月17日  | 圣帕特里克节       | St. Patrick's Day                            | 天主教節日，只適用於北愛爾蘭地區                     |
| 日期不定 | 耶穌受難日         | Good Friday                                  | 復活節之前的一個星期五                               |
| 日期不定 | 復活節星期一       | Easter Monday                                | 春分後第一個滿月後的第一個星期一，不適用於蘇格蘭地區 |
| 日期不定 | 五月初公共假日     | Early May Bank Holiday                       | 五月份第一個星期一                                   |
| 日期不定 | 春天公共假日       | Spring Bank Holiday                          | 五月份最後一個星期一                                 |
| 7月12日2 | 奧蘭治日           | Orangemen's Day（Battle of the Boyne's Day） | 只適用於北愛爾蘭地區                                 |
| 日期不定 | 夏天公共假日       | Summer Bank Holiday                          | 八月份最後一個星期一                                 |
| 11月5日  | 篝火之夜           | Guy Fawkes Night                             | 非官方假期                                           |
| 12月25日 | 圣诞节             | Christmas Day                                |                                                      |
| 12月26日 | 节礼日（拆禮物日） | Boxing Day                                   |                                                      |

注
1. 除特別說明（見備註一項）外，以上假期普遍適用於英格蘭、威爾斯、蘇格蘭及北愛爾蘭地區；
2. 該假日日期以北愛爾蘭事務大臣（Secretary of State for Northern Ireland）公佈為準。

## 参見
- 大英帝国、英联邦
- 英国君主、英国王室
- 英国政治、英国政府、西敏制
- 英国国会、英国内阁
- 英国首相、英国首相列表
- 英国荣誉制度
- 英格蘭
- 蘇格蘭
- 威爾斯
- 北愛爾蘭
- 大不列顛島
- 英国海外领地、英国皇家属地
- 香港